# Антоанета Стефанова
Антоанета Андонова Стефанова е българска шахматистка, десета световна шампионка по шахмат (2004 – 2006), европейска индивидуална шампионка (2002), европейска отборна шампионка с България (2023), втора световна шампионка по ускорен шахмат (2012 – 2014) , състезател на шахматен клуб Локомотив (София). Тя представя България на 13 шахматни олимпиади от 1992 до 2016 г. Член е на треньорската комисия на ФИДЕ.  Антоанета Стефанова е единствената българка, която е била световна шампионка по шахмат за жени. Тя е народен представител от парламентарната група на „Има такъв народ“ в XLV народно събрание и XLVI народно събрание.

## Биография
Родена е на 19 април 1979 г. в София. Започва да се занимава с шахмат на 4-годишна възраст като първите уроци получава от баща си Андон Стефанов. На 7 години е шампионка на София за жени, а на 9 – майстор на спорта. Първата голяма международна награда получава през 1989 г., когато става световна шампионка по шахмат за девойки до 10-годишна възраст. След това става европейска шампионка по ускорен шахмат за девойки до 14-годишна възраст.
От 1994 г. Стефанова е гросмайстор за жени и същата година е обявена за най-бързо прогресиращата млада жена в света. През 1995 г. става шампионка на България за жени, а през 1998 г. се нарежда сред 10-те най-силни жени на планетата. През 2002 г. печели Европейското индивидуално първенство по шахмат за жени във Варна и достига коефициент Ело 2560. Същата година става първата и единствена българка, носител на най-високото звание – международен гросмайстор при мъжете. В световната ранглиста за януари 2003 г. Стефанова достига най-доброто си 229-то място като се изкачва до втора позиция измежду жените след Юдит Полгар.
Най-силната година в кариерата на Антоанета е 2004 г., когато тя печели силния гросмайсторски турнир в Джакарта и става 3-та на Европейското първенство в Дрезден.
На 5 юни 2004 г. Антоанета Стефанова побеждава на финала за световната титла по шахмат за жени рускинята Екатерина Ковалевская, след като общият резултат след трите партии е 2,5 на 0,5 в полза на българката. Така на 25 години става десетата световна шампионка по шахмат за жени. Притежава титлата до 2006 г.
От 1992 до 2010 г. участва на девет шахматни олимпиади за жени, където изиграва 84 партии (33 победи, 38 равенства и 13 загуби) и спечелва за България 52 точки. През 2000 г. става единствената българка, участвала в шахматна олимпиада за мъже като печели 3 точки от 7 партии (+2,=2,-3).
През 2011 г. Стефанова става носител на женската Европейска клубна купа с руския отбор АВС от Краснотуринск. Бившата световна и европейска шампионка постига 4,5 точки от 6 възможни без нито една загуба, като побеждава тогавашната световна шампионка китайката Хоу Ифан. Печели сребърен и бронзов медал от Европейско първенство по шахмат.
На 3 юни 2012 г. Антоанета Стефанова печели възобновеното световно първенство по ускорен шахмат за жени в Батуми, Грузия и става втората световна шампионка по ускорен шахмат след унгарката Юдит Полгар (1992) .
През декември 2012 година е световна вицешампионка след като губи финала за световната титла от украинката Анна Ушенина в руския град Ханти-Мансийск при равностойна игра – 2:2 в редовните партии и 0,5:1,5 в двете партии от тайбрека, продължили 89 и 94 хода.
През ноември 2023 година на Европейското първенство за жени в Будва (Черна гора) Стефанова играе на първа дъска в българския отбор и постига лична победа в последния кръг. Така в решаващия мач България побеждава Грузия с 2,5:1,5 и става европейски шампион. 
От 1989 до ноември 2023 г. са записани 2298 нейни партии. От 1625 официални срещи има 633 победи, 635 ремита и 357 загуби. Постигнатата резултатност 58,5 % я нарежда непосредствено след Гата Камски (59 %), пред Веселин Топалов и водачката в световната ЕЛО класация на ФИДЕ при жените за всички времена Юдит Полгар (58,3 %), Милан Матулович (58 %), Франк Маршал (57,5 %), Роберт Хюбнер (57,2 %) и Рихард Рети (57,1 %).
На 22 ноември 2004 г. Стефанова става най-младият носител на званието „Почетен гражданин на Пловдив“.
Антоанета е завършила икономика. Говори английски, руски и испански език, а ползва още френски, италиански и сърбохърватски.
Народен представител е в XLV и XLVI народно събрание от парламентарната група на ИТН.
На 28 април 2021 г., президентът Румен Радев връчва на Има такъв народ втория проучвателен мандат за съставяне на правителство. Антоанета Стефанова, която е кандидатът на партията за министър-председател, връща мандата още при получаването му с мотива, че партиите на протеста нямат достатъчно гласове за съставяне на правителство и подчертава категоричното нежелание за влизане в коалиция с ГЕРБ, БСП и ДПС.

## Отличия
Световно индивидуално първенство за жени:
- – 2004 г.
- – 2012 г.

Световно първенство по ускорен шахмат за жени:
- – 2012 г.

Световни интелектуални игри:
- – 2016 г.

Европейското индивидуално първенство за жени:
- – 2002 г.
- – 2011 г.
- – 2010 г.

Европейското отборно първенство за жени:
- – 2023 г.

Европейска клубна купа за жени:
- – 2011 г.

Световна шампионка по шахмат за девойки до 10-годишна възраст:
- – 1989 г.

Европейски шампионат по ускорен шахмат за девойки до 14-годишна възраст:
- – 1993 г.

## Избрани партии
Антоанета Стефанова има победи срещу едни от най-силните шахматистки в света – световните шампионки Джу Чън, Мая Чибурданидзе, Александра Костенюк, Анна Ушенина, Хоу Ифан, призьорката в ранг-листата на ФИДЕ Хъмпи Конеру, Екатерина Ковалевская и др.
|   | a | b | c | d | e | f | g | h |   |
| 8 | черен топ на черно поле b8 · бяла пешка на бяло поле b7 · черна пешка на бяло поле h7 · бял топ на бяло поле a6 · черна пешка на черно поле d6 · бял офицер на бяло поле d5 · черен цар на бяло поле f5 · черен кон на бяло поле e4 · бяла пешка на черно поле f4 · бяла пешка на черно поле a3 · бяла пешка на бяло поле f3 · бяла пешка на черно поле h2 · бял цар на бяло поле h1 | черен топ на черно поле b8 · бяла пешка на бяло поле b7 · черна пешка на бяло поле h7 · бял топ на бяло поле a6 · черна пешка на черно поле d6 · бял офицер на бяло поле d5 · черен цар на бяло поле f5 · черен кон на бяло поле e4 · бяла пешка на черно поле f4 · бяла пешка на черно поле a3 · бяла пешка на бяло поле f3 · бяла пешка на черно поле h2 · бял цар на бяло поле h1 | черен топ на черно поле b8 · бяла пешка на бяло поле b7 · черна пешка на бяло поле h7 · бял топ на бяло поле a6 · черна пешка на черно поле d6 · бял офицер на бяло поле d5 · черен цар на бяло поле f5 · черен кон на бяло поле e4 · бяла пешка на черно поле f4 · бяла пешка на черно поле a3 · бяла пешка на бяло поле f3 · бяла пешка на черно поле h2 · бял цар на бяло поле h1 | черен топ на черно поле b8 · бяла пешка на бяло поле b7 · черна пешка на бяло поле h7 · бял топ на бяло поле a6 · черна пешка на черно поле d6 · бял офицер на бяло поле d5 · черен цар на бяло поле f5 · черен кон на бяло поле e4 · бяла пешка на черно поле f4 · бяла пешка на черно поле a3 · бяла пешка на бяло поле f3 · бяла пешка на черно поле h2 · бял цар на бяло поле h1 | черен топ на черно поле b8 · бяла пешка на бяло поле b7 · черна пешка на бяло поле h7 · бял топ на бяло поле a6 · черна пешка на черно поле d6 · бял офицер на бяло поле d5 · черен цар на бяло поле f5 · черен кон на бяло поле e4 · бяла пешка на черно поле f4 · бяла пешка на черно поле a3 · бяла пешка на бяло поле f3 · бяла пешка на черно поле h2 · бял цар на бяло поле h1 | черен топ на черно поле b8 · бяла пешка на бяло поле b7 · черна пешка на бяло поле h7 · бял топ на бяло поле a6 · черна пешка на черно поле d6 · бял офицер на бяло поле d5 · черен цар на бяло поле f5 · черен кон на бяло поле e4 · бяла пешка на черно поле f4 · бяла пешка на черно поле a3 · бяла пешка на бяло поле f3 · бяла пешка на черно поле h2 · бял цар на бяло поле h1 | черен топ на черно поле b8 · бяла пешка на бяло поле b7 · черна пешка на бяло поле h7 · бял топ на бяло поле a6 · черна пешка на черно поле d6 · бял офицер на бяло поле d5 · черен цар на бяло поле f5 · черен кон на бяло поле e4 · бяла пешка на черно поле f4 · бяла пешка на черно поле a3 · бяла пешка на бяло поле f3 · бяла пешка на черно поле h2 · бял цар на бяло поле h1 | черен топ на черно поле b8 · бяла пешка на бяло поле b7 · черна пешка на бяло поле h7 · бял топ на бяло поле a6 · черна пешка на черно поле d6 · бял офицер на бяло поле d5 · черен цар на бяло поле f5 · черен кон на бяло поле e4 · бяла пешка на черно поле f4 · бяла пешка на черно поле a3 · бяла пешка на бяло поле f3 · бяла пешка на черно поле h2 · бял цар на бяло поле h1 | 8 |
| 7 | черен топ на черно поле b8 · бяла пешка на бяло поле b7 · черна пешка на бяло поле h7 · бял топ на бяло поле a6 · черна пешка на черно поле d6 · бял офицер на бяло поле d5 · черен цар на бяло поле f5 · черен кон на бяло поле e4 · бяла пешка на черно поле f4 · бяла пешка на черно поле a3 · бяла пешка на бяло поле f3 · бяла пешка на черно поле h2 · бял цар на бяло поле h1 | черен топ на черно поле b8 · бяла пешка на бяло поле b7 · черна пешка на бяло поле h7 · бял топ на бяло поле a6 · черна пешка на черно поле d6 · бял офицер на бяло поле d5 · черен цар на бяло поле f5 · черен кон на бяло поле e4 · бяла пешка на черно поле f4 · бяла пешка на черно поле a3 · бяла пешка на бяло поле f3 · бяла пешка на черно поле h2 · бял цар на бяло поле h1 | черен топ на черно поле b8 · бяла пешка на бяло поле b7 · черна пешка на бяло поле h7 · бял топ на бяло поле a6 · черна пешка на черно поле d6 · бял офицер на бяло поле d5 · черен цар на бяло поле f5 · черен кон на бяло поле e4 · бяла пешка на черно поле f4 · бяла пешка на черно поле a3 · бяла пешка на бяло поле f3 · бяла пешка на черно поле h2 · бял цар на бяло поле h1 | черен топ на черно поле b8 · бяла пешка на бяло поле b7 · черна пешка на бяло поле h7 · бял топ на бяло поле a6 · черна пешка на черно поле d6 · бял офицер на бяло поле d5 · черен цар на бяло поле f5 · черен кон на бяло поле e4 · бяла пешка на черно поле f4 · бяла пешка на черно поле a3 · бяла пешка на бяло поле f3 · бяла пешка на черно поле h2 · бял цар на бяло поле h1 | черен топ на черно поле b8 · бяла пешка на бяло поле b7 · черна пешка на бяло поле h7 · бял топ на бяло поле a6 · черна пешка на черно поле d6 · бял офицер на бяло поле d5 · черен цар на бяло поле f5 · черен кон на бяло поле e4 · бяла пешка на черно поле f4 · бяла пешка на черно поле a3 · бяла пешка на бяло поле f3 · бяла пешка на черно поле h2 · бял цар на бяло поле h1 | черен топ на черно поле b8 · бяла пешка на бяло поле b7 · черна пешка на бяло поле h7 · бял топ на бяло поле a6 · черна пешка на черно поле d6 · бял офицер на бяло поле d5 · черен цар на бяло поле f5 · черен кон на бяло поле e4 · бяла пешка на черно поле f4 · бяла пешка на черно поле a3 · бяла пешка на бяло поле f3 · бяла пешка на черно поле h2 · бял цар на бяло поле h1 | черен топ на черно поле b8 · бяла пешка на бяло поле b7 · черна пешка на бяло поле h7 · бял топ на бяло поле a6 · черна пешка на черно поле d6 · бял офицер на бяло поле d5 · черен цар на бяло поле f5 · черен кон на бяло поле e4 · бяла пешка на черно поле f4 · бяла пешка на черно поле a3 · бяла пешка на бяло поле f3 · бяла пешка на черно поле h2 · бял цар на бяло поле h1 | черен топ на черно поле b8 · бяла пешка на бяло поле b7 · черна пешка на бяло поле h7 · бял топ на бяло поле a6 · черна пешка на черно поле d6 · бял офицер на бяло поле d5 · черен цар на бяло поле f5 · черен кон на бяло поле e4 · бяла пешка на черно поле f4 · бяла пешка на черно поле a3 · бяла пешка на бяло поле f3 · бяла пешка на черно поле h2 · бял цар на бяло поле h1 | 7 |
| 6 | черен топ на черно поле b8 · бяла пешка на бяло поле b7 · черна пешка на бяло поле h7 · бял топ на бяло поле a6 · черна пешка на черно поле d6 · бял офицер на бяло поле d5 · черен цар на бяло поле f5 · черен кон на бяло поле e4 · бяла пешка на черно поле f4 · бяла пешка на черно поле a3 · бяла пешка на бяло поле f3 · бяла пешка на черно поле h2 · бял цар на бяло поле h1 | черен топ на черно поле b8 · бяла пешка на бяло поле b7 · черна пешка на бяло поле h7 · бял топ на бяло поле a6 · черна пешка на черно поле d6 · бял офицер на бяло поле d5 · черен цар на бяло поле f5 · черен кон на бяло поле e4 · бяла пешка на черно поле f4 · бяла пешка на черно поле a3 · бяла пешка на бяло поле f3 · бяла пешка на черно поле h2 · бял цар на бяло поле h1 | черен топ на черно поле b8 · бяла пешка на бяло поле b7 · черна пешка на бяло поле h7 · бял топ на бяло поле a6 · черна пешка на черно поле d6 · бял офицер на бяло поле d5 · черен цар на бяло поле f5 · черен кон на бяло поле e4 · бяла пешка на черно поле f4 · бяла пешка на черно поле a3 · бяла пешка на бяло поле f3 · бяла пешка на черно поле h2 · бял цар на бяло поле h1 | черен топ на черно поле b8 · бяла пешка на бяло поле b7 · черна пешка на бяло поле h7 · бял топ на бяло поле a6 · черна пешка на черно поле d6 · бял офицер на бяло поле d5 · черен цар на бяло поле f5 · черен кон на бяло поле e4 · бяла пешка на черно поле f4 · бяла пешка на черно поле a3 · бяла пешка на бяло поле f3 · бяла пешка на черно поле h2 · бял цар на бяло поле h1 | черен топ на черно поле b8 · бяла пешка на бяло поле b7 · черна пешка на бяло поле h7 · бял топ на бяло поле a6 · черна пешка на черно поле d6 · бял офицер на бяло поле d5 · черен цар на бяло поле f5 · черен кон на бяло поле e4 · бяла пешка на черно поле f4 · бяла пешка на черно поле a3 · бяла пешка на бяло поле f3 · бяла пешка на черно поле h2 · бял цар на бяло поле h1 | черен топ на черно поле b8 · бяла пешка на бяло поле b7 · черна пешка на бяло поле h7 · бял топ на бяло поле a6 · черна пешка на черно поле d6 · бял офицер на бяло поле d5 · черен цар на бяло поле f5 · черен кон на бяло поле e4 · бяла пешка на черно поле f4 · бяла пешка на черно поле a3 · бяла пешка на бяло поле f3 · бяла пешка на черно поле h2 · бял цар на бяло поле h1 | черен топ на черно поле b8 · бяла пешка на бяло поле b7 · черна пешка на бяло поле h7 · бял топ на бяло поле a6 · черна пешка на черно поле d6 · бял офицер на бяло поле d5 · черен цар на бяло поле f5 · черен кон на бяло поле e4 · бяла пешка на черно поле f4 · бяла пешка на черно поле a3 · бяла пешка на бяло поле f3 · бяла пешка на черно поле h2 · бял цар на бяло поле h1 | черен топ на черно поле b8 · бяла пешка на бяло поле b7 · черна пешка на бяло поле h7 · бял топ на бяло поле a6 · черна пешка на черно поле d6 · бял офицер на бяло поле d5 · черен цар на бяло поле f5 · черен кон на бяло поле e4 · бяла пешка на черно поле f4 · бяла пешка на черно поле a3 · бяла пешка на бяло поле f3 · бяла пешка на черно поле h2 · бял цар на бяло поле h1 | 6 |
| 5 | черен топ на черно поле b8 · бяла пешка на бяло поле b7 · черна пешка на бяло поле h7 · бял топ на бяло поле a6 · черна пешка на черно поле d6 · бял офицер на бяло поле d5 · черен цар на бяло поле f5 · черен кон на бяло поле e4 · бяла пешка на черно поле f4 · бяла пешка на черно поле a3 · бяла пешка на бяло поле f3 · бяла пешка на черно поле h2 · бял цар на бяло поле h1 | черен топ на черно поле b8 · бяла пешка на бяло поле b7 · черна пешка на бяло поле h7 · бял топ на бяло поле a6 · черна пешка на черно поле d6 · бял офицер на бяло поле d5 · черен цар на бяло поле f5 · черен кон на бяло поле e4 · бяла пешка на черно поле f4 · бяла пешка на черно поле a3 · бяла пешка на бяло поле f3 · бяла пешка на черно поле h2 · бял цар на бяло поле h1 | черен топ на черно поле b8 · бяла пешка на бяло поле b7 · черна пешка на бяло поле h7 · бял топ на бяло поле a6 · черна пешка на черно поле d6 · бял офицер на бяло поле d5 · черен цар на бяло поле f5 · черен кон на бяло поле e4 · бяла пешка на черно поле f4 · бяла пешка на черно поле a3 · бяла пешка на бяло поле f3 · бяла пешка на черно поле h2 · бял цар на бяло поле h1 | черен топ на черно поле b8 · бяла пешка на бяло поле b7 · черна пешка на бяло поле h7 · бял топ на бяло поле a6 · черна пешка на черно поле d6 · бял офицер на бяло поле d5 · черен цар на бяло поле f5 · черен кон на бяло поле e4 · бяла пешка на черно поле f4 · бяла пешка на черно поле a3 · бяла пешка на бяло поле f3 · бяла пешка на черно поле h2 · бял цар на бяло поле h1 | черен топ на черно поле b8 · бяла пешка на бяло поле b7 · черна пешка на бяло поле h7 · бял топ на бяло поле a6 · черна пешка на черно поле d6 · бял офицер на бяло поле d5 · черен цар на бяло поле f5 · черен кон на бяло поле e4 · бяла пешка на черно поле f4 · бяла пешка на черно поле a3 · бяла пешка на бяло поле f3 · бяла пешка на черно поле h2 · бял цар на бяло поле h1 | черен топ на черно поле b8 · бяла пешка на бяло поле b7 · черна пешка на бяло поле h7 · бял топ на бяло поле a6 · черна пешка на черно поле d6 · бял офицер на бяло поле d5 · черен цар на бяло поле f5 · черен кон на бяло поле e4 · бяла пешка на черно поле f4 · бяла пешка на черно поле a3 · бяла пешка на бяло поле f3 · бяла пешка на черно поле h2 · бял цар на бяло поле h1 | черен топ на черно поле b8 · бяла пешка на бяло поле b7 · черна пешка на бяло поле h7 · бял топ на бяло поле a6 · черна пешка на черно поле d6 · бял офицер на бяло поле d5 · черен цар на бяло поле f5 · черен кон на бяло поле e4 · бяла пешка на черно поле f4 · бяла пешка на черно поле a3 · бяла пешка на бяло поле f3 · бяла пешка на черно поле h2 · бял цар на бяло поле h1 | черен топ на черно поле b8 · бяла пешка на бяло поле b7 · черна пешка на бяло поле h7 · бял топ на бяло поле a6 · черна пешка на черно поле d6 · бял офицер на бяло поле d5 · черен цар на бяло поле f5 · черен кон на бяло поле e4 · бяла пешка на черно поле f4 · бяла пешка на черно поле a3 · бяла пешка на бяло поле f3 · бяла пешка на черно поле h2 · бял цар на бяло поле h1 | 5 |
| 4 | черен топ на черно поле b8 · бяла пешка на бяло поле b7 · черна пешка на бяло поле h7 · бял топ на бяло поле a6 · черна пешка на черно поле d6 · бял офицер на бяло поле d5 · черен цар на бяло поле f5 · черен кон на бяло поле e4 · бяла пешка на черно поле f4 · бяла пешка на черно поле a3 · бяла пешка на бяло поле f3 · бяла пешка на черно поле h2 · бял цар на бяло поле h1 | черен топ на черно поле b8 · бяла пешка на бяло поле b7 · черна пешка на бяло поле h7 · бял топ на бяло поле a6 · черна пешка на черно поле d6 · бял офицер на бяло поле d5 · черен цар на бяло поле f5 · черен кон на бяло поле e4 · бяла пешка на черно поле f4 · бяла пешка на черно поле a3 · бяла пешка на бяло поле f3 · бяла пешка на черно поле h2 · бял цар на бяло поле h1 | черен топ на черно поле b8 · бяла пешка на бяло поле b7 · черна пешка на бяло поле h7 · бял топ на бяло поле a6 · черна пешка на черно поле d6 · бял офицер на бяло поле d5 · черен цар на бяло поле f5 · черен кон на бяло поле e4 · бяла пешка на черно поле f4 · бяла пешка на черно поле a3 · бяла пешка на бяло поле f3 · бяла пешка на черно поле h2 · бял цар на бяло поле h1 | черен топ на черно поле b8 · бяла пешка на бяло поле b7 · черна пешка на бяло поле h7 · бял топ на бяло поле a6 · черна пешка на черно поле d6 · бял офицер на бяло поле d5 · черен цар на бяло поле f5 · черен кон на бяло поле e4 · бяла пешка на черно поле f4 · бяла пешка на черно поле a3 · бяла пешка на бяло поле f3 · бяла пешка на черно поле h2 · бял цар на бяло поле h1 | черен топ на черно поле b8 · бяла пешка на бяло поле b7 · черна пешка на бяло поле h7 · бял топ на бяло поле a6 · черна пешка на черно поле d6 · бял офицер на бяло поле d5 · черен цар на бяло поле f5 · черен кон на бяло поле e4 · бяла пешка на черно поле f4 · бяла пешка на черно поле a3 · бяла пешка на бяло поле f3 · бяла пешка на черно поле h2 · бял цар на бяло поле h1 | черен топ на черно поле b8 · бяла пешка на бяло поле b7 · черна пешка на бяло поле h7 · бял топ на бяло поле a6 · черна пешка на черно поле d6 · бял офицер на бяло поле d5 · черен цар на бяло поле f5 · черен кон на бяло поле e4 · бяла пешка на черно поле f4 · бяла пешка на черно поле a3 · бяла пешка на бяло поле f3 · бяла пешка на черно поле h2 · бял цар на бяло поле h1 | черен топ на черно поле b8 · бяла пешка на бяло поле b7 · черна пешка на бяло поле h7 · бял топ на бяло поле a6 · черна пешка на черно поле d6 · бял офицер на бяло поле d5 · черен цар на бяло поле f5 · черен кон на бяло поле e4 · бяла пешка на черно поле f4 · бяла пешка на черно поле a3 · бяла пешка на бяло поле f3 · бяла пешка на черно поле h2 · бял цар на бяло поле h1 | черен топ на черно поле b8 · бяла пешка на бяло поле b7 · черна пешка на бяло поле h7 · бял топ на бяло поле a6 · черна пешка на черно поле d6 · бял офицер на бяло поле d5 · черен цар на бяло поле f5 · черен кон на бяло поле e4 · бяла пешка на черно поле f4 · бяла пешка на черно поле a3 · бяла пешка на бяло поле f3 · бяла пешка на черно поле h2 · бял цар на бяло поле h1 | 4 |
| 3 | черен топ на черно поле b8 · бяла пешка на бяло поле b7 · черна пешка на бяло поле h7 · бял топ на бяло поле a6 · черна пешка на черно поле d6 · бял офицер на бяло поле d5 · черен цар на бяло поле f5 · черен кон на бяло поле e4 · бяла пешка на черно поле f4 · бяла пешка на черно поле a3 · бяла пешка на бяло поле f3 · бяла пешка на черно поле h2 · бял цар на бяло поле h1 | черен топ на черно поле b8 · бяла пешка на бяло поле b7 · черна пешка на бяло поле h7 · бял топ на бяло поле a6 · черна пешка на черно поле d6 · бял офицер на бяло поле d5 · черен цар на бяло поле f5 · черен кон на бяло поле e4 · бяла пешка на черно поле f4 · бяла пешка на черно поле a3 · бяла пешка на бяло поле f3 · бяла пешка на черно поле h2 · бял цар на бяло поле h1 | черен топ на черно поле b8 · бяла пешка на бяло поле b7 · черна пешка на бяло поле h7 · бял топ на бяло поле a6 · черна пешка на черно поле d6 · бял офицер на бяло поле d5 · черен цар на бяло поле f5 · черен кон на бяло поле e4 · бяла пешка на черно поле f4 · бяла пешка на черно поле a3 · бяла пешка на бяло поле f3 · бяла пешка на черно поле h2 · бял цар на бяло поле h1 | черен топ на черно поле b8 · бяла пешка на бяло поле b7 · черна пешка на бяло поле h7 · бял топ на бяло поле a6 · черна пешка на черно поле d6 · бял офицер на бяло поле d5 · черен цар на бяло поле f5 · черен кон на бяло поле e4 · бяла пешка на черно поле f4 · бяла пешка на черно поле a3 · бяла пешка на бяло поле f3 · бяла пешка на черно поле h2 · бял цар на бяло поле h1 | черен топ на черно поле b8 · бяла пешка на бяло поле b7 · черна пешка на бяло поле h7 · бял топ на бяло поле a6 · черна пешка на черно поле d6 · бял офицер на бяло поле d5 · черен цар на бяло поле f5 · черен кон на бяло поле e4 · бяла пешка на черно поле f4 · бяла пешка на черно поле a3 · бяла пешка на бяло поле f3 · бяла пешка на черно поле h2 · бял цар на бяло поле h1 | черен топ на черно поле b8 · бяла пешка на бяло поле b7 · черна пешка на бяло поле h7 · бял топ на бяло поле a6 · черна пешка на черно поле d6 · бял офицер на бяло поле d5 · черен цар на бяло поле f5 · черен кон на бяло поле e4 · бяла пешка на черно поле f4 · бяла пешка на черно поле a3 · бяла пешка на бяло поле f3 · бяла пешка на черно поле h2 · бял цар на бяло поле h1 | черен топ на черно поле b8 · бяла пешка на бяло поле b7 · черна пешка на бяло поле h7 · бял топ на бяло поле a6 · черна пешка на черно поле d6 · бял офицер на бяло поле d5 · черен цар на бяло поле f5 · черен кон на бяло поле e4 · бяла пешка на черно поле f4 · бяла пешка на черно поле a3 · бяла пешка на бяло поле f3 · бяла пешка на черно поле h2 · бял цар на бяло поле h1 | черен топ на черно поле b8 · бяла пешка на бяло поле b7 · черна пешка на бяло поле h7 · бял топ на бяло поле a6 · черна пешка на черно поле d6 · бял офицер на бяло поле d5 · черен цар на бяло поле f5 · черен кон на бяло поле e4 · бяла пешка на черно поле f4 · бяла пешка на черно поле a3 · бяла пешка на бяло поле f3 · бяла пешка на черно поле h2 · бял цар на бяло поле h1 | 3 |
| 2 | черен топ на черно поле b8 · бяла пешка на бяло поле b7 · черна пешка на бяло поле h7 · бял топ на бяло поле a6 · черна пешка на черно поле d6 · бял офицер на бяло поле d5 · черен цар на бяло поле f5 · черен кон на бяло поле e4 · бяла пешка на черно поле f4 · бяла пешка на черно поле a3 · бяла пешка на бяло поле f3 · бяла пешка на черно поле h2 · бял цар на бяло поле h1 | черен топ на черно поле b8 · бяла пешка на бяло поле b7 · черна пешка на бяло поле h7 · бял топ на бяло поле a6 · черна пешка на черно поле d6 · бял офицер на бяло поле d5 · черен цар на бяло поле f5 · черен кон на бяло поле e4 · бяла пешка на черно поле f4 · бяла пешка на черно поле a3 · бяла пешка на бяло поле f3 · бяла пешка на черно поле h2 · бял цар на бяло поле h1 | черен топ на черно поле b8 · бяла пешка на бяло поле b7 · черна пешка на бяло поле h7 · бял топ на бяло поле a6 · черна пешка на черно поле d6 · бял офицер на бяло поле d5 · черен цар на бяло поле f5 · черен кон на бяло поле e4 · бяла пешка на черно поле f4 · бяла пешка на черно поле a3 · бяла пешка на бяло поле f3 · бяла пешка на черно поле h2 · бял цар на бяло поле h1 | черен топ на черно поле b8 · бяла пешка на бяло поле b7 · черна пешка на бяло поле h7 · бял топ на бяло поле a6 · черна пешка на черно поле d6 · бял офицер на бяло поле d5 · черен цар на бяло поле f5 · черен кон на бяло поле e4 · бяла пешка на черно поле f4 · бяла пешка на черно поле a3 · бяла пешка на бяло поле f3 · бяла пешка на черно поле h2 · бял цар на бяло поле h1 | черен топ на черно поле b8 · бяла пешка на бяло поле b7 · черна пешка на бяло поле h7 · бял топ на бяло поле a6 · черна пешка на черно поле d6 · бял офицер на бяло поле d5 · черен цар на бяло поле f5 · черен кон на бяло поле e4 · бяла пешка на черно поле f4 · бяла пешка на черно поле a3 · бяла пешка на бяло поле f3 · бяла пешка на черно поле h2 · бял цар на бяло поле h1 | черен топ на черно поле b8 · бяла пешка на бяло поле b7 · черна пешка на бяло поле h7 · бял топ на бяло поле a6 · черна пешка на черно поле d6 · бял офицер на бяло поле d5 · черен цар на бяло поле f5 · черен кон на бяло поле e4 · бяла пешка на черно поле f4 · бяла пешка на черно поле a3 · бяла пешка на бяло поле f3 · бяла пешка на черно поле h2 · бял цар на бяло поле h1 | черен топ на черно поле b8 · бяла пешка на бяло поле b7 · черна пешка на бяло поле h7 · бял топ на бяло поле a6 · черна пешка на черно поле d6 · бял офицер на бяло поле d5 · черен цар на бяло поле f5 · черен кон на бяло поле e4 · бяла пешка на черно поле f4 · бяла пешка на черно поле a3 · бяла пешка на бяло поле f3 · бяла пешка на черно поле h2 · бял цар на бяло поле h1 | черен топ на черно поле b8 · бяла пешка на бяло поле b7 · черна пешка на бяло поле h7 · бял топ на бяло поле a6 · черна пешка на черно поле d6 · бял офицер на бяло поле d5 · черен цар на бяло поле f5 · черен кон на бяло поле e4 · бяла пешка на черно поле f4 · бяла пешка на черно поле a3 · бяла пешка на бяло поле f3 · бяла пешка на черно поле h2 · бял цар на бяло поле h1 | 2 |
| 1 | черен топ на черно поле b8 · бяла пешка на бяло поле b7 · черна пешка на бяло поле h7 · бял топ на бяло поле a6 · черна пешка на черно поле d6 · бял офицер на бяло поле d5 · черен цар на бяло поле f5 · черен кон на бяло поле e4 · бяла пешка на черно поле f4 · бяла пешка на черно поле a3 · бяла пешка на бяло поле f3 · бяла пешка на черно поле h2 · бял цар на бяло поле h1 | черен топ на черно поле b8 · бяла пешка на бяло поле b7 · черна пешка на бяло поле h7 · бял топ на бяло поле a6 · черна пешка на черно поле d6 · бял офицер на бяло поле d5 · черен цар на бяло поле f5 · черен кон на бяло поле e4 · бяла пешка на черно поле f4 · бяла пешка на черно поле a3 · бяла пешка на бяло поле f3 · бяла пешка на черно поле h2 · бял цар на бяло поле h1 | черен топ на черно поле b8 · бяла пешка на бяло поле b7 · черна пешка на бяло поле h7 · бял топ на бяло поле a6 · черна пешка на черно поле d6 · бял офицер на бяло поле d5 · черен цар на бяло поле f5 · черен кон на бяло поле e4 · бяла пешка на черно поле f4 · бяла пешка на черно поле a3 · бяла пешка на бяло поле f3 · бяла пешка на черно поле h2 · бял цар на бяло поле h1 | черен топ на черно поле b8 · бяла пешка на бяло поле b7 · черна пешка на бяло поле h7 · бял топ на бяло поле a6 · черна пешка на черно поле d6 · бял офицер на бяло поле d5 · черен цар на бяло поле f5 · черен кон на бяло поле e4 · бяла пешка на черно поле f4 · бяла пешка на черно поле a3 · бяла пешка на бяло поле f3 · бяла пешка на черно поле h2 · бял цар на бяло поле h1 | черен топ на черно поле b8 · бяла пешка на бяло поле b7 · черна пешка на бяло поле h7 · бял топ на бяло поле a6 · черна пешка на черно поле d6 · бял офицер на бяло поле d5 · черен цар на бяло поле f5 · черен кон на бяло поле e4 · бяла пешка на черно поле f4 · бяла пешка на черно поле a3 · бяла пешка на бяло поле f3 · бяла пешка на черно поле h2 · бял цар на бяло поле h1 | черен топ на черно поле b8 · бяла пешка на бяло поле b7 · черна пешка на бяло поле h7 · бял топ на бяло поле a6 · черна пешка на черно поле d6 · бял офицер на бяло поле d5 · черен цар на бяло поле f5 · черен кон на бяло поле e4 · бяла пешка на черно поле f4 · бяла пешка на черно поле a3 · бяла пешка на бяло поле f3 · бяла пешка на черно поле h2 · бял цар на бяло поле h1 | черен топ на черно поле b8 · бяла пешка на бяло поле b7 · черна пешка на бяло поле h7 · бял топ на бяло поле a6 · черна пешка на черно поле d6 · бял офицер на бяло поле d5 · черен цар на бяло поле f5 · черен кон на бяло поле e4 · бяла пешка на черно поле f4 · бяла пешка на черно поле a3 · бяла пешка на бяло поле f3 · бяла пешка на черно поле h2 · бял цар на бяло поле h1 | черен топ на черно поле b8 · бяла пешка на бяло поле b7 · черна пешка на бяло поле h7 · бял топ на бяло поле a6 · черна пешка на черно поле d6 · бял офицер на бяло поле d5 · черен цар на бяло поле f5 · черен кон на бяло поле e4 · бяла пешка на черно поле f4 · бяла пешка на черно поле a3 · бяла пешка на бяло поле f3 · бяла пешка на черно поле h2 · бял цар на бяло поле h1 | 1 |
|   | a | b | c | d | e | f | g | h |   |

|   | a | b | c | d | e | f | g | h |   |
| 8 | бял топ на черно поле h8 · черен цар на черно поле a7 · бяла пешка на бяло поле f7 · бял кон на бяло поле e6 · черен офицер на черно поле h6 · черна пешка на черно поле a5 · бял цар на бяло поле c4 · бяла пешка на бяло поле a2 · бяла пешка на черно поле b2 · черен топ на черно поле f2 | бял топ на черно поле h8 · черен цар на черно поле a7 · бяла пешка на бяло поле f7 · бял кон на бяло поле e6 · черен офицер на черно поле h6 · черна пешка на черно поле a5 · бял цар на бяло поле c4 · бяла пешка на бяло поле a2 · бяла пешка на черно поле b2 · черен топ на черно поле f2 | бял топ на черно поле h8 · черен цар на черно поле a7 · бяла пешка на бяло поле f7 · бял кон на бяло поле e6 · черен офицер на черно поле h6 · черна пешка на черно поле a5 · бял цар на бяло поле c4 · бяла пешка на бяло поле a2 · бяла пешка на черно поле b2 · черен топ на черно поле f2 | бял топ на черно поле h8 · черен цар на черно поле a7 · бяла пешка на бяло поле f7 · бял кон на бяло поле e6 · черен офицер на черно поле h6 · черна пешка на черно поле a5 · бял цар на бяло поле c4 · бяла пешка на бяло поле a2 · бяла пешка на черно поле b2 · черен топ на черно поле f2 | бял топ на черно поле h8 · черен цар на черно поле a7 · бяла пешка на бяло поле f7 · бял кон на бяло поле e6 · черен офицер на черно поле h6 · черна пешка на черно поле a5 · бял цар на бяло поле c4 · бяла пешка на бяло поле a2 · бяла пешка на черно поле b2 · черен топ на черно поле f2 | бял топ на черно поле h8 · черен цар на черно поле a7 · бяла пешка на бяло поле f7 · бял кон на бяло поле e6 · черен офицер на черно поле h6 · черна пешка на черно поле a5 · бял цар на бяло поле c4 · бяла пешка на бяло поле a2 · бяла пешка на черно поле b2 · черен топ на черно поле f2 | бял топ на черно поле h8 · черен цар на черно поле a7 · бяла пешка на бяло поле f7 · бял кон на бяло поле e6 · черен офицер на черно поле h6 · черна пешка на черно поле a5 · бял цар на бяло поле c4 · бяла пешка на бяло поле a2 · бяла пешка на черно поле b2 · черен топ на черно поле f2 | бял топ на черно поле h8 · черен цар на черно поле a7 · бяла пешка на бяло поле f7 · бял кон на бяло поле e6 · черен офицер на черно поле h6 · черна пешка на черно поле a5 · бял цар на бяло поле c4 · бяла пешка на бяло поле a2 · бяла пешка на черно поле b2 · черен топ на черно поле f2 | 8 |
| 7 | бял топ на черно поле h8 · черен цар на черно поле a7 · бяла пешка на бяло поле f7 · бял кон на бяло поле e6 · черен офицер на черно поле h6 · черна пешка на черно поле a5 · бял цар на бяло поле c4 · бяла пешка на бяло поле a2 · бяла пешка на черно поле b2 · черен топ на черно поле f2 | бял топ на черно поле h8 · черен цар на черно поле a7 · бяла пешка на бяло поле f7 · бял кон на бяло поле e6 · черен офицер на черно поле h6 · черна пешка на черно поле a5 · бял цар на бяло поле c4 · бяла пешка на бяло поле a2 · бяла пешка на черно поле b2 · черен топ на черно поле f2 | бял топ на черно поле h8 · черен цар на черно поле a7 · бяла пешка на бяло поле f7 · бял кон на бяло поле e6 · черен офицер на черно поле h6 · черна пешка на черно поле a5 · бял цар на бяло поле c4 · бяла пешка на бяло поле a2 · бяла пешка на черно поле b2 · черен топ на черно поле f2 | бял топ на черно поле h8 · черен цар на черно поле a7 · бяла пешка на бяло поле f7 · бял кон на бяло поле e6 · черен офицер на черно поле h6 · черна пешка на черно поле a5 · бял цар на бяло поле c4 · бяла пешка на бяло поле a2 · бяла пешка на черно поле b2 · черен топ на черно поле f2 | бял топ на черно поле h8 · черен цар на черно поле a7 · бяла пешка на бяло поле f7 · бял кон на бяло поле e6 · черен офицер на черно поле h6 · черна пешка на черно поле a5 · бял цар на бяло поле c4 · бяла пешка на бяло поле a2 · бяла пешка на черно поле b2 · черен топ на черно поле f2 | бял топ на черно поле h8 · черен цар на черно поле a7 · бяла пешка на бяло поле f7 · бял кон на бяло поле e6 · черен офицер на черно поле h6 · черна пешка на черно поле a5 · бял цар на бяло поле c4 · бяла пешка на бяло поле a2 · бяла пешка на черно поле b2 · черен топ на черно поле f2 | бял топ на черно поле h8 · черен цар на черно поле a7 · бяла пешка на бяло поле f7 · бял кон на бяло поле e6 · черен офицер на черно поле h6 · черна пешка на черно поле a5 · бял цар на бяло поле c4 · бяла пешка на бяло поле a2 · бяла пешка на черно поле b2 · черен топ на черно поле f2 | бял топ на черно поле h8 · черен цар на черно поле a7 · бяла пешка на бяло поле f7 · бял кон на бяло поле e6 · черен офицер на черно поле h6 · черна пешка на черно поле a5 · бял цар на бяло поле c4 · бяла пешка на бяло поле a2 · бяла пешка на черно поле b2 · черен топ на черно поле f2 | 7 |
| 6 | бял топ на черно поле h8 · черен цар на черно поле a7 · бяла пешка на бяло поле f7 · бял кон на бяло поле e6 · черен офицер на черно поле h6 · черна пешка на черно поле a5 · бял цар на бяло поле c4 · бяла пешка на бяло поле a2 · бяла пешка на черно поле b2 · черен топ на черно поле f2 | бял топ на черно поле h8 · черен цар на черно поле a7 · бяла пешка на бяло поле f7 · бял кон на бяло поле e6 · черен офицер на черно поле h6 · черна пешка на черно поле a5 · бял цар на бяло поле c4 · бяла пешка на бяло поле a2 · бяла пешка на черно поле b2 · черен топ на черно поле f2 | бял топ на черно поле h8 · черен цар на черно поле a7 · бяла пешка на бяло поле f7 · бял кон на бяло поле e6 · черен офицер на черно поле h6 · черна пешка на черно поле a5 · бял цар на бяло поле c4 · бяла пешка на бяло поле a2 · бяла пешка на черно поле b2 · черен топ на черно поле f2 | бял топ на черно поле h8 · черен цар на черно поле a7 · бяла пешка на бяло поле f7 · бял кон на бяло поле e6 · черен офицер на черно поле h6 · черна пешка на черно поле a5 · бял цар на бяло поле c4 · бяла пешка на бяло поле a2 · бяла пешка на черно поле b2 · черен топ на черно поле f2 | бял топ на черно поле h8 · черен цар на черно поле a7 · бяла пешка на бяло поле f7 · бял кон на бяло поле e6 · черен офицер на черно поле h6 · черна пешка на черно поле a5 · бял цар на бяло поле c4 · бяла пешка на бяло поле a2 · бяла пешка на черно поле b2 · черен топ на черно поле f2 | бял топ на черно поле h8 · черен цар на черно поле a7 · бяла пешка на бяло поле f7 · бял кон на бяло поле e6 · черен офицер на черно поле h6 · черна пешка на черно поле a5 · бял цар на бяло поле c4 · бяла пешка на бяло поле a2 · бяла пешка на черно поле b2 · черен топ на черно поле f2 | бял топ на черно поле h8 · черен цар на черно поле a7 · бяла пешка на бяло поле f7 · бял кон на бяло поле e6 · черен офицер на черно поле h6 · черна пешка на черно поле a5 · бял цар на бяло поле c4 · бяла пешка на бяло поле a2 · бяла пешка на черно поле b2 · черен топ на черно поле f2 | бял топ на черно поле h8 · черен цар на черно поле a7 · бяла пешка на бяло поле f7 · бял кон на бяло поле e6 · черен офицер на черно поле h6 · черна пешка на черно поле a5 · бял цар на бяло поле c4 · бяла пешка на бяло поле a2 · бяла пешка на черно поле b2 · черен топ на черно поле f2 | 6 |
| 5 | бял топ на черно поле h8 · черен цар на черно поле a7 · бяла пешка на бяло поле f7 · бял кон на бяло поле e6 · черен офицер на черно поле h6 · черна пешка на черно поле a5 · бял цар на бяло поле c4 · бяла пешка на бяло поле a2 · бяла пешка на черно поле b2 · черен топ на черно поле f2 | бял топ на черно поле h8 · черен цар на черно поле a7 · бяла пешка на бяло поле f7 · бял кон на бяло поле e6 · черен офицер на черно поле h6 · черна пешка на черно поле a5 · бял цар на бяло поле c4 · бяла пешка на бяло поле a2 · бяла пешка на черно поле b2 · черен топ на черно поле f2 | бял топ на черно поле h8 · черен цар на черно поле a7 · бяла пешка на бяло поле f7 · бял кон на бяло поле e6 · черен офицер на черно поле h6 · черна пешка на черно поле a5 · бял цар на бяло поле c4 · бяла пешка на бяло поле a2 · бяла пешка на черно поле b2 · черен топ на черно поле f2 | бял топ на черно поле h8 · черен цар на черно поле a7 · бяла пешка на бяло поле f7 · бял кон на бяло поле e6 · черен офицер на черно поле h6 · черна пешка на черно поле a5 · бял цар на бяло поле c4 · бяла пешка на бяло поле a2 · бяла пешка на черно поле b2 · черен топ на черно поле f2 | бял топ на черно поле h8 · черен цар на черно поле a7 · бяла пешка на бяло поле f7 · бял кон на бяло поле e6 · черен офицер на черно поле h6 · черна пешка на черно поле a5 · бял цар на бяло поле c4 · бяла пешка на бяло поле a2 · бяла пешка на черно поле b2 · черен топ на черно поле f2 | бял топ на черно поле h8 · черен цар на черно поле a7 · бяла пешка на бяло поле f7 · бял кон на бяло поле e6 · черен офицер на черно поле h6 · черна пешка на черно поле a5 · бял цар на бяло поле c4 · бяла пешка на бяло поле a2 · бяла пешка на черно поле b2 · черен топ на черно поле f2 | бял топ на черно поле h8 · черен цар на черно поле a7 · бяла пешка на бяло поле f7 · бял кон на бяло поле e6 · черен офицер на черно поле h6 · черна пешка на черно поле a5 · бял цар на бяло поле c4 · бяла пешка на бяло поле a2 · бяла пешка на черно поле b2 · черен топ на черно поле f2 | бял топ на черно поле h8 · черен цар на черно поле a7 · бяла пешка на бяло поле f7 · бял кон на бяло поле e6 · черен офицер на черно поле h6 · черна пешка на черно поле a5 · бял цар на бяло поле c4 · бяла пешка на бяло поле a2 · бяла пешка на черно поле b2 · черен топ на черно поле f2 | 5 |
| 4 | бял топ на черно поле h8 · черен цар на черно поле a7 · бяла пешка на бяло поле f7 · бял кон на бяло поле e6 · черен офицер на черно поле h6 · черна пешка на черно поле a5 · бял цар на бяло поле c4 · бяла пешка на бяло поле a2 · бяла пешка на черно поле b2 · черен топ на черно поле f2 | бял топ на черно поле h8 · черен цар на черно поле a7 · бяла пешка на бяло поле f7 · бял кон на бяло поле e6 · черен офицер на черно поле h6 · черна пешка на черно поле a5 · бял цар на бяло поле c4 · бяла пешка на бяло поле a2 · бяла пешка на черно поле b2 · черен топ на черно поле f2 | бял топ на черно поле h8 · черен цар на черно поле a7 · бяла пешка на бяло поле f7 · бял кон на бяло поле e6 · черен офицер на черно поле h6 · черна пешка на черно поле a5 · бял цар на бяло поле c4 · бяла пешка на бяло поле a2 · бяла пешка на черно поле b2 · черен топ на черно поле f2 | бял топ на черно поле h8 · черен цар на черно поле a7 · бяла пешка на бяло поле f7 · бял кон на бяло поле e6 · черен офицер на черно поле h6 · черна пешка на черно поле a5 · бял цар на бяло поле c4 · бяла пешка на бяло поле a2 · бяла пешка на черно поле b2 · черен топ на черно поле f2 | бял топ на черно поле h8 · черен цар на черно поле a7 · бяла пешка на бяло поле f7 · бял кон на бяло поле e6 · черен офицер на черно поле h6 · черна пешка на черно поле a5 · бял цар на бяло поле c4 · бяла пешка на бяло поле a2 · бяла пешка на черно поле b2 · черен топ на черно поле f2 | бял топ на черно поле h8 · черен цар на черно поле a7 · бяла пешка на бяло поле f7 · бял кон на бяло поле e6 · черен офицер на черно поле h6 · черна пешка на черно поле a5 · бял цар на бяло поле c4 · бяла пешка на бяло поле a2 · бяла пешка на черно поле b2 · черен топ на черно поле f2 | бял топ на черно поле h8 · черен цар на черно поле a7 · бяла пешка на бяло поле f7 · бял кон на бяло поле e6 · черен офицер на черно поле h6 · черна пешка на черно поле a5 · бял цар на бяло поле c4 · бяла пешка на бяло поле a2 · бяла пешка на черно поле b2 · черен топ на черно поле f2 | бял топ на черно поле h8 · черен цар на черно поле a7 · бяла пешка на бяло поле f7 · бял кон на бяло поле e6 · черен офицер на черно поле h6 · черна пешка на черно поле a5 · бял цар на бяло поле c4 · бяла пешка на бяло поле a2 · бяла пешка на черно поле b2 · черен топ на черно поле f2 | 4 |
| 3 | бял топ на черно поле h8 · черен цар на черно поле a7 · бяла пешка на бяло поле f7 · бял кон на бяло поле e6 · черен офицер на черно поле h6 · черна пешка на черно поле a5 · бял цар на бяло поле c4 · бяла пешка на бяло поле a2 · бяла пешка на черно поле b2 · черен топ на черно поле f2 | бял топ на черно поле h8 · черен цар на черно поле a7 · бяла пешка на бяло поле f7 · бял кон на бяло поле e6 · черен офицер на черно поле h6 · черна пешка на черно поле a5 · бял цар на бяло поле c4 · бяла пешка на бяло поле a2 · бяла пешка на черно поле b2 · черен топ на черно поле f2 | бял топ на черно поле h8 · черен цар на черно поле a7 · бяла пешка на бяло поле f7 · бял кон на бяло поле e6 · черен офицер на черно поле h6 · черна пешка на черно поле a5 · бял цар на бяло поле c4 · бяла пешка на бяло поле a2 · бяла пешка на черно поле b2 · черен топ на черно поле f2 | бял топ на черно поле h8 · черен цар на черно поле a7 · бяла пешка на бяло поле f7 · бял кон на бяло поле e6 · черен офицер на черно поле h6 · черна пешка на черно поле a5 · бял цар на бяло поле c4 · бяла пешка на бяло поле a2 · бяла пешка на черно поле b2 · черен топ на черно поле f2 | бял топ на черно поле h8 · черен цар на черно поле a7 · бяла пешка на бяло поле f7 · бял кон на бяло поле e6 · черен офицер на черно поле h6 · черна пешка на черно поле a5 · бял цар на бяло поле c4 · бяла пешка на бяло поле a2 · бяла пешка на черно поле b2 · черен топ на черно поле f2 | бял топ на черно поле h8 · черен цар на черно поле a7 · бяла пешка на бяло поле f7 · бял кон на бяло поле e6 · черен офицер на черно поле h6 · черна пешка на черно поле a5 · бял цар на бяло поле c4 · бяла пешка на бяло поле a2 · бяла пешка на черно поле b2 · черен топ на черно поле f2 | бял топ на черно поле h8 · черен цар на черно поле a7 · бяла пешка на бяло поле f7 · бял кон на бяло поле e6 · черен офицер на черно поле h6 · черна пешка на черно поле a5 · бял цар на бяло поле c4 · бяла пешка на бяло поле a2 · бяла пешка на черно поле b2 · черен топ на черно поле f2 | бял топ на черно поле h8 · черен цар на черно поле a7 · бяла пешка на бяло поле f7 · бял кон на бяло поле e6 · черен офицер на черно поле h6 · черна пешка на черно поле a5 · бял цар на бяло поле c4 · бяла пешка на бяло поле a2 · бяла пешка на черно поле b2 · черен топ на черно поле f2 | 3 |
| 2 | бял топ на черно поле h8 · черен цар на черно поле a7 · бяла пешка на бяло поле f7 · бял кон на бяло поле e6 · черен офицер на черно поле h6 · черна пешка на черно поле a5 · бял цар на бяло поле c4 · бяла пешка на бяло поле a2 · бяла пешка на черно поле b2 · черен топ на черно поле f2 | бял топ на черно поле h8 · черен цар на черно поле a7 · бяла пешка на бяло поле f7 · бял кон на бяло поле e6 · черен офицер на черно поле h6 · черна пешка на черно поле a5 · бял цар на бяло поле c4 · бяла пешка на бяло поле a2 · бяла пешка на черно поле b2 · черен топ на черно поле f2 | бял топ на черно поле h8 · черен цар на черно поле a7 · бяла пешка на бяло поле f7 · бял кон на бяло поле e6 · черен офицер на черно поле h6 · черна пешка на черно поле a5 · бял цар на бяло поле c4 · бяла пешка на бяло поле a2 · бяла пешка на черно поле b2 · черен топ на черно поле f2 | бял топ на черно поле h8 · черен цар на черно поле a7 · бяла пешка на бяло поле f7 · бял кон на бяло поле e6 · черен офицер на черно поле h6 · черна пешка на черно поле a5 · бял цар на бяло поле c4 · бяла пешка на бяло поле a2 · бяла пешка на черно поле b2 · черен топ на черно поле f2 | бял топ на черно поле h8 · черен цар на черно поле a7 · бяла пешка на бяло поле f7 · бял кон на бяло поле e6 · черен офицер на черно поле h6 · черна пешка на черно поле a5 · бял цар на бяло поле c4 · бяла пешка на бяло поле a2 · бяла пешка на черно поле b2 · черен топ на черно поле f2 | бял топ на черно поле h8 · черен цар на черно поле a7 · бяла пешка на бяло поле f7 · бял кон на бяло поле e6 · черен офицер на черно поле h6 · черна пешка на черно поле a5 · бял цар на бяло поле c4 · бяла пешка на бяло поле a2 · бяла пешка на черно поле b2 · черен топ на черно поле f2 | бял топ на черно поле h8 · черен цар на черно поле a7 · бяла пешка на бяло поле f7 · бял кон на бяло поле e6 · черен офицер на черно поле h6 · черна пешка на черно поле a5 · бял цар на бяло поле c4 · бяла пешка на бяло поле a2 · бяла пешка на черно поле b2 · черен топ на черно поле f2 | бял топ на черно поле h8 · черен цар на черно поле a7 · бяла пешка на бяло поле f7 · бял кон на бяло поле e6 · черен офицер на черно поле h6 · черна пешка на черно поле a5 · бял цар на бяло поле c4 · бяла пешка на бяло поле a2 · бяла пешка на черно поле b2 · черен топ на черно поле f2 | 2 |
| 1 | бял топ на черно поле h8 · черен цар на черно поле a7 · бяла пешка на бяло поле f7 · бял кон на бяло поле e6 · черен офицер на черно поле h6 · черна пешка на черно поле a5 · бял цар на бяло поле c4 · бяла пешка на бяло поле a2 · бяла пешка на черно поле b2 · черен топ на черно поле f2 | бял топ на черно поле h8 · черен цар на черно поле a7 · бяла пешка на бяло поле f7 · бял кон на бяло поле e6 · черен офицер на черно поле h6 · черна пешка на черно поле a5 · бял цар на бяло поле c4 · бяла пешка на бяло поле a2 · бяла пешка на черно поле b2 · черен топ на черно поле f2 | бял топ на черно поле h8 · черен цар на черно поле a7 · бяла пешка на бяло поле f7 · бял кон на бяло поле e6 · черен офицер на черно поле h6 · черна пешка на черно поле a5 · бял цар на бяло поле c4 · бяла пешка на бяло поле a2 · бяла пешка на черно поле b2 · черен топ на черно поле f2 | бял топ на черно поле h8 · черен цар на черно поле a7 · бяла пешка на бяло поле f7 · бял кон на бяло поле e6 · черен офицер на черно поле h6 · черна пешка на черно поле a5 · бял цар на бяло поле c4 · бяла пешка на бяло поле a2 · бяла пешка на черно поле b2 · черен топ на черно поле f2 | бял топ на черно поле h8 · черен цар на черно поле a7 · бяла пешка на бяло поле f7 · бял кон на бяло поле e6 · черен офицер на черно поле h6 · черна пешка на черно поле a5 · бял цар на бяло поле c4 · бяла пешка на бяло поле a2 · бяла пешка на черно поле b2 · черен топ на черно поле f2 | бял топ на черно поле h8 · черен цар на черно поле a7 · бяла пешка на бяло поле f7 · бял кон на бяло поле e6 · черен офицер на черно поле h6 · черна пешка на черно поле a5 · бял цар на бяло поле c4 · бяла пешка на бяло поле a2 · бяла пешка на черно поле b2 · черен топ на черно поле f2 | бял топ на черно поле h8 · черен цар на черно поле a7 · бяла пешка на бяло поле f7 · бял кон на бяло поле e6 · черен офицер на черно поле h6 · черна пешка на черно поле a5 · бял цар на бяло поле c4 · бяла пешка на бяло поле a2 · бяла пешка на черно поле b2 · черен топ на черно поле f2 | бял топ на черно поле h8 · черен цар на черно поле a7 · бяла пешка на бяло поле f7 · бял кон на бяло поле e6 · черен офицер на черно поле h6 · черна пешка на черно поле a5 · бял цар на бяло поле c4 · бяла пешка на бяло поле a2 · бяла пешка на черно поле b2 · черен топ на черно поле f2 | 1 |
|   | a | b | c | d | e | f | g | h |   |

|   | a | b | c | d | e | f | g | h |   |
| 8 | черен цар на черно поле h8 · черна пешка на бяло поле h7 · бял топ на черно поле b6 · черна пешка на черно поле a5 · черен топ на бяло поле a4 · бяла пешка на бяло поле h3 · бяла пешка на черно поле b2 · бял цар на черно поле g1 | черен цар на черно поле h8 · черна пешка на бяло поле h7 · бял топ на черно поле b6 · черна пешка на черно поле a5 · черен топ на бяло поле a4 · бяла пешка на бяло поле h3 · бяла пешка на черно поле b2 · бял цар на черно поле g1 | черен цар на черно поле h8 · черна пешка на бяло поле h7 · бял топ на черно поле b6 · черна пешка на черно поле a5 · черен топ на бяло поле a4 · бяла пешка на бяло поле h3 · бяла пешка на черно поле b2 · бял цар на черно поле g1 | черен цар на черно поле h8 · черна пешка на бяло поле h7 · бял топ на черно поле b6 · черна пешка на черно поле a5 · черен топ на бяло поле a4 · бяла пешка на бяло поле h3 · бяла пешка на черно поле b2 · бял цар на черно поле g1 | черен цар на черно поле h8 · черна пешка на бяло поле h7 · бял топ на черно поле b6 · черна пешка на черно поле a5 · черен топ на бяло поле a4 · бяла пешка на бяло поле h3 · бяла пешка на черно поле b2 · бял цар на черно поле g1 | черен цар на черно поле h8 · черна пешка на бяло поле h7 · бял топ на черно поле b6 · черна пешка на черно поле a5 · черен топ на бяло поле a4 · бяла пешка на бяло поле h3 · бяла пешка на черно поле b2 · бял цар на черно поле g1 | черен цар на черно поле h8 · черна пешка на бяло поле h7 · бял топ на черно поле b6 · черна пешка на черно поле a5 · черен топ на бяло поле a4 · бяла пешка на бяло поле h3 · бяла пешка на черно поле b2 · бял цар на черно поле g1 | черен цар на черно поле h8 · черна пешка на бяло поле h7 · бял топ на черно поле b6 · черна пешка на черно поле a5 · черен топ на бяло поле a4 · бяла пешка на бяло поле h3 · бяла пешка на черно поле b2 · бял цар на черно поле g1 | 8 |
| 7 | черен цар на черно поле h8 · черна пешка на бяло поле h7 · бял топ на черно поле b6 · черна пешка на черно поле a5 · черен топ на бяло поле a4 · бяла пешка на бяло поле h3 · бяла пешка на черно поле b2 · бял цар на черно поле g1 | черен цар на черно поле h8 · черна пешка на бяло поле h7 · бял топ на черно поле b6 · черна пешка на черно поле a5 · черен топ на бяло поле a4 · бяла пешка на бяло поле h3 · бяла пешка на черно поле b2 · бял цар на черно поле g1 | черен цар на черно поле h8 · черна пешка на бяло поле h7 · бял топ на черно поле b6 · черна пешка на черно поле a5 · черен топ на бяло поле a4 · бяла пешка на бяло поле h3 · бяла пешка на черно поле b2 · бял цар на черно поле g1 | черен цар на черно поле h8 · черна пешка на бяло поле h7 · бял топ на черно поле b6 · черна пешка на черно поле a5 · черен топ на бяло поле a4 · бяла пешка на бяло поле h3 · бяла пешка на черно поле b2 · бял цар на черно поле g1 | черен цар на черно поле h8 · черна пешка на бяло поле h7 · бял топ на черно поле b6 · черна пешка на черно поле a5 · черен топ на бяло поле a4 · бяла пешка на бяло поле h3 · бяла пешка на черно поле b2 · бял цар на черно поле g1 | черен цар на черно поле h8 · черна пешка на бяло поле h7 · бял топ на черно поле b6 · черна пешка на черно поле a5 · черен топ на бяло поле a4 · бяла пешка на бяло поле h3 · бяла пешка на черно поле b2 · бял цар на черно поле g1 | черен цар на черно поле h8 · черна пешка на бяло поле h7 · бял топ на черно поле b6 · черна пешка на черно поле a5 · черен топ на бяло поле a4 · бяла пешка на бяло поле h3 · бяла пешка на черно поле b2 · бял цар на черно поле g1 | черен цар на черно поле h8 · черна пешка на бяло поле h7 · бял топ на черно поле b6 · черна пешка на черно поле a5 · черен топ на бяло поле a4 · бяла пешка на бяло поле h3 · бяла пешка на черно поле b2 · бял цар на черно поле g1 | 7 |
| 6 | черен цар на черно поле h8 · черна пешка на бяло поле h7 · бял топ на черно поле b6 · черна пешка на черно поле a5 · черен топ на бяло поле a4 · бяла пешка на бяло поле h3 · бяла пешка на черно поле b2 · бял цар на черно поле g1 | черен цар на черно поле h8 · черна пешка на бяло поле h7 · бял топ на черно поле b6 · черна пешка на черно поле a5 · черен топ на бяло поле a4 · бяла пешка на бяло поле h3 · бяла пешка на черно поле b2 · бял цар на черно поле g1 | черен цар на черно поле h8 · черна пешка на бяло поле h7 · бял топ на черно поле b6 · черна пешка на черно поле a5 · черен топ на бяло поле a4 · бяла пешка на бяло поле h3 · бяла пешка на черно поле b2 · бял цар на черно поле g1 | черен цар на черно поле h8 · черна пешка на бяло поле h7 · бял топ на черно поле b6 · черна пешка на черно поле a5 · черен топ на бяло поле a4 · бяла пешка на бяло поле h3 · бяла пешка на черно поле b2 · бял цар на черно поле g1 | черен цар на черно поле h8 · черна пешка на бяло поле h7 · бял топ на черно поле b6 · черна пешка на черно поле a5 · черен топ на бяло поле a4 · бяла пешка на бяло поле h3 · бяла пешка на черно поле b2 · бял цар на черно поле g1 | черен цар на черно поле h8 · черна пешка на бяло поле h7 · бял топ на черно поле b6 · черна пешка на черно поле a5 · черен топ на бяло поле a4 · бяла пешка на бяло поле h3 · бяла пешка на черно поле b2 · бял цар на черно поле g1 | черен цар на черно поле h8 · черна пешка на бяло поле h7 · бял топ на черно поле b6 · черна пешка на черно поле a5 · черен топ на бяло поле a4 · бяла пешка на бяло поле h3 · бяла пешка на черно поле b2 · бял цар на черно поле g1 | черен цар на черно поле h8 · черна пешка на бяло поле h7 · бял топ на черно поле b6 · черна пешка на черно поле a5 · черен топ на бяло поле a4 · бяла пешка на бяло поле h3 · бяла пешка на черно поле b2 · бял цар на черно поле g1 | 6 |
| 5 | черен цар на черно поле h8 · черна пешка на бяло поле h7 · бял топ на черно поле b6 · черна пешка на черно поле a5 · черен топ на бяло поле a4 · бяла пешка на бяло поле h3 · бяла пешка на черно поле b2 · бял цар на черно поле g1 | черен цар на черно поле h8 · черна пешка на бяло поле h7 · бял топ на черно поле b6 · черна пешка на черно поле a5 · черен топ на бяло поле a4 · бяла пешка на бяло поле h3 · бяла пешка на черно поле b2 · бял цар на черно поле g1 | черен цар на черно поле h8 · черна пешка на бяло поле h7 · бял топ на черно поле b6 · черна пешка на черно поле a5 · черен топ на бяло поле a4 · бяла пешка на бяло поле h3 · бяла пешка на черно поле b2 · бял цар на черно поле g1 | черен цар на черно поле h8 · черна пешка на бяло поле h7 · бял топ на черно поле b6 · черна пешка на черно поле a5 · черен топ на бяло поле a4 · бяла пешка на бяло поле h3 · бяла пешка на черно поле b2 · бял цар на черно поле g1 | черен цар на черно поле h8 · черна пешка на бяло поле h7 · бял топ на черно поле b6 · черна пешка на черно поле a5 · черен топ на бяло поле a4 · бяла пешка на бяло поле h3 · бяла пешка на черно поле b2 · бял цар на черно поле g1 | черен цар на черно поле h8 · черна пешка на бяло поле h7 · бял топ на черно поле b6 · черна пешка на черно поле a5 · черен топ на бяло поле a4 · бяла пешка на бяло поле h3 · бяла пешка на черно поле b2 · бял цар на черно поле g1 | черен цар на черно поле h8 · черна пешка на бяло поле h7 · бял топ на черно поле b6 · черна пешка на черно поле a5 · черен топ на бяло поле a4 · бяла пешка на бяло поле h3 · бяла пешка на черно поле b2 · бял цар на черно поле g1 | черен цар на черно поле h8 · черна пешка на бяло поле h7 · бял топ на черно поле b6 · черна пешка на черно поле a5 · черен топ на бяло поле a4 · бяла пешка на бяло поле h3 · бяла пешка на черно поле b2 · бял цар на черно поле g1 | 5 |
| 4 | черен цар на черно поле h8 · черна пешка на бяло поле h7 · бял топ на черно поле b6 · черна пешка на черно поле a5 · черен топ на бяло поле a4 · бяла пешка на бяло поле h3 · бяла пешка на черно поле b2 · бял цар на черно поле g1 | черен цар на черно поле h8 · черна пешка на бяло поле h7 · бял топ на черно поле b6 · черна пешка на черно поле a5 · черен топ на бяло поле a4 · бяла пешка на бяло поле h3 · бяла пешка на черно поле b2 · бял цар на черно поле g1 | черен цар на черно поле h8 · черна пешка на бяло поле h7 · бял топ на черно поле b6 · черна пешка на черно поле a5 · черен топ на бяло поле a4 · бяла пешка на бяло поле h3 · бяла пешка на черно поле b2 · бял цар на черно поле g1 | черен цар на черно поле h8 · черна пешка на бяло поле h7 · бял топ на черно поле b6 · черна пешка на черно поле a5 · черен топ на бяло поле a4 · бяла пешка на бяло поле h3 · бяла пешка на черно поле b2 · бял цар на черно поле g1 | черен цар на черно поле h8 · черна пешка на бяло поле h7 · бял топ на черно поле b6 · черна пешка на черно поле a5 · черен топ на бяло поле a4 · бяла пешка на бяло поле h3 · бяла пешка на черно поле b2 · бял цар на черно поле g1 | черен цар на черно поле h8 · черна пешка на бяло поле h7 · бял топ на черно поле b6 · черна пешка на черно поле a5 · черен топ на бяло поле a4 · бяла пешка на бяло поле h3 · бяла пешка на черно поле b2 · бял цар на черно поле g1 | черен цар на черно поле h8 · черна пешка на бяло поле h7 · бял топ на черно поле b6 · черна пешка на черно поле a5 · черен топ на бяло поле a4 · бяла пешка на бяло поле h3 · бяла пешка на черно поле b2 · бял цар на черно поле g1 | черен цар на черно поле h8 · черна пешка на бяло поле h7 · бял топ на черно поле b6 · черна пешка на черно поле a5 · черен топ на бяло поле a4 · бяла пешка на бяло поле h3 · бяла пешка на черно поле b2 · бял цар на черно поле g1 | 4 |
| 3 | черен цар на черно поле h8 · черна пешка на бяло поле h7 · бял топ на черно поле b6 · черна пешка на черно поле a5 · черен топ на бяло поле a4 · бяла пешка на бяло поле h3 · бяла пешка на черно поле b2 · бял цар на черно поле g1 | черен цар на черно поле h8 · черна пешка на бяло поле h7 · бял топ на черно поле b6 · черна пешка на черно поле a5 · черен топ на бяло поле a4 · бяла пешка на бяло поле h3 · бяла пешка на черно поле b2 · бял цар на черно поле g1 | черен цар на черно поле h8 · черна пешка на бяло поле h7 · бял топ на черно поле b6 · черна пешка на черно поле a5 · черен топ на бяло поле a4 · бяла пешка на бяло поле h3 · бяла пешка на черно поле b2 · бял цар на черно поле g1 | черен цар на черно поле h8 · черна пешка на бяло поле h7 · бял топ на черно поле b6 · черна пешка на черно поле a5 · черен топ на бяло поле a4 · бяла пешка на бяло поле h3 · бяла пешка на черно поле b2 · бял цар на черно поле g1 | черен цар на черно поле h8 · черна пешка на бяло поле h7 · бял топ на черно поле b6 · черна пешка на черно поле a5 · черен топ на бяло поле a4 · бяла пешка на бяло поле h3 · бяла пешка на черно поле b2 · бял цар на черно поле g1 | черен цар на черно поле h8 · черна пешка на бяло поле h7 · бял топ на черно поле b6 · черна пешка на черно поле a5 · черен топ на бяло поле a4 · бяла пешка на бяло поле h3 · бяла пешка на черно поле b2 · бял цар на черно поле g1 | черен цар на черно поле h8 · черна пешка на бяло поле h7 · бял топ на черно поле b6 · черна пешка на черно поле a5 · черен топ на бяло поле a4 · бяла пешка на бяло поле h3 · бяла пешка на черно поле b2 · бял цар на черно поле g1 | черен цар на черно поле h8 · черна пешка на бяло поле h7 · бял топ на черно поле b6 · черна пешка на черно поле a5 · черен топ на бяло поле a4 · бяла пешка на бяло поле h3 · бяла пешка на черно поле b2 · бял цар на черно поле g1 | 3 |
| 2 | черен цар на черно поле h8 · черна пешка на бяло поле h7 · бял топ на черно поле b6 · черна пешка на черно поле a5 · черен топ на бяло поле a4 · бяла пешка на бяло поле h3 · бяла пешка на черно поле b2 · бял цар на черно поле g1 | черен цар на черно поле h8 · черна пешка на бяло поле h7 · бял топ на черно поле b6 · черна пешка на черно поле a5 · черен топ на бяло поле a4 · бяла пешка на бяло поле h3 · бяла пешка на черно поле b2 · бял цар на черно поле g1 | черен цар на черно поле h8 · черна пешка на бяло поле h7 · бял топ на черно поле b6 · черна пешка на черно поле a5 · черен топ на бяло поле a4 · бяла пешка на бяло поле h3 · бяла пешка на черно поле b2 · бял цар на черно поле g1 | черен цар на черно поле h8 · черна пешка на бяло поле h7 · бял топ на черно поле b6 · черна пешка на черно поле a5 · черен топ на бяло поле a4 · бяла пешка на бяло поле h3 · бяла пешка на черно поле b2 · бял цар на черно поле g1 | черен цар на черно поле h8 · черна пешка на бяло поле h7 · бял топ на черно поле b6 · черна пешка на черно поле a5 · черен топ на бяло поле a4 · бяла пешка на бяло поле h3 · бяла пешка на черно поле b2 · бял цар на черно поле g1 | черен цар на черно поле h8 · черна пешка на бяло поле h7 · бял топ на черно поле b6 · черна пешка на черно поле a5 · черен топ на бяло поле a4 · бяла пешка на бяло поле h3 · бяла пешка на черно поле b2 · бял цар на черно поле g1 | черен цар на черно поле h8 · черна пешка на бяло поле h7 · бял топ на черно поле b6 · черна пешка на черно поле a5 · черен топ на бяло поле a4 · бяла пешка на бяло поле h3 · бяла пешка на черно поле b2 · бял цар на черно поле g1 | черен цар на черно поле h8 · черна пешка на бяло поле h7 · бял топ на черно поле b6 · черна пешка на черно поле a5 · черен топ на бяло поле a4 · бяла пешка на бяло поле h3 · бяла пешка на черно поле b2 · бял цар на черно поле g1 | 2 |
| 1 | черен цар на черно поле h8 · черна пешка на бяло поле h7 · бял топ на черно поле b6 · черна пешка на черно поле a5 · черен топ на бяло поле a4 · бяла пешка на бяло поле h3 · бяла пешка на черно поле b2 · бял цар на черно поле g1 | черен цар на черно поле h8 · черна пешка на бяло поле h7 · бял топ на черно поле b6 · черна пешка на черно поле a5 · черен топ на бяло поле a4 · бяла пешка на бяло поле h3 · бяла пешка на черно поле b2 · бял цар на черно поле g1 | черен цар на черно поле h8 · черна пешка на бяло поле h7 · бял топ на черно поле b6 · черна пешка на черно поле a5 · черен топ на бяло поле a4 · бяла пешка на бяло поле h3 · бяла пешка на черно поле b2 · бял цар на черно поле g1 | черен цар на черно поле h8 · черна пешка на бяло поле h7 · бял топ на черно поле b6 · черна пешка на черно поле a5 · черен топ на бяло поле a4 · бяла пешка на бяло поле h3 · бяла пешка на черно поле b2 · бял цар на черно поле g1 | черен цар на черно поле h8 · черна пешка на бяло поле h7 · бял топ на черно поле b6 · черна пешка на черно поле a5 · черен топ на бяло поле a4 · бяла пешка на бяло поле h3 · бяла пешка на черно поле b2 · бял цар на черно поле g1 | черен цар на черно поле h8 · черна пешка на бяло поле h7 · бял топ на черно поле b6 · черна пешка на черно поле a5 · черен топ на бяло поле a4 · бяла пешка на бяло поле h3 · бяла пешка на черно поле b2 · бял цар на черно поле g1 | черен цар на черно поле h8 · черна пешка на бяло поле h7 · бял топ на черно поле b6 · черна пешка на черно поле a5 · черен топ на бяло поле a4 · бяла пешка на бяло поле h3 · бяла пешка на черно поле b2 · бял цар на черно поле g1 | черен цар на черно поле h8 · черна пешка на бяло поле h7 · бял топ на черно поле b6 · черна пешка на черно поле a5 · черен топ на бяло поле a4 · бяла пешка на бяло поле h3 · бяла пешка на черно поле b2 · бял цар на черно поле g1 | 1 |
|   | a | b | c | d | e | f | g | h |   |

|   | a | b | c | d | e | f | g | h |   |
| 8 | черен цар на бяло поле c8 · черен топ на черно поле d8 · черна пешка на черно поле c7 · черен кон на бяло поле d7 · черен офицер на черно поле e7 · черна пешка на бяло поле f7 · черна пешка на черно поле b6 · черна пешка на черно поле d6 · черна пешка на бяло поле e6 · черен топ на бяло поле g6 · черна пешка на черно поле h6 · черна пешка на черно поле a5 · черна дама на черно поле g5 · бяла пешка на бяло поле a4 · бяла пешка на черно поле d4 · бяла пешка на бяло поле g4 · бял кон на черно поле h4 · бяла пешка на черно поле c3 · бяла пешка на черно поле e3 · бяла пешка на черно поле g3 · бяла пешка на черно поле b2 · бял кон на черно поле d2 · бял цар на черно поле f2 · бяла пешка на бяло поле g2 · бял топ на черно поле a1 · бяла дама на бяло поле d1 · бял топ на бяло поле h1 | черен цар на бяло поле c8 · черен топ на черно поле d8 · черна пешка на черно поле c7 · черен кон на бяло поле d7 · черен офицер на черно поле e7 · черна пешка на бяло поле f7 · черна пешка на черно поле b6 · черна пешка на черно поле d6 · черна пешка на бяло поле e6 · черен топ на бяло поле g6 · черна пешка на черно поле h6 · черна пешка на черно поле a5 · черна дама на черно поле g5 · бяла пешка на бяло поле a4 · бяла пешка на черно поле d4 · бяла пешка на бяло поле g4 · бял кон на черно поле h4 · бяла пешка на черно поле c3 · бяла пешка на черно поле e3 · бяла пешка на черно поле g3 · бяла пешка на черно поле b2 · бял кон на черно поле d2 · бял цар на черно поле f2 · бяла пешка на бяло поле g2 · бял топ на черно поле a1 · бяла дама на бяло поле d1 · бял топ на бяло поле h1 | черен цар на бяло поле c8 · черен топ на черно поле d8 · черна пешка на черно поле c7 · черен кон на бяло поле d7 · черен офицер на черно поле e7 · черна пешка на бяло поле f7 · черна пешка на черно поле b6 · черна пешка на черно поле d6 · черна пешка на бяло поле e6 · черен топ на бяло поле g6 · черна пешка на черно поле h6 · черна пешка на черно поле a5 · черна дама на черно поле g5 · бяла пешка на бяло поле a4 · бяла пешка на черно поле d4 · бяла пешка на бяло поле g4 · бял кон на черно поле h4 · бяла пешка на черно поле c3 · бяла пешка на черно поле e3 · бяла пешка на черно поле g3 · бяла пешка на черно поле b2 · бял кон на черно поле d2 · бял цар на черно поле f2 · бяла пешка на бяло поле g2 · бял топ на черно поле a1 · бяла дама на бяло поле d1 · бял топ на бяло поле h1 | черен цар на бяло поле c8 · черен топ на черно поле d8 · черна пешка на черно поле c7 · черен кон на бяло поле d7 · черен офицер на черно поле e7 · черна пешка на бяло поле f7 · черна пешка на черно поле b6 · черна пешка на черно поле d6 · черна пешка на бяло поле e6 · черен топ на бяло поле g6 · черна пешка на черно поле h6 · черна пешка на черно поле a5 · черна дама на черно поле g5 · бяла пешка на бяло поле a4 · бяла пешка на черно поле d4 · бяла пешка на бяло поле g4 · бял кон на черно поле h4 · бяла пешка на черно поле c3 · бяла пешка на черно поле e3 · бяла пешка на черно поле g3 · бяла пешка на черно поле b2 · бял кон на черно поле d2 · бял цар на черно поле f2 · бяла пешка на бяло поле g2 · бял топ на черно поле a1 · бяла дама на бяло поле d1 · бял топ на бяло поле h1 | черен цар на бяло поле c8 · черен топ на черно поле d8 · черна пешка на черно поле c7 · черен кон на бяло поле d7 · черен офицер на черно поле e7 · черна пешка на бяло поле f7 · черна пешка на черно поле b6 · черна пешка на черно поле d6 · черна пешка на бяло поле e6 · черен топ на бяло поле g6 · черна пешка на черно поле h6 · черна пешка на черно поле a5 · черна дама на черно поле g5 · бяла пешка на бяло поле a4 · бяла пешка на черно поле d4 · бяла пешка на бяло поле g4 · бял кон на черно поле h4 · бяла пешка на черно поле c3 · бяла пешка на черно поле e3 · бяла пешка на черно поле g3 · бяла пешка на черно поле b2 · бял кон на черно поле d2 · бял цар на черно поле f2 · бяла пешка на бяло поле g2 · бял топ на черно поле a1 · бяла дама на бяло поле d1 · бял топ на бяло поле h1 | черен цар на бяло поле c8 · черен топ на черно поле d8 · черна пешка на черно поле c7 · черен кон на бяло поле d7 · черен офицер на черно поле e7 · черна пешка на бяло поле f7 · черна пешка на черно поле b6 · черна пешка на черно поле d6 · черна пешка на бяло поле e6 · черен топ на бяло поле g6 · черна пешка на черно поле h6 · черна пешка на черно поле a5 · черна дама на черно поле g5 · бяла пешка на бяло поле a4 · бяла пешка на черно поле d4 · бяла пешка на бяло поле g4 · бял кон на черно поле h4 · бяла пешка на черно поле c3 · бяла пешка на черно поле e3 · бяла пешка на черно поле g3 · бяла пешка на черно поле b2 · бял кон на черно поле d2 · бял цар на черно поле f2 · бяла пешка на бяло поле g2 · бял топ на черно поле a1 · бяла дама на бяло поле d1 · бял топ на бяло поле h1 | черен цар на бяло поле c8 · черен топ на черно поле d8 · черна пешка на черно поле c7 · черен кон на бяло поле d7 · черен офицер на черно поле e7 · черна пешка на бяло поле f7 · черна пешка на черно поле b6 · черна пешка на черно поле d6 · черна пешка на бяло поле e6 · черен топ на бяло поле g6 · черна пешка на черно поле h6 · черна пешка на черно поле a5 · черна дама на черно поле g5 · бяла пешка на бяло поле a4 · бяла пешка на черно поле d4 · бяла пешка на бяло поле g4 · бял кон на черно поле h4 · бяла пешка на черно поле c3 · бяла пешка на черно поле e3 · бяла пешка на черно поле g3 · бяла пешка на черно поле b2 · бял кон на черно поле d2 · бял цар на черно поле f2 · бяла пешка на бяло поле g2 · бял топ на черно поле a1 · бяла дама на бяло поле d1 · бял топ на бяло поле h1 | черен цар на бяло поле c8 · черен топ на черно поле d8 · черна пешка на черно поле c7 · черен кон на бяло поле d7 · черен офицер на черно поле e7 · черна пешка на бяло поле f7 · черна пешка на черно поле b6 · черна пешка на черно поле d6 · черна пешка на бяло поле e6 · черен топ на бяло поле g6 · черна пешка на черно поле h6 · черна пешка на черно поле a5 · черна дама на черно поле g5 · бяла пешка на бяло поле a4 · бяла пешка на черно поле d4 · бяла пешка на бяло поле g4 · бял кон на черно поле h4 · бяла пешка на черно поле c3 · бяла пешка на черно поле e3 · бяла пешка на черно поле g3 · бяла пешка на черно поле b2 · бял кон на черно поле d2 · бял цар на черно поле f2 · бяла пешка на бяло поле g2 · бял топ на черно поле a1 · бяла дама на бяло поле d1 · бял топ на бяло поле h1 | 8 |
| 7 | черен цар на бяло поле c8 · черен топ на черно поле d8 · черна пешка на черно поле c7 · черен кон на бяло поле d7 · черен офицер на черно поле e7 · черна пешка на бяло поле f7 · черна пешка на черно поле b6 · черна пешка на черно поле d6 · черна пешка на бяло поле e6 · черен топ на бяло поле g6 · черна пешка на черно поле h6 · черна пешка на черно поле a5 · черна дама на черно поле g5 · бяла пешка на бяло поле a4 · бяла пешка на черно поле d4 · бяла пешка на бяло поле g4 · бял кон на черно поле h4 · бяла пешка на черно поле c3 · бяла пешка на черно поле e3 · бяла пешка на черно поле g3 · бяла пешка на черно поле b2 · бял кон на черно поле d2 · бял цар на черно поле f2 · бяла пешка на бяло поле g2 · бял топ на черно поле a1 · бяла дама на бяло поле d1 · бял топ на бяло поле h1 | черен цар на бяло поле c8 · черен топ на черно поле d8 · черна пешка на черно поле c7 · черен кон на бяло поле d7 · черен офицер на черно поле e7 · черна пешка на бяло поле f7 · черна пешка на черно поле b6 · черна пешка на черно поле d6 · черна пешка на бяло поле e6 · черен топ на бяло поле g6 · черна пешка на черно поле h6 · черна пешка на черно поле a5 · черна дама на черно поле g5 · бяла пешка на бяло поле a4 · бяла пешка на черно поле d4 · бяла пешка на бяло поле g4 · бял кон на черно поле h4 · бяла пешка на черно поле c3 · бяла пешка на черно поле e3 · бяла пешка на черно поле g3 · бяла пешка на черно поле b2 · бял кон на черно поле d2 · бял цар на черно поле f2 · бяла пешка на бяло поле g2 · бял топ на черно поле a1 · бяла дама на бяло поле d1 · бял топ на бяло поле h1 | черен цар на бяло поле c8 · черен топ на черно поле d8 · черна пешка на черно поле c7 · черен кон на бяло поле d7 · черен офицер на черно поле e7 · черна пешка на бяло поле f7 · черна пешка на черно поле b6 · черна пешка на черно поле d6 · черна пешка на бяло поле e6 · черен топ на бяло поле g6 · черна пешка на черно поле h6 · черна пешка на черно поле a5 · черна дама на черно поле g5 · бяла пешка на бяло поле a4 · бяла пешка на черно поле d4 · бяла пешка на бяло поле g4 · бял кон на черно поле h4 · бяла пешка на черно поле c3 · бяла пешка на черно поле e3 · бяла пешка на черно поле g3 · бяла пешка на черно поле b2 · бял кон на черно поле d2 · бял цар на черно поле f2 · бяла пешка на бяло поле g2 · бял топ на черно поле a1 · бяла дама на бяло поле d1 · бял топ на бяло поле h1 | черен цар на бяло поле c8 · черен топ на черно поле d8 · черна пешка на черно поле c7 · черен кон на бяло поле d7 · черен офицер на черно поле e7 · черна пешка на бяло поле f7 · черна пешка на черно поле b6 · черна пешка на черно поле d6 · черна пешка на бяло поле e6 · черен топ на бяло поле g6 · черна пешка на черно поле h6 · черна пешка на черно поле a5 · черна дама на черно поле g5 · бяла пешка на бяло поле a4 · бяла пешка на черно поле d4 · бяла пешка на бяло поле g4 · бял кон на черно поле h4 · бяла пешка на черно поле c3 · бяла пешка на черно поле e3 · бяла пешка на черно поле g3 · бяла пешка на черно поле b2 · бял кон на черно поле d2 · бял цар на черно поле f2 · бяла пешка на бяло поле g2 · бял топ на черно поле a1 · бяла дама на бяло поле d1 · бял топ на бяло поле h1 | черен цар на бяло поле c8 · черен топ на черно поле d8 · черна пешка на черно поле c7 · черен кон на бяло поле d7 · черен офицер на черно поле e7 · черна пешка на бяло поле f7 · черна пешка на черно поле b6 · черна пешка на черно поле d6 · черна пешка на бяло поле e6 · черен топ на бяло поле g6 · черна пешка на черно поле h6 · черна пешка на черно поле a5 · черна дама на черно поле g5 · бяла пешка на бяло поле a4 · бяла пешка на черно поле d4 · бяла пешка на бяло поле g4 · бял кон на черно поле h4 · бяла пешка на черно поле c3 · бяла пешка на черно поле e3 · бяла пешка на черно поле g3 · бяла пешка на черно поле b2 · бял кон на черно поле d2 · бял цар на черно поле f2 · бяла пешка на бяло поле g2 · бял топ на черно поле a1 · бяла дама на бяло поле d1 · бял топ на бяло поле h1 | черен цар на бяло поле c8 · черен топ на черно поле d8 · черна пешка на черно поле c7 · черен кон на бяло поле d7 · черен офицер на черно поле e7 · черна пешка на бяло поле f7 · черна пешка на черно поле b6 · черна пешка на черно поле d6 · черна пешка на бяло поле e6 · черен топ на бяло поле g6 · черна пешка на черно поле h6 · черна пешка на черно поле a5 · черна дама на черно поле g5 · бяла пешка на бяло поле a4 · бяла пешка на черно поле d4 · бяла пешка на бяло поле g4 · бял кон на черно поле h4 · бяла пешка на черно поле c3 · бяла пешка на черно поле e3 · бяла пешка на черно поле g3 · бяла пешка на черно поле b2 · бял кон на черно поле d2 · бял цар на черно поле f2 · бяла пешка на бяло поле g2 · бял топ на черно поле a1 · бяла дама на бяло поле d1 · бял топ на бяло поле h1 | черен цар на бяло поле c8 · черен топ на черно поле d8 · черна пешка на черно поле c7 · черен кон на бяло поле d7 · черен офицер на черно поле e7 · черна пешка на бяло поле f7 · черна пешка на черно поле b6 · черна пешка на черно поле d6 · черна пешка на бяло поле e6 · черен топ на бяло поле g6 · черна пешка на черно поле h6 · черна пешка на черно поле a5 · черна дама на черно поле g5 · бяла пешка на бяло поле a4 · бяла пешка на черно поле d4 · бяла пешка на бяло поле g4 · бял кон на черно поле h4 · бяла пешка на черно поле c3 · бяла пешка на черно поле e3 · бяла пешка на черно поле g3 · бяла пешка на черно поле b2 · бял кон на черно поле d2 · бял цар на черно поле f2 · бяла пешка на бяло поле g2 · бял топ на черно поле a1 · бяла дама на бяло поле d1 · бял топ на бяло поле h1 | черен цар на бяло поле c8 · черен топ на черно поле d8 · черна пешка на черно поле c7 · черен кон на бяло поле d7 · черен офицер на черно поле e7 · черна пешка на бяло поле f7 · черна пешка на черно поле b6 · черна пешка на черно поле d6 · черна пешка на бяло поле e6 · черен топ на бяло поле g6 · черна пешка на черно поле h6 · черна пешка на черно поле a5 · черна дама на черно поле g5 · бяла пешка на бяло поле a4 · бяла пешка на черно поле d4 · бяла пешка на бяло поле g4 · бял кон на черно поле h4 · бяла пешка на черно поле c3 · бяла пешка на черно поле e3 · бяла пешка на черно поле g3 · бяла пешка на черно поле b2 · бял кон на черно поле d2 · бял цар на черно поле f2 · бяла пешка на бяло поле g2 · бял топ на черно поле a1 · бяла дама на бяло поле d1 · бял топ на бяло поле h1 | 7 |
| 6 | черен цар на бяло поле c8 · черен топ на черно поле d8 · черна пешка на черно поле c7 · черен кон на бяло поле d7 · черен офицер на черно поле e7 · черна пешка на бяло поле f7 · черна пешка на черно поле b6 · черна пешка на черно поле d6 · черна пешка на бяло поле e6 · черен топ на бяло поле g6 · черна пешка на черно поле h6 · черна пешка на черно поле a5 · черна дама на черно поле g5 · бяла пешка на бяло поле a4 · бяла пешка на черно поле d4 · бяла пешка на бяло поле g4 · бял кон на черно поле h4 · бяла пешка на черно поле c3 · бяла пешка на черно поле e3 · бяла пешка на черно поле g3 · бяла пешка на черно поле b2 · бял кон на черно поле d2 · бял цар на черно поле f2 · бяла пешка на бяло поле g2 · бял топ на черно поле a1 · бяла дама на бяло поле d1 · бял топ на бяло поле h1 | черен цар на бяло поле c8 · черен топ на черно поле d8 · черна пешка на черно поле c7 · черен кон на бяло поле d7 · черен офицер на черно поле e7 · черна пешка на бяло поле f7 · черна пешка на черно поле b6 · черна пешка на черно поле d6 · черна пешка на бяло поле e6 · черен топ на бяло поле g6 · черна пешка на черно поле h6 · черна пешка на черно поле a5 · черна дама на черно поле g5 · бяла пешка на бяло поле a4 · бяла пешка на черно поле d4 · бяла пешка на бяло поле g4 · бял кон на черно поле h4 · бяла пешка на черно поле c3 · бяла пешка на черно поле e3 · бяла пешка на черно поле g3 · бяла пешка на черно поле b2 · бял кон на черно поле d2 · бял цар на черно поле f2 · бяла пешка на бяло поле g2 · бял топ на черно поле a1 · бяла дама на бяло поле d1 · бял топ на бяло поле h1 | черен цар на бяло поле c8 · черен топ на черно поле d8 · черна пешка на черно поле c7 · черен кон на бяло поле d7 · черен офицер на черно поле e7 · черна пешка на бяло поле f7 · черна пешка на черно поле b6 · черна пешка на черно поле d6 · черна пешка на бяло поле e6 · черен топ на бяло поле g6 · черна пешка на черно поле h6 · черна пешка на черно поле a5 · черна дама на черно поле g5 · бяла пешка на бяло поле a4 · бяла пешка на черно поле d4 · бяла пешка на бяло поле g4 · бял кон на черно поле h4 · бяла пешка на черно поле c3 · бяла пешка на черно поле e3 · бяла пешка на черно поле g3 · бяла пешка на черно поле b2 · бял кон на черно поле d2 · бял цар на черно поле f2 · бяла пешка на бяло поле g2 · бял топ на черно поле a1 · бяла дама на бяло поле d1 · бял топ на бяло поле h1 | черен цар на бяло поле c8 · черен топ на черно поле d8 · черна пешка на черно поле c7 · черен кон на бяло поле d7 · черен офицер на черно поле e7 · черна пешка на бяло поле f7 · черна пешка на черно поле b6 · черна пешка на черно поле d6 · черна пешка на бяло поле e6 · черен топ на бяло поле g6 · черна пешка на черно поле h6 · черна пешка на черно поле a5 · черна дама на черно поле g5 · бяла пешка на бяло поле a4 · бяла пешка на черно поле d4 · бяла пешка на бяло поле g4 · бял кон на черно поле h4 · бяла пешка на черно поле c3 · бяла пешка на черно поле e3 · бяла пешка на черно поле g3 · бяла пешка на черно поле b2 · бял кон на черно поле d2 · бял цар на черно поле f2 · бяла пешка на бяло поле g2 · бял топ на черно поле a1 · бяла дама на бяло поле d1 · бял топ на бяло поле h1 | черен цар на бяло поле c8 · черен топ на черно поле d8 · черна пешка на черно поле c7 · черен кон на бяло поле d7 · черен офицер на черно поле e7 · черна пешка на бяло поле f7 · черна пешка на черно поле b6 · черна пешка на черно поле d6 · черна пешка на бяло поле e6 · черен топ на бяло поле g6 · черна пешка на черно поле h6 · черна пешка на черно поле a5 · черна дама на черно поле g5 · бяла пешка на бяло поле a4 · бяла пешка на черно поле d4 · бяла пешка на бяло поле g4 · бял кон на черно поле h4 · бяла пешка на черно поле c3 · бяла пешка на черно поле e3 · бяла пешка на черно поле g3 · бяла пешка на черно поле b2 · бял кон на черно поле d2 · бял цар на черно поле f2 · бяла пешка на бяло поле g2 · бял топ на черно поле a1 · бяла дама на бяло поле d1 · бял топ на бяло поле h1 | черен цар на бяло поле c8 · черен топ на черно поле d8 · черна пешка на черно поле c7 · черен кон на бяло поле d7 · черен офицер на черно поле e7 · черна пешка на бяло поле f7 · черна пешка на черно поле b6 · черна пешка на черно поле d6 · черна пешка на бяло поле e6 · черен топ на бяло поле g6 · черна пешка на черно поле h6 · черна пешка на черно поле a5 · черна дама на черно поле g5 · бяла пешка на бяло поле a4 · бяла пешка на черно поле d4 · бяла пешка на бяло поле g4 · бял кон на черно поле h4 · бяла пешка на черно поле c3 · бяла пешка на черно поле e3 · бяла пешка на черно поле g3 · бяла пешка на черно поле b2 · бял кон на черно поле d2 · бял цар на черно поле f2 · бяла пешка на бяло поле g2 · бял топ на черно поле a1 · бяла дама на бяло поле d1 · бял топ на бяло поле h1 | черен цар на бяло поле c8 · черен топ на черно поле d8 · черна пешка на черно поле c7 · черен кон на бяло поле d7 · черен офицер на черно поле e7 · черна пешка на бяло поле f7 · черна пешка на черно поле b6 · черна пешка на черно поле d6 · черна пешка на бяло поле e6 · черен топ на бяло поле g6 · черна пешка на черно поле h6 · черна пешка на черно поле a5 · черна дама на черно поле g5 · бяла пешка на бяло поле a4 · бяла пешка на черно поле d4 · бяла пешка на бяло поле g4 · бял кон на черно поле h4 · бяла пешка на черно поле c3 · бяла пешка на черно поле e3 · бяла пешка на черно поле g3 · бяла пешка на черно поле b2 · бял кон на черно поле d2 · бял цар на черно поле f2 · бяла пешка на бяло поле g2 · бял топ на черно поле a1 · бяла дама на бяло поле d1 · бял топ на бяло поле h1 | черен цар на бяло поле c8 · черен топ на черно поле d8 · черна пешка на черно поле c7 · черен кон на бяло поле d7 · черен офицер на черно поле e7 · черна пешка на бяло поле f7 · черна пешка на черно поле b6 · черна пешка на черно поле d6 · черна пешка на бяло поле e6 · черен топ на бяло поле g6 · черна пешка на черно поле h6 · черна пешка на черно поле a5 · черна дама на черно поле g5 · бяла пешка на бяло поле a4 · бяла пешка на черно поле d4 · бяла пешка на бяло поле g4 · бял кон на черно поле h4 · бяла пешка на черно поле c3 · бяла пешка на черно поле e3 · бяла пешка на черно поле g3 · бяла пешка на черно поле b2 · бял кон на черно поле d2 · бял цар на черно поле f2 · бяла пешка на бяло поле g2 · бял топ на черно поле a1 · бяла дама на бяло поле d1 · бял топ на бяло поле h1 | 6 |
| 5 | черен цар на бяло поле c8 · черен топ на черно поле d8 · черна пешка на черно поле c7 · черен кон на бяло поле d7 · черен офицер на черно поле e7 · черна пешка на бяло поле f7 · черна пешка на черно поле b6 · черна пешка на черно поле d6 · черна пешка на бяло поле e6 · черен топ на бяло поле g6 · черна пешка на черно поле h6 · черна пешка на черно поле a5 · черна дама на черно поле g5 · бяла пешка на бяло поле a4 · бяла пешка на черно поле d4 · бяла пешка на бяло поле g4 · бял кон на черно поле h4 · бяла пешка на черно поле c3 · бяла пешка на черно поле e3 · бяла пешка на черно поле g3 · бяла пешка на черно поле b2 · бял кон на черно поле d2 · бял цар на черно поле f2 · бяла пешка на бяло поле g2 · бял топ на черно поле a1 · бяла дама на бяло поле d1 · бял топ на бяло поле h1 | черен цар на бяло поле c8 · черен топ на черно поле d8 · черна пешка на черно поле c7 · черен кон на бяло поле d7 · черен офицер на черно поле e7 · черна пешка на бяло поле f7 · черна пешка на черно поле b6 · черна пешка на черно поле d6 · черна пешка на бяло поле e6 · черен топ на бяло поле g6 · черна пешка на черно поле h6 · черна пешка на черно поле a5 · черна дама на черно поле g5 · бяла пешка на бяло поле a4 · бяла пешка на черно поле d4 · бяла пешка на бяло поле g4 · бял кон на черно поле h4 · бяла пешка на черно поле c3 · бяла пешка на черно поле e3 · бяла пешка на черно поле g3 · бяла пешка на черно поле b2 · бял кон на черно поле d2 · бял цар на черно поле f2 · бяла пешка на бяло поле g2 · бял топ на черно поле a1 · бяла дама на бяло поле d1 · бял топ на бяло поле h1 | черен цар на бяло поле c8 · черен топ на черно поле d8 · черна пешка на черно поле c7 · черен кон на бяло поле d7 · черен офицер на черно поле e7 · черна пешка на бяло поле f7 · черна пешка на черно поле b6 · черна пешка на черно поле d6 · черна пешка на бяло поле e6 · черен топ на бяло поле g6 · черна пешка на черно поле h6 · черна пешка на черно поле a5 · черна дама на черно поле g5 · бяла пешка на бяло поле a4 · бяла пешка на черно поле d4 · бяла пешка на бяло поле g4 · бял кон на черно поле h4 · бяла пешка на черно поле c3 · бяла пешка на черно поле e3 · бяла пешка на черно поле g3 · бяла пешка на черно поле b2 · бял кон на черно поле d2 · бял цар на черно поле f2 · бяла пешка на бяло поле g2 · бял топ на черно поле a1 · бяла дама на бяло поле d1 · бял топ на бяло поле h1 | черен цар на бяло поле c8 · черен топ на черно поле d8 · черна пешка на черно поле c7 · черен кон на бяло поле d7 · черен офицер на черно поле e7 · черна пешка на бяло поле f7 · черна пешка на черно поле b6 · черна пешка на черно поле d6 · черна пешка на бяло поле e6 · черен топ на бяло поле g6 · черна пешка на черно поле h6 · черна пешка на черно поле a5 · черна дама на черно поле g5 · бяла пешка на бяло поле a4 · бяла пешка на черно поле d4 · бяла пешка на бяло поле g4 · бял кон на черно поле h4 · бяла пешка на черно поле c3 · бяла пешка на черно поле e3 · бяла пешка на черно поле g3 · бяла пешка на черно поле b2 · бял кон на черно поле d2 · бял цар на черно поле f2 · бяла пешка на бяло поле g2 · бял топ на черно поле a1 · бяла дама на бяло поле d1 · бял топ на бяло поле h1 | черен цар на бяло поле c8 · черен топ на черно поле d8 · черна пешка на черно поле c7 · черен кон на бяло поле d7 · черен офицер на черно поле e7 · черна пешка на бяло поле f7 · черна пешка на черно поле b6 · черна пешка на черно поле d6 · черна пешка на бяло поле e6 · черен топ на бяло поле g6 · черна пешка на черно поле h6 · черна пешка на черно поле a5 · черна дама на черно поле g5 · бяла пешка на бяло поле a4 · бяла пешка на черно поле d4 · бяла пешка на бяло поле g4 · бял кон на черно поле h4 · бяла пешка на черно поле c3 · бяла пешка на черно поле e3 · бяла пешка на черно поле g3 · бяла пешка на черно поле b2 · бял кон на черно поле d2 · бял цар на черно поле f2 · бяла пешка на бяло поле g2 · бял топ на черно поле a1 · бяла дама на бяло поле d1 · бял топ на бяло поле h1 | черен цар на бяло поле c8 · черен топ на черно поле d8 · черна пешка на черно поле c7 · черен кон на бяло поле d7 · черен офицер на черно поле e7 · черна пешка на бяло поле f7 · черна пешка на черно поле b6 · черна пешка на черно поле d6 · черна пешка на бяло поле e6 · черен топ на бяло поле g6 · черна пешка на черно поле h6 · черна пешка на черно поле a5 · черна дама на черно поле g5 · бяла пешка на бяло поле a4 · бяла пешка на черно поле d4 · бяла пешка на бяло поле g4 · бял кон на черно поле h4 · бяла пешка на черно поле c3 · бяла пешка на черно поле e3 · бяла пешка на черно поле g3 · бяла пешка на черно поле b2 · бял кон на черно поле d2 · бял цар на черно поле f2 · бяла пешка на бяло поле g2 · бял топ на черно поле a1 · бяла дама на бяло поле d1 · бял топ на бяло поле h1 | черен цар на бяло поле c8 · черен топ на черно поле d8 · черна пешка на черно поле c7 · черен кон на бяло поле d7 · черен офицер на черно поле e7 · черна пешка на бяло поле f7 · черна пешка на черно поле b6 · черна пешка на черно поле d6 · черна пешка на бяло поле e6 · черен топ на бяло поле g6 · черна пешка на черно поле h6 · черна пешка на черно поле a5 · черна дама на черно поле g5 · бяла пешка на бяло поле a4 · бяла пешка на черно поле d4 · бяла пешка на бяло поле g4 · бял кон на черно поле h4 · бяла пешка на черно поле c3 · бяла пешка на черно поле e3 · бяла пешка на черно поле g3 · бяла пешка на черно поле b2 · бял кон на черно поле d2 · бял цар на черно поле f2 · бяла пешка на бяло поле g2 · бял топ на черно поле a1 · бяла дама на бяло поле d1 · бял топ на бяло поле h1 | черен цар на бяло поле c8 · черен топ на черно поле d8 · черна пешка на черно поле c7 · черен кон на бяло поле d7 · черен офицер на черно поле e7 · черна пешка на бяло поле f7 · черна пешка на черно поле b6 · черна пешка на черно поле d6 · черна пешка на бяло поле e6 · черен топ на бяло поле g6 · черна пешка на черно поле h6 · черна пешка на черно поле a5 · черна дама на черно поле g5 · бяла пешка на бяло поле a4 · бяла пешка на черно поле d4 · бяла пешка на бяло поле g4 · бял кон на черно поле h4 · бяла пешка на черно поле c3 · бяла пешка на черно поле e3 · бяла пешка на черно поле g3 · бяла пешка на черно поле b2 · бял кон на черно поле d2 · бял цар на черно поле f2 · бяла пешка на бяло поле g2 · бял топ на черно поле a1 · бяла дама на бяло поле d1 · бял топ на бяло поле h1 | 5 |
| 4 | черен цар на бяло поле c8 · черен топ на черно поле d8 · черна пешка на черно поле c7 · черен кон на бяло поле d7 · черен офицер на черно поле e7 · черна пешка на бяло поле f7 · черна пешка на черно поле b6 · черна пешка на черно поле d6 · черна пешка на бяло поле e6 · черен топ на бяло поле g6 · черна пешка на черно поле h6 · черна пешка на черно поле a5 · черна дама на черно поле g5 · бяла пешка на бяло поле a4 · бяла пешка на черно поле d4 · бяла пешка на бяло поле g4 · бял кон на черно поле h4 · бяла пешка на черно поле c3 · бяла пешка на черно поле e3 · бяла пешка на черно поле g3 · бяла пешка на черно поле b2 · бял кон на черно поле d2 · бял цар на черно поле f2 · бяла пешка на бяло поле g2 · бял топ на черно поле a1 · бяла дама на бяло поле d1 · бял топ на бяло поле h1 | черен цар на бяло поле c8 · черен топ на черно поле d8 · черна пешка на черно поле c7 · черен кон на бяло поле d7 · черен офицер на черно поле e7 · черна пешка на бяло поле f7 · черна пешка на черно поле b6 · черна пешка на черно поле d6 · черна пешка на бяло поле e6 · черен топ на бяло поле g6 · черна пешка на черно поле h6 · черна пешка на черно поле a5 · черна дама на черно поле g5 · бяла пешка на бяло поле a4 · бяла пешка на черно поле d4 · бяла пешка на бяло поле g4 · бял кон на черно поле h4 · бяла пешка на черно поле c3 · бяла пешка на черно поле e3 · бяла пешка на черно поле g3 · бяла пешка на черно поле b2 · бял кон на черно поле d2 · бял цар на черно поле f2 · бяла пешка на бяло поле g2 · бял топ на черно поле a1 · бяла дама на бяло поле d1 · бял топ на бяло поле h1 | черен цар на бяло поле c8 · черен топ на черно поле d8 · черна пешка на черно поле c7 · черен кон на бяло поле d7 · черен офицер на черно поле e7 · черна пешка на бяло поле f7 · черна пешка на черно поле b6 · черна пешка на черно поле d6 · черна пешка на бяло поле e6 · черен топ на бяло поле g6 · черна пешка на черно поле h6 · черна пешка на черно поле a5 · черна дама на черно поле g5 · бяла пешка на бяло поле a4 · бяла пешка на черно поле d4 · бяла пешка на бяло поле g4 · бял кон на черно поле h4 · бяла пешка на черно поле c3 · бяла пешка на черно поле e3 · бяла пешка на черно поле g3 · бяла пешка на черно поле b2 · бял кон на черно поле d2 · бял цар на черно поле f2 · бяла пешка на бяло поле g2 · бял топ на черно поле a1 · бяла дама на бяло поле d1 · бял топ на бяло поле h1 | черен цар на бяло поле c8 · черен топ на черно поле d8 · черна пешка на черно поле c7 · черен кон на бяло поле d7 · черен офицер на черно поле e7 · черна пешка на бяло поле f7 · черна пешка на черно поле b6 · черна пешка на черно поле d6 · черна пешка на бяло поле e6 · черен топ на бяло поле g6 · черна пешка на черно поле h6 · черна пешка на черно поле a5 · черна дама на черно поле g5 · бяла пешка на бяло поле a4 · бяла пешка на черно поле d4 · бяла пешка на бяло поле g4 · бял кон на черно поле h4 · бяла пешка на черно поле c3 · бяла пешка на черно поле e3 · бяла пешка на черно поле g3 · бяла пешка на черно поле b2 · бял кон на черно поле d2 · бял цар на черно поле f2 · бяла пешка на бяло поле g2 · бял топ на черно поле a1 · бяла дама на бяло поле d1 · бял топ на бяло поле h1 | черен цар на бяло поле c8 · черен топ на черно поле d8 · черна пешка на черно поле c7 · черен кон на бяло поле d7 · черен офицер на черно поле e7 · черна пешка на бяло поле f7 · черна пешка на черно поле b6 · черна пешка на черно поле d6 · черна пешка на бяло поле e6 · черен топ на бяло поле g6 · черна пешка на черно поле h6 · черна пешка на черно поле a5 · черна дама на черно поле g5 · бяла пешка на бяло поле a4 · бяла пешка на черно поле d4 · бяла пешка на бяло поле g4 · бял кон на черно поле h4 · бяла пешка на черно поле c3 · бяла пешка на черно поле e3 · бяла пешка на черно поле g3 · бяла пешка на черно поле b2 · бял кон на черно поле d2 · бял цар на черно поле f2 · бяла пешка на бяло поле g2 · бял топ на черно поле a1 · бяла дама на бяло поле d1 · бял топ на бяло поле h1 | черен цар на бяло поле c8 · черен топ на черно поле d8 · черна пешка на черно поле c7 · черен кон на бяло поле d7 · черен офицер на черно поле e7 · черна пешка на бяло поле f7 · черна пешка на черно поле b6 · черна пешка на черно поле d6 · черна пешка на бяло поле e6 · черен топ на бяло поле g6 · черна пешка на черно поле h6 · черна пешка на черно поле a5 · черна дама на черно поле g5 · бяла пешка на бяло поле a4 · бяла пешка на черно поле d4 · бяла пешка на бяло поле g4 · бял кон на черно поле h4 · бяла пешка на черно поле c3 · бяла пешка на черно поле e3 · бяла пешка на черно поле g3 · бяла пешка на черно поле b2 · бял кон на черно поле d2 · бял цар на черно поле f2 · бяла пешка на бяло поле g2 · бял топ на черно поле a1 · бяла дама на бяло поле d1 · бял топ на бяло поле h1 | черен цар на бяло поле c8 · черен топ на черно поле d8 · черна пешка на черно поле c7 · черен кон на бяло поле d7 · черен офицер на черно поле e7 · черна пешка на бяло поле f7 · черна пешка на черно поле b6 · черна пешка на черно поле d6 · черна пешка на бяло поле e6 · черен топ на бяло поле g6 · черна пешка на черно поле h6 · черна пешка на черно поле a5 · черна дама на черно поле g5 · бяла пешка на бяло поле a4 · бяла пешка на черно поле d4 · бяла пешка на бяло поле g4 · бял кон на черно поле h4 · бяла пешка на черно поле c3 · бяла пешка на черно поле e3 · бяла пешка на черно поле g3 · бяла пешка на черно поле b2 · бял кон на черно поле d2 · бял цар на черно поле f2 · бяла пешка на бяло поле g2 · бял топ на черно поле a1 · бяла дама на бяло поле d1 · бял топ на бяло поле h1 | черен цар на бяло поле c8 · черен топ на черно поле d8 · черна пешка на черно поле c7 · черен кон на бяло поле d7 · черен офицер на черно поле e7 · черна пешка на бяло поле f7 · черна пешка на черно поле b6 · черна пешка на черно поле d6 · черна пешка на бяло поле e6 · черен топ на бяло поле g6 · черна пешка на черно поле h6 · черна пешка на черно поле a5 · черна дама на черно поле g5 · бяла пешка на бяло поле a4 · бяла пешка на черно поле d4 · бяла пешка на бяло поле g4 · бял кон на черно поле h4 · бяла пешка на черно поле c3 · бяла пешка на черно поле e3 · бяла пешка на черно поле g3 · бяла пешка на черно поле b2 · бял кон на черно поле d2 · бял цар на черно поле f2 · бяла пешка на бяло поле g2 · бял топ на черно поле a1 · бяла дама на бяло поле d1 · бял топ на бяло поле h1 | 4 |
| 3 | черен цар на бяло поле c8 · черен топ на черно поле d8 · черна пешка на черно поле c7 · черен кон на бяло поле d7 · черен офицер на черно поле e7 · черна пешка на бяло поле f7 · черна пешка на черно поле b6 · черна пешка на черно поле d6 · черна пешка на бяло поле e6 · черен топ на бяло поле g6 · черна пешка на черно поле h6 · черна пешка на черно поле a5 · черна дама на черно поле g5 · бяла пешка на бяло поле a4 · бяла пешка на черно поле d4 · бяла пешка на бяло поле g4 · бял кон на черно поле h4 · бяла пешка на черно поле c3 · бяла пешка на черно поле e3 · бяла пешка на черно поле g3 · бяла пешка на черно поле b2 · бял кон на черно поле d2 · бял цар на черно поле f2 · бяла пешка на бяло поле g2 · бял топ на черно поле a1 · бяла дама на бяло поле d1 · бял топ на бяло поле h1 | черен цар на бяло поле c8 · черен топ на черно поле d8 · черна пешка на черно поле c7 · черен кон на бяло поле d7 · черен офицер на черно поле e7 · черна пешка на бяло поле f7 · черна пешка на черно поле b6 · черна пешка на черно поле d6 · черна пешка на бяло поле e6 · черен топ на бяло поле g6 · черна пешка на черно поле h6 · черна пешка на черно поле a5 · черна дама на черно поле g5 · бяла пешка на бяло поле a4 · бяла пешка на черно поле d4 · бяла пешка на бяло поле g4 · бял кон на черно поле h4 · бяла пешка на черно поле c3 · бяла пешка на черно поле e3 · бяла пешка на черно поле g3 · бяла пешка на черно поле b2 · бял кон на черно поле d2 · бял цар на черно поле f2 · бяла пешка на бяло поле g2 · бял топ на черно поле a1 · бяла дама на бяло поле d1 · бял топ на бяло поле h1 | черен цар на бяло поле c8 · черен топ на черно поле d8 · черна пешка на черно поле c7 · черен кон на бяло поле d7 · черен офицер на черно поле e7 · черна пешка на бяло поле f7 · черна пешка на черно поле b6 · черна пешка на черно поле d6 · черна пешка на бяло поле e6 · черен топ на бяло поле g6 · черна пешка на черно поле h6 · черна пешка на черно поле a5 · черна дама на черно поле g5 · бяла пешка на бяло поле a4 · бяла пешка на черно поле d4 · бяла пешка на бяло поле g4 · бял кон на черно поле h4 · бяла пешка на черно поле c3 · бяла пешка на черно поле e3 · бяла пешка на черно поле g3 · бяла пешка на черно поле b2 · бял кон на черно поле d2 · бял цар на черно поле f2 · бяла пешка на бяло поле g2 · бял топ на черно поле a1 · бяла дама на бяло поле d1 · бял топ на бяло поле h1 | черен цар на бяло поле c8 · черен топ на черно поле d8 · черна пешка на черно поле c7 · черен кон на бяло поле d7 · черен офицер на черно поле e7 · черна пешка на бяло поле f7 · черна пешка на черно поле b6 · черна пешка на черно поле d6 · черна пешка на бяло поле e6 · черен топ на бяло поле g6 · черна пешка на черно поле h6 · черна пешка на черно поле a5 · черна дама на черно поле g5 · бяла пешка на бяло поле a4 · бяла пешка на черно поле d4 · бяла пешка на бяло поле g4 · бял кон на черно поле h4 · бяла пешка на черно поле c3 · бяла пешка на черно поле e3 · бяла пешка на черно поле g3 · бяла пешка на черно поле b2 · бял кон на черно поле d2 · бял цар на черно поле f2 · бяла пешка на бяло поле g2 · бял топ на черно поле a1 · бяла дама на бяло поле d1 · бял топ на бяло поле h1 | черен цар на бяло поле c8 · черен топ на черно поле d8 · черна пешка на черно поле c7 · черен кон на бяло поле d7 · черен офицер на черно поле e7 · черна пешка на бяло поле f7 · черна пешка на черно поле b6 · черна пешка на черно поле d6 · черна пешка на бяло поле e6 · черен топ на бяло поле g6 · черна пешка на черно поле h6 · черна пешка на черно поле a5 · черна дама на черно поле g5 · бяла пешка на бяло поле a4 · бяла пешка на черно поле d4 · бяла пешка на бяло поле g4 · бял кон на черно поле h4 · бяла пешка на черно поле c3 · бяла пешка на черно поле e3 · бяла пешка на черно поле g3 · бяла пешка на черно поле b2 · бял кон на черно поле d2 · бял цар на черно поле f2 · бяла пешка на бяло поле g2 · бял топ на черно поле a1 · бяла дама на бяло поле d1 · бял топ на бяло поле h1 | черен цар на бяло поле c8 · черен топ на черно поле d8 · черна пешка на черно поле c7 · черен кон на бяло поле d7 · черен офицер на черно поле e7 · черна пешка на бяло поле f7 · черна пешка на черно поле b6 · черна пешка на черно поле d6 · черна пешка на бяло поле e6 · черен топ на бяло поле g6 · черна пешка на черно поле h6 · черна пешка на черно поле a5 · черна дама на черно поле g5 · бяла пешка на бяло поле a4 · бяла пешка на черно поле d4 · бяла пешка на бяло поле g4 · бял кон на черно поле h4 · бяла пешка на черно поле c3 · бяла пешка на черно поле e3 · бяла пешка на черно поле g3 · бяла пешка на черно поле b2 · бял кон на черно поле d2 · бял цар на черно поле f2 · бяла пешка на бяло поле g2 · бял топ на черно поле a1 · бяла дама на бяло поле d1 · бял топ на бяло поле h1 | черен цар на бяло поле c8 · черен топ на черно поле d8 · черна пешка на черно поле c7 · черен кон на бяло поле d7 · черен офицер на черно поле e7 · черна пешка на бяло поле f7 · черна пешка на черно поле b6 · черна пешка на черно поле d6 · черна пешка на бяло поле e6 · черен топ на бяло поле g6 · черна пешка на черно поле h6 · черна пешка на черно поле a5 · черна дама на черно поле g5 · бяла пешка на бяло поле a4 · бяла пешка на черно поле d4 · бяла пешка на бяло поле g4 · бял кон на черно поле h4 · бяла пешка на черно поле c3 · бяла пешка на черно поле e3 · бяла пешка на черно поле g3 · бяла пешка на черно поле b2 · бял кон на черно поле d2 · бял цар на черно поле f2 · бяла пешка на бяло поле g2 · бял топ на черно поле a1 · бяла дама на бяло поле d1 · бял топ на бяло поле h1 | черен цар на бяло поле c8 · черен топ на черно поле d8 · черна пешка на черно поле c7 · черен кон на бяло поле d7 · черен офицер на черно поле e7 · черна пешка на бяло поле f7 · черна пешка на черно поле b6 · черна пешка на черно поле d6 · черна пешка на бяло поле e6 · черен топ на бяло поле g6 · черна пешка на черно поле h6 · черна пешка на черно поле a5 · черна дама на черно поле g5 · бяла пешка на бяло поле a4 · бяла пешка на черно поле d4 · бяла пешка на бяло поле g4 · бял кон на черно поле h4 · бяла пешка на черно поле c3 · бяла пешка на черно поле e3 · бяла пешка на черно поле g3 · бяла пешка на черно поле b2 · бял кон на черно поле d2 · бял цар на черно поле f2 · бяла пешка на бяло поле g2 · бял топ на черно поле a1 · бяла дама на бяло поле d1 · бял топ на бяло поле h1 | 3 |
| 2 | черен цар на бяло поле c8 · черен топ на черно поле d8 · черна пешка на черно поле c7 · черен кон на бяло поле d7 · черен офицер на черно поле e7 · черна пешка на бяло поле f7 · черна пешка на черно поле b6 · черна пешка на черно поле d6 · черна пешка на бяло поле e6 · черен топ на бяло поле g6 · черна пешка на черно поле h6 · черна пешка на черно поле a5 · черна дама на черно поле g5 · бяла пешка на бяло поле a4 · бяла пешка на черно поле d4 · бяла пешка на бяло поле g4 · бял кон на черно поле h4 · бяла пешка на черно поле c3 · бяла пешка на черно поле e3 · бяла пешка на черно поле g3 · бяла пешка на черно поле b2 · бял кон на черно поле d2 · бял цар на черно поле f2 · бяла пешка на бяло поле g2 · бял топ на черно поле a1 · бяла дама на бяло поле d1 · бял топ на бяло поле h1 | черен цар на бяло поле c8 · черен топ на черно поле d8 · черна пешка на черно поле c7 · черен кон на бяло поле d7 · черен офицер на черно поле e7 · черна пешка на бяло поле f7 · черна пешка на черно поле b6 · черна пешка на черно поле d6 · черна пешка на бяло поле e6 · черен топ на бяло поле g6 · черна пешка на черно поле h6 · черна пешка на черно поле a5 · черна дама на черно поле g5 · бяла пешка на бяло поле a4 · бяла пешка на черно поле d4 · бяла пешка на бяло поле g4 · бял кон на черно поле h4 · бяла пешка на черно поле c3 · бяла пешка на черно поле e3 · бяла пешка на черно поле g3 · бяла пешка на черно поле b2 · бял кон на черно поле d2 · бял цар на черно поле f2 · бяла пешка на бяло поле g2 · бял топ на черно поле a1 · бяла дама на бяло поле d1 · бял топ на бяло поле h1 | черен цар на бяло поле c8 · черен топ на черно поле d8 · черна пешка на черно поле c7 · черен кон на бяло поле d7 · черен офицер на черно поле e7 · черна пешка на бяло поле f7 · черна пешка на черно поле b6 · черна пешка на черно поле d6 · черна пешка на бяло поле e6 · черен топ на бяло поле g6 · черна пешка на черно поле h6 · черна пешка на черно поле a5 · черна дама на черно поле g5 · бяла пешка на бяло поле a4 · бяла пешка на черно поле d4 · бяла пешка на бяло поле g4 · бял кон на черно поле h4 · бяла пешка на черно поле c3 · бяла пешка на черно поле e3 · бяла пешка на черно поле g3 · бяла пешка на черно поле b2 · бял кон на черно поле d2 · бял цар на черно поле f2 · бяла пешка на бяло поле g2 · бял топ на черно поле a1 · бяла дама на бяло поле d1 · бял топ на бяло поле h1 | черен цар на бяло поле c8 · черен топ на черно поле d8 · черна пешка на черно поле c7 · черен кон на бяло поле d7 · черен офицер на черно поле e7 · черна пешка на бяло поле f7 · черна пешка на черно поле b6 · черна пешка на черно поле d6 · черна пешка на бяло поле e6 · черен топ на бяло поле g6 · черна пешка на черно поле h6 · черна пешка на черно поле a5 · черна дама на черно поле g5 · бяла пешка на бяло поле a4 · бяла пешка на черно поле d4 · бяла пешка на бяло поле g4 · бял кон на черно поле h4 · бяла пешка на черно поле c3 · бяла пешка на черно поле e3 · бяла пешка на черно поле g3 · бяла пешка на черно поле b2 · бял кон на черно поле d2 · бял цар на черно поле f2 · бяла пешка на бяло поле g2 · бял топ на черно поле a1 · бяла дама на бяло поле d1 · бял топ на бяло поле h1 | черен цар на бяло поле c8 · черен топ на черно поле d8 · черна пешка на черно поле c7 · черен кон на бяло поле d7 · черен офицер на черно поле e7 · черна пешка на бяло поле f7 · черна пешка на черно поле b6 · черна пешка на черно поле d6 · черна пешка на бяло поле e6 · черен топ на бяло поле g6 · черна пешка на черно поле h6 · черна пешка на черно поле a5 · черна дама на черно поле g5 · бяла пешка на бяло поле a4 · бяла пешка на черно поле d4 · бяла пешка на бяло поле g4 · бял кон на черно поле h4 · бяла пешка на черно поле c3 · бяла пешка на черно поле e3 · бяла пешка на черно поле g3 · бяла пешка на черно поле b2 · бял кон на черно поле d2 · бял цар на черно поле f2 · бяла пешка на бяло поле g2 · бял топ на черно поле a1 · бяла дама на бяло поле d1 · бял топ на бяло поле h1 | черен цар на бяло поле c8 · черен топ на черно поле d8 · черна пешка на черно поле c7 · черен кон на бяло поле d7 · черен офицер на черно поле e7 · черна пешка на бяло поле f7 · черна пешка на черно поле b6 · черна пешка на черно поле d6 · черна пешка на бяло поле e6 · черен топ на бяло поле g6 · черна пешка на черно поле h6 · черна пешка на черно поле a5 · черна дама на черно поле g5 · бяла пешка на бяло поле a4 · бяла пешка на черно поле d4 · бяла пешка на бяло поле g4 · бял кон на черно поле h4 · бяла пешка на черно поле c3 · бяла пешка на черно поле e3 · бяла пешка на черно поле g3 · бяла пешка на черно поле b2 · бял кон на черно поле d2 · бял цар на черно поле f2 · бяла пешка на бяло поле g2 · бял топ на черно поле a1 · бяла дама на бяло поле d1 · бял топ на бяло поле h1 | черен цар на бяло поле c8 · черен топ на черно поле d8 · черна пешка на черно поле c7 · черен кон на бяло поле d7 · черен офицер на черно поле e7 · черна пешка на бяло поле f7 · черна пешка на черно поле b6 · черна пешка на черно поле d6 · черна пешка на бяло поле e6 · черен топ на бяло поле g6 · черна пешка на черно поле h6 · черна пешка на черно поле a5 · черна дама на черно поле g5 · бяла пешка на бяло поле a4 · бяла пешка на черно поле d4 · бяла пешка на бяло поле g4 · бял кон на черно поле h4 · бяла пешка на черно поле c3 · бяла пешка на черно поле e3 · бяла пешка на черно поле g3 · бяла пешка на черно поле b2 · бял кон на черно поле d2 · бял цар на черно поле f2 · бяла пешка на бяло поле g2 · бял топ на черно поле a1 · бяла дама на бяло поле d1 · бял топ на бяло поле h1 | черен цар на бяло поле c8 · черен топ на черно поле d8 · черна пешка на черно поле c7 · черен кон на бяло поле d7 · черен офицер на черно поле e7 · черна пешка на бяло поле f7 · черна пешка на черно поле b6 · черна пешка на черно поле d6 · черна пешка на бяло поле e6 · черен топ на бяло поле g6 · черна пешка на черно поле h6 · черна пешка на черно поле a5 · черна дама на черно поле g5 · бяла пешка на бяло поле a4 · бяла пешка на черно поле d4 · бяла пешка на бяло поле g4 · бял кон на черно поле h4 · бяла пешка на черно поле c3 · бяла пешка на черно поле e3 · бяла пешка на черно поле g3 · бяла пешка на черно поле b2 · бял кон на черно поле d2 · бял цар на черно поле f2 · бяла пешка на бяло поле g2 · бял топ на черно поле a1 · бяла дама на бяло поле d1 · бял топ на бяло поле h1 | 2 |
| 1 | черен цар на бяло поле c8 · черен топ на черно поле d8 · черна пешка на черно поле c7 · черен кон на бяло поле d7 · черен офицер на черно поле e7 · черна пешка на бяло поле f7 · черна пешка на черно поле b6 · черна пешка на черно поле d6 · черна пешка на бяло поле e6 · черен топ на бяло поле g6 · черна пешка на черно поле h6 · черна пешка на черно поле a5 · черна дама на черно поле g5 · бяла пешка на бяло поле a4 · бяла пешка на черно поле d4 · бяла пешка на бяло поле g4 · бял кон на черно поле h4 · бяла пешка на черно поле c3 · бяла пешка на черно поле e3 · бяла пешка на черно поле g3 · бяла пешка на черно поле b2 · бял кон на черно поле d2 · бял цар на черно поле f2 · бяла пешка на бяло поле g2 · бял топ на черно поле a1 · бяла дама на бяло поле d1 · бял топ на бяло поле h1 | черен цар на бяло поле c8 · черен топ на черно поле d8 · черна пешка на черно поле c7 · черен кон на бяло поле d7 · черен офицер на черно поле e7 · черна пешка на бяло поле f7 · черна пешка на черно поле b6 · черна пешка на черно поле d6 · черна пешка на бяло поле e6 · черен топ на бяло поле g6 · черна пешка на черно поле h6 · черна пешка на черно поле a5 · черна дама на черно поле g5 · бяла пешка на бяло поле a4 · бяла пешка на черно поле d4 · бяла пешка на бяло поле g4 · бял кон на черно поле h4 · бяла пешка на черно поле c3 · бяла пешка на черно поле e3 · бяла пешка на черно поле g3 · бяла пешка на черно поле b2 · бял кон на черно поле d2 · бял цар на черно поле f2 · бяла пешка на бяло поле g2 · бял топ на черно поле a1 · бяла дама на бяло поле d1 · бял топ на бяло поле h1 | черен цар на бяло поле c8 · черен топ на черно поле d8 · черна пешка на черно поле c7 · черен кон на бяло поле d7 · черен офицер на черно поле e7 · черна пешка на бяло поле f7 · черна пешка на черно поле b6 · черна пешка на черно поле d6 · черна пешка на бяло поле e6 · черен топ на бяло поле g6 · черна пешка на черно поле h6 · черна пешка на черно поле a5 · черна дама на черно поле g5 · бяла пешка на бяло поле a4 · бяла пешка на черно поле d4 · бяла пешка на бяло поле g4 · бял кон на черно поле h4 · бяла пешка на черно поле c3 · бяла пешка на черно поле e3 · бяла пешка на черно поле g3 · бяла пешка на черно поле b2 · бял кон на черно поле d2 · бял цар на черно поле f2 · бяла пешка на бяло поле g2 · бял топ на черно поле a1 · бяла дама на бяло поле d1 · бял топ на бяло поле h1 | черен цар на бяло поле c8 · черен топ на черно поле d8 · черна пешка на черно поле c7 · черен кон на бяло поле d7 · черен офицер на черно поле e7 · черна пешка на бяло поле f7 · черна пешка на черно поле b6 · черна пешка на черно поле d6 · черна пешка на бяло поле e6 · черен топ на бяло поле g6 · черна пешка на черно поле h6 · черна пешка на черно поле a5 · черна дама на черно поле g5 · бяла пешка на бяло поле a4 · бяла пешка на черно поле d4 · бяла пешка на бяло поле g4 · бял кон на черно поле h4 · бяла пешка на черно поле c3 · бяла пешка на черно поле e3 · бяла пешка на черно поле g3 · бяла пешка на черно поле b2 · бял кон на черно поле d2 · бял цар на черно поле f2 · бяла пешка на бяло поле g2 · бял топ на черно поле a1 · бяла дама на бяло поле d1 · бял топ на бяло поле h1 | черен цар на бяло поле c8 · черен топ на черно поле d8 · черна пешка на черно поле c7 · черен кон на бяло поле d7 · черен офицер на черно поле e7 · черна пешка на бяло поле f7 · черна пешка на черно поле b6 · черна пешка на черно поле d6 · черна пешка на бяло поле e6 · черен топ на бяло поле g6 · черна пешка на черно поле h6 · черна пешка на черно поле a5 · черна дама на черно поле g5 · бяла пешка на бяло поле a4 · бяла пешка на черно поле d4 · бяла пешка на бяло поле g4 · бял кон на черно поле h4 · бяла пешка на черно поле c3 · бяла пешка на черно поле e3 · бяла пешка на черно поле g3 · бяла пешка на черно поле b2 · бял кон на черно поле d2 · бял цар на черно поле f2 · бяла пешка на бяло поле g2 · бял топ на черно поле a1 · бяла дама на бяло поле d1 · бял топ на бяло поле h1 | черен цар на бяло поле c8 · черен топ на черно поле d8 · черна пешка на черно поле c7 · черен кон на бяло поле d7 · черен офицер на черно поле e7 · черна пешка на бяло поле f7 · черна пешка на черно поле b6 · черна пешка на черно поле d6 · черна пешка на бяло поле e6 · черен топ на бяло поле g6 · черна пешка на черно поле h6 · черна пешка на черно поле a5 · черна дама на черно поле g5 · бяла пешка на бяло поле a4 · бяла пешка на черно поле d4 · бяла пешка на бяло поле g4 · бял кон на черно поле h4 · бяла пешка на черно поле c3 · бяла пешка на черно поле e3 · бяла пешка на черно поле g3 · бяла пешка на черно поле b2 · бял кон на черно поле d2 · бял цар на черно поле f2 · бяла пешка на бяло поле g2 · бял топ на черно поле a1 · бяла дама на бяло поле d1 · бял топ на бяло поле h1 | черен цар на бяло поле c8 · черен топ на черно поле d8 · черна пешка на черно поле c7 · черен кон на бяло поле d7 · черен офицер на черно поле e7 · черна пешка на бяло поле f7 · черна пешка на черно поле b6 · черна пешка на черно поле d6 · черна пешка на бяло поле e6 · черен топ на бяло поле g6 · черна пешка на черно поле h6 · черна пешка на черно поле a5 · черна дама на черно поле g5 · бяла пешка на бяло поле a4 · бяла пешка на черно поле d4 · бяла пешка на бяло поле g4 · бял кон на черно поле h4 · бяла пешка на черно поле c3 · бяла пешка на черно поле e3 · бяла пешка на черно поле g3 · бяла пешка на черно поле b2 · бял кон на черно поле d2 · бял цар на черно поле f2 · бяла пешка на бяло поле g2 · бял топ на черно поле a1 · бяла дама на бяло поле d1 · бял топ на бяло поле h1 | черен цар на бяло поле c8 · черен топ на черно поле d8 · черна пешка на черно поле c7 · черен кон на бяло поле d7 · черен офицер на черно поле e7 · черна пешка на бяло поле f7 · черна пешка на черно поле b6 · черна пешка на черно поле d6 · черна пешка на бяло поле e6 · черен топ на бяло поле g6 · черна пешка на черно поле h6 · черна пешка на черно поле a5 · черна дама на черно поле g5 · бяла пешка на бяло поле a4 · бяла пешка на черно поле d4 · бяла пешка на бяло поле g4 · бял кон на черно поле h4 · бяла пешка на черно поле c3 · бяла пешка на черно поле e3 · бяла пешка на черно поле g3 · бяла пешка на черно поле b2 · бял кон на черно поле d2 · бял цар на черно поле f2 · бяла пешка на бяло поле g2 · бял топ на черно поле a1 · бяла дама на бяло поле d1 · бял топ на бяло поле h1 | 1 |
|   | a | b | c | d | e | f | g | h |   |

|   | a | b | c | d | e | f | g | h |   |
| 8 | черна пешка на бяло поле b7 · черен цар на бяло поле f7 · черна пешка на бяло поле a6 · черна пешка на бяло поле c6 · черен кон на черно поле f6 · бяла дама на черно поле e5 · черна пешка на бяло поле g4 · бяла пешка на черно поле e3 · бял цар на черно поле g3 · бял офицер на бяло поле h3 · бяла пешка на бяло поле a2 · бяла пешка на черно поле b2 · черен топ на черно поле d2 · черен топ на черно поле c1 | черна пешка на бяло поле b7 · черен цар на бяло поле f7 · черна пешка на бяло поле a6 · черна пешка на бяло поле c6 · черен кон на черно поле f6 · бяла дама на черно поле e5 · черна пешка на бяло поле g4 · бяла пешка на черно поле e3 · бял цар на черно поле g3 · бял офицер на бяло поле h3 · бяла пешка на бяло поле a2 · бяла пешка на черно поле b2 · черен топ на черно поле d2 · черен топ на черно поле c1 | черна пешка на бяло поле b7 · черен цар на бяло поле f7 · черна пешка на бяло поле a6 · черна пешка на бяло поле c6 · черен кон на черно поле f6 · бяла дама на черно поле e5 · черна пешка на бяло поле g4 · бяла пешка на черно поле e3 · бял цар на черно поле g3 · бял офицер на бяло поле h3 · бяла пешка на бяло поле a2 · бяла пешка на черно поле b2 · черен топ на черно поле d2 · черен топ на черно поле c1 | черна пешка на бяло поле b7 · черен цар на бяло поле f7 · черна пешка на бяло поле a6 · черна пешка на бяло поле c6 · черен кон на черно поле f6 · бяла дама на черно поле e5 · черна пешка на бяло поле g4 · бяла пешка на черно поле e3 · бял цар на черно поле g3 · бял офицер на бяло поле h3 · бяла пешка на бяло поле a2 · бяла пешка на черно поле b2 · черен топ на черно поле d2 · черен топ на черно поле c1 | черна пешка на бяло поле b7 · черен цар на бяло поле f7 · черна пешка на бяло поле a6 · черна пешка на бяло поле c6 · черен кон на черно поле f6 · бяла дама на черно поле e5 · черна пешка на бяло поле g4 · бяла пешка на черно поле e3 · бял цар на черно поле g3 · бял офицер на бяло поле h3 · бяла пешка на бяло поле a2 · бяла пешка на черно поле b2 · черен топ на черно поле d2 · черен топ на черно поле c1 | черна пешка на бяло поле b7 · черен цар на бяло поле f7 · черна пешка на бяло поле a6 · черна пешка на бяло поле c6 · черен кон на черно поле f6 · бяла дама на черно поле e5 · черна пешка на бяло поле g4 · бяла пешка на черно поле e3 · бял цар на черно поле g3 · бял офицер на бяло поле h3 · бяла пешка на бяло поле a2 · бяла пешка на черно поле b2 · черен топ на черно поле d2 · черен топ на черно поле c1 | черна пешка на бяло поле b7 · черен цар на бяло поле f7 · черна пешка на бяло поле a6 · черна пешка на бяло поле c6 · черен кон на черно поле f6 · бяла дама на черно поле e5 · черна пешка на бяло поле g4 · бяла пешка на черно поле e3 · бял цар на черно поле g3 · бял офицер на бяло поле h3 · бяла пешка на бяло поле a2 · бяла пешка на черно поле b2 · черен топ на черно поле d2 · черен топ на черно поле c1 | черна пешка на бяло поле b7 · черен цар на бяло поле f7 · черна пешка на бяло поле a6 · черна пешка на бяло поле c6 · черен кон на черно поле f6 · бяла дама на черно поле e5 · черна пешка на бяло поле g4 · бяла пешка на черно поле e3 · бял цар на черно поле g3 · бял офицер на бяло поле h3 · бяла пешка на бяло поле a2 · бяла пешка на черно поле b2 · черен топ на черно поле d2 · черен топ на черно поле c1 | 8 |
| 7 | черна пешка на бяло поле b7 · черен цар на бяло поле f7 · черна пешка на бяло поле a6 · черна пешка на бяло поле c6 · черен кон на черно поле f6 · бяла дама на черно поле e5 · черна пешка на бяло поле g4 · бяла пешка на черно поле e3 · бял цар на черно поле g3 · бял офицер на бяло поле h3 · бяла пешка на бяло поле a2 · бяла пешка на черно поле b2 · черен топ на черно поле d2 · черен топ на черно поле c1 | черна пешка на бяло поле b7 · черен цар на бяло поле f7 · черна пешка на бяло поле a6 · черна пешка на бяло поле c6 · черен кон на черно поле f6 · бяла дама на черно поле e5 · черна пешка на бяло поле g4 · бяла пешка на черно поле e3 · бял цар на черно поле g3 · бял офицер на бяло поле h3 · бяла пешка на бяло поле a2 · бяла пешка на черно поле b2 · черен топ на черно поле d2 · черен топ на черно поле c1 | черна пешка на бяло поле b7 · черен цар на бяло поле f7 · черна пешка на бяло поле a6 · черна пешка на бяло поле c6 · черен кон на черно поле f6 · бяла дама на черно поле e5 · черна пешка на бяло поле g4 · бяла пешка на черно поле e3 · бял цар на черно поле g3 · бял офицер на бяло поле h3 · бяла пешка на бяло поле a2 · бяла пешка на черно поле b2 · черен топ на черно поле d2 · черен топ на черно поле c1 | черна пешка на бяло поле b7 · черен цар на бяло поле f7 · черна пешка на бяло поле a6 · черна пешка на бяло поле c6 · черен кон на черно поле f6 · бяла дама на черно поле e5 · черна пешка на бяло поле g4 · бяла пешка на черно поле e3 · бял цар на черно поле g3 · бял офицер на бяло поле h3 · бяла пешка на бяло поле a2 · бяла пешка на черно поле b2 · черен топ на черно поле d2 · черен топ на черно поле c1 | черна пешка на бяло поле b7 · черен цар на бяло поле f7 · черна пешка на бяло поле a6 · черна пешка на бяло поле c6 · черен кон на черно поле f6 · бяла дама на черно поле e5 · черна пешка на бяло поле g4 · бяла пешка на черно поле e3 · бял цар на черно поле g3 · бял офицер на бяло поле h3 · бяла пешка на бяло поле a2 · бяла пешка на черно поле b2 · черен топ на черно поле d2 · черен топ на черно поле c1 | черна пешка на бяло поле b7 · черен цар на бяло поле f7 · черна пешка на бяло поле a6 · черна пешка на бяло поле c6 · черен кон на черно поле f6 · бяла дама на черно поле e5 · черна пешка на бяло поле g4 · бяла пешка на черно поле e3 · бял цар на черно поле g3 · бял офицер на бяло поле h3 · бяла пешка на бяло поле a2 · бяла пешка на черно поле b2 · черен топ на черно поле d2 · черен топ на черно поле c1 | черна пешка на бяло поле b7 · черен цар на бяло поле f7 · черна пешка на бяло поле a6 · черна пешка на бяло поле c6 · черен кон на черно поле f6 · бяла дама на черно поле e5 · черна пешка на бяло поле g4 · бяла пешка на черно поле e3 · бял цар на черно поле g3 · бял офицер на бяло поле h3 · бяла пешка на бяло поле a2 · бяла пешка на черно поле b2 · черен топ на черно поле d2 · черен топ на черно поле c1 | черна пешка на бяло поле b7 · черен цар на бяло поле f7 · черна пешка на бяло поле a6 · черна пешка на бяло поле c6 · черен кон на черно поле f6 · бяла дама на черно поле e5 · черна пешка на бяло поле g4 · бяла пешка на черно поле e3 · бял цар на черно поле g3 · бял офицер на бяло поле h3 · бяла пешка на бяло поле a2 · бяла пешка на черно поле b2 · черен топ на черно поле d2 · черен топ на черно поле c1 | 7 |
| 6 | черна пешка на бяло поле b7 · черен цар на бяло поле f7 · черна пешка на бяло поле a6 · черна пешка на бяло поле c6 · черен кон на черно поле f6 · бяла дама на черно поле e5 · черна пешка на бяло поле g4 · бяла пешка на черно поле e3 · бял цар на черно поле g3 · бял офицер на бяло поле h3 · бяла пешка на бяло поле a2 · бяла пешка на черно поле b2 · черен топ на черно поле d2 · черен топ на черно поле c1 | черна пешка на бяло поле b7 · черен цар на бяло поле f7 · черна пешка на бяло поле a6 · черна пешка на бяло поле c6 · черен кон на черно поле f6 · бяла дама на черно поле e5 · черна пешка на бяло поле g4 · бяла пешка на черно поле e3 · бял цар на черно поле g3 · бял офицер на бяло поле h3 · бяла пешка на бяло поле a2 · бяла пешка на черно поле b2 · черен топ на черно поле d2 · черен топ на черно поле c1 | черна пешка на бяло поле b7 · черен цар на бяло поле f7 · черна пешка на бяло поле a6 · черна пешка на бяло поле c6 · черен кон на черно поле f6 · бяла дама на черно поле e5 · черна пешка на бяло поле g4 · бяла пешка на черно поле e3 · бял цар на черно поле g3 · бял офицер на бяло поле h3 · бяла пешка на бяло поле a2 · бяла пешка на черно поле b2 · черен топ на черно поле d2 · черен топ на черно поле c1 | черна пешка на бяло поле b7 · черен цар на бяло поле f7 · черна пешка на бяло поле a6 · черна пешка на бяло поле c6 · черен кон на черно поле f6 · бяла дама на черно поле e5 · черна пешка на бяло поле g4 · бяла пешка на черно поле e3 · бял цар на черно поле g3 · бял офицер на бяло поле h3 · бяла пешка на бяло поле a2 · бяла пешка на черно поле b2 · черен топ на черно поле d2 · черен топ на черно поле c1 | черна пешка на бяло поле b7 · черен цар на бяло поле f7 · черна пешка на бяло поле a6 · черна пешка на бяло поле c6 · черен кон на черно поле f6 · бяла дама на черно поле e5 · черна пешка на бяло поле g4 · бяла пешка на черно поле e3 · бял цар на черно поле g3 · бял офицер на бяло поле h3 · бяла пешка на бяло поле a2 · бяла пешка на черно поле b2 · черен топ на черно поле d2 · черен топ на черно поле c1 | черна пешка на бяло поле b7 · черен цар на бяло поле f7 · черна пешка на бяло поле a6 · черна пешка на бяло поле c6 · черен кон на черно поле f6 · бяла дама на черно поле e5 · черна пешка на бяло поле g4 · бяла пешка на черно поле e3 · бял цар на черно поле g3 · бял офицер на бяло поле h3 · бяла пешка на бяло поле a2 · бяла пешка на черно поле b2 · черен топ на черно поле d2 · черен топ на черно поле c1 | черна пешка на бяло поле b7 · черен цар на бяло поле f7 · черна пешка на бяло поле a6 · черна пешка на бяло поле c6 · черен кон на черно поле f6 · бяла дама на черно поле e5 · черна пешка на бяло поле g4 · бяла пешка на черно поле e3 · бял цар на черно поле g3 · бял офицер на бяло поле h3 · бяла пешка на бяло поле a2 · бяла пешка на черно поле b2 · черен топ на черно поле d2 · черен топ на черно поле c1 | черна пешка на бяло поле b7 · черен цар на бяло поле f7 · черна пешка на бяло поле a6 · черна пешка на бяло поле c6 · черен кон на черно поле f6 · бяла дама на черно поле e5 · черна пешка на бяло поле g4 · бяла пешка на черно поле e3 · бял цар на черно поле g3 · бял офицер на бяло поле h3 · бяла пешка на бяло поле a2 · бяла пешка на черно поле b2 · черен топ на черно поле d2 · черен топ на черно поле c1 | 6 |
| 5 | черна пешка на бяло поле b7 · черен цар на бяло поле f7 · черна пешка на бяло поле a6 · черна пешка на бяло поле c6 · черен кон на черно поле f6 · бяла дама на черно поле e5 · черна пешка на бяло поле g4 · бяла пешка на черно поле e3 · бял цар на черно поле g3 · бял офицер на бяло поле h3 · бяла пешка на бяло поле a2 · бяла пешка на черно поле b2 · черен топ на черно поле d2 · черен топ на черно поле c1 | черна пешка на бяло поле b7 · черен цар на бяло поле f7 · черна пешка на бяло поле a6 · черна пешка на бяло поле c6 · черен кон на черно поле f6 · бяла дама на черно поле e5 · черна пешка на бяло поле g4 · бяла пешка на черно поле e3 · бял цар на черно поле g3 · бял офицер на бяло поле h3 · бяла пешка на бяло поле a2 · бяла пешка на черно поле b2 · черен топ на черно поле d2 · черен топ на черно поле c1 | черна пешка на бяло поле b7 · черен цар на бяло поле f7 · черна пешка на бяло поле a6 · черна пешка на бяло поле c6 · черен кон на черно поле f6 · бяла дама на черно поле e5 · черна пешка на бяло поле g4 · бяла пешка на черно поле e3 · бял цар на черно поле g3 · бял офицер на бяло поле h3 · бяла пешка на бяло поле a2 · бяла пешка на черно поле b2 · черен топ на черно поле d2 · черен топ на черно поле c1 | черна пешка на бяло поле b7 · черен цар на бяло поле f7 · черна пешка на бяло поле a6 · черна пешка на бяло поле c6 · черен кон на черно поле f6 · бяла дама на черно поле e5 · черна пешка на бяло поле g4 · бяла пешка на черно поле e3 · бял цар на черно поле g3 · бял офицер на бяло поле h3 · бяла пешка на бяло поле a2 · бяла пешка на черно поле b2 · черен топ на черно поле d2 · черен топ на черно поле c1 | черна пешка на бяло поле b7 · черен цар на бяло поле f7 · черна пешка на бяло поле a6 · черна пешка на бяло поле c6 · черен кон на черно поле f6 · бяла дама на черно поле e5 · черна пешка на бяло поле g4 · бяла пешка на черно поле e3 · бял цар на черно поле g3 · бял офицер на бяло поле h3 · бяла пешка на бяло поле a2 · бяла пешка на черно поле b2 · черен топ на черно поле d2 · черен топ на черно поле c1 | черна пешка на бяло поле b7 · черен цар на бяло поле f7 · черна пешка на бяло поле a6 · черна пешка на бяло поле c6 · черен кон на черно поле f6 · бяла дама на черно поле e5 · черна пешка на бяло поле g4 · бяла пешка на черно поле e3 · бял цар на черно поле g3 · бял офицер на бяло поле h3 · бяла пешка на бяло поле a2 · бяла пешка на черно поле b2 · черен топ на черно поле d2 · черен топ на черно поле c1 | черна пешка на бяло поле b7 · черен цар на бяло поле f7 · черна пешка на бяло поле a6 · черна пешка на бяло поле c6 · черен кон на черно поле f6 · бяла дама на черно поле e5 · черна пешка на бяло поле g4 · бяла пешка на черно поле e3 · бял цар на черно поле g3 · бял офицер на бяло поле h3 · бяла пешка на бяло поле a2 · бяла пешка на черно поле b2 · черен топ на черно поле d2 · черен топ на черно поле c1 | черна пешка на бяло поле b7 · черен цар на бяло поле f7 · черна пешка на бяло поле a6 · черна пешка на бяло поле c6 · черен кон на черно поле f6 · бяла дама на черно поле e5 · черна пешка на бяло поле g4 · бяла пешка на черно поле e3 · бял цар на черно поле g3 · бял офицер на бяло поле h3 · бяла пешка на бяло поле a2 · бяла пешка на черно поле b2 · черен топ на черно поле d2 · черен топ на черно поле c1 | 5 |
| 4 | черна пешка на бяло поле b7 · черен цар на бяло поле f7 · черна пешка на бяло поле a6 · черна пешка на бяло поле c6 · черен кон на черно поле f6 · бяла дама на черно поле e5 · черна пешка на бяло поле g4 · бяла пешка на черно поле e3 · бял цар на черно поле g3 · бял офицер на бяло поле h3 · бяла пешка на бяло поле a2 · бяла пешка на черно поле b2 · черен топ на черно поле d2 · черен топ на черно поле c1 | черна пешка на бяло поле b7 · черен цар на бяло поле f7 · черна пешка на бяло поле a6 · черна пешка на бяло поле c6 · черен кон на черно поле f6 · бяла дама на черно поле e5 · черна пешка на бяло поле g4 · бяла пешка на черно поле e3 · бял цар на черно поле g3 · бял офицер на бяло поле h3 · бяла пешка на бяло поле a2 · бяла пешка на черно поле b2 · черен топ на черно поле d2 · черен топ на черно поле c1 | черна пешка на бяло поле b7 · черен цар на бяло поле f7 · черна пешка на бяло поле a6 · черна пешка на бяло поле c6 · черен кон на черно поле f6 · бяла дама на черно поле e5 · черна пешка на бяло поле g4 · бяла пешка на черно поле e3 · бял цар на черно поле g3 · бял офицер на бяло поле h3 · бяла пешка на бяло поле a2 · бяла пешка на черно поле b2 · черен топ на черно поле d2 · черен топ на черно поле c1 | черна пешка на бяло поле b7 · черен цар на бяло поле f7 · черна пешка на бяло поле a6 · черна пешка на бяло поле c6 · черен кон на черно поле f6 · бяла дама на черно поле e5 · черна пешка на бяло поле g4 · бяла пешка на черно поле e3 · бял цар на черно поле g3 · бял офицер на бяло поле h3 · бяла пешка на бяло поле a2 · бяла пешка на черно поле b2 · черен топ на черно поле d2 · черен топ на черно поле c1 | черна пешка на бяло поле b7 · черен цар на бяло поле f7 · черна пешка на бяло поле a6 · черна пешка на бяло поле c6 · черен кон на черно поле f6 · бяла дама на черно поле e5 · черна пешка на бяло поле g4 · бяла пешка на черно поле e3 · бял цар на черно поле g3 · бял офицер на бяло поле h3 · бяла пешка на бяло поле a2 · бяла пешка на черно поле b2 · черен топ на черно поле d2 · черен топ на черно поле c1 | черна пешка на бяло поле b7 · черен цар на бяло поле f7 · черна пешка на бяло поле a6 · черна пешка на бяло поле c6 · черен кон на черно поле f6 · бяла дама на черно поле e5 · черна пешка на бяло поле g4 · бяла пешка на черно поле e3 · бял цар на черно поле g3 · бял офицер на бяло поле h3 · бяла пешка на бяло поле a2 · бяла пешка на черно поле b2 · черен топ на черно поле d2 · черен топ на черно поле c1 | черна пешка на бяло поле b7 · черен цар на бяло поле f7 · черна пешка на бяло поле a6 · черна пешка на бяло поле c6 · черен кон на черно поле f6 · бяла дама на черно поле e5 · черна пешка на бяло поле g4 · бяла пешка на черно поле e3 · бял цар на черно поле g3 · бял офицер на бяло поле h3 · бяла пешка на бяло поле a2 · бяла пешка на черно поле b2 · черен топ на черно поле d2 · черен топ на черно поле c1 | черна пешка на бяло поле b7 · черен цар на бяло поле f7 · черна пешка на бяло поле a6 · черна пешка на бяло поле c6 · черен кон на черно поле f6 · бяла дама на черно поле e5 · черна пешка на бяло поле g4 · бяла пешка на черно поле e3 · бял цар на черно поле g3 · бял офицер на бяло поле h3 · бяла пешка на бяло поле a2 · бяла пешка на черно поле b2 · черен топ на черно поле d2 · черен топ на черно поле c1 | 4 |
| 3 | черна пешка на бяло поле b7 · черен цар на бяло поле f7 · черна пешка на бяло поле a6 · черна пешка на бяло поле c6 · черен кон на черно поле f6 · бяла дама на черно поле e5 · черна пешка на бяло поле g4 · бяла пешка на черно поле e3 · бял цар на черно поле g3 · бял офицер на бяло поле h3 · бяла пешка на бяло поле a2 · бяла пешка на черно поле b2 · черен топ на черно поле d2 · черен топ на черно поле c1 | черна пешка на бяло поле b7 · черен цар на бяло поле f7 · черна пешка на бяло поле a6 · черна пешка на бяло поле c6 · черен кон на черно поле f6 · бяла дама на черно поле e5 · черна пешка на бяло поле g4 · бяла пешка на черно поле e3 · бял цар на черно поле g3 · бял офицер на бяло поле h3 · бяла пешка на бяло поле a2 · бяла пешка на черно поле b2 · черен топ на черно поле d2 · черен топ на черно поле c1 | черна пешка на бяло поле b7 · черен цар на бяло поле f7 · черна пешка на бяло поле a6 · черна пешка на бяло поле c6 · черен кон на черно поле f6 · бяла дама на черно поле e5 · черна пешка на бяло поле g4 · бяла пешка на черно поле e3 · бял цар на черно поле g3 · бял офицер на бяло поле h3 · бяла пешка на бяло поле a2 · бяла пешка на черно поле b2 · черен топ на черно поле d2 · черен топ на черно поле c1 | черна пешка на бяло поле b7 · черен цар на бяло поле f7 · черна пешка на бяло поле a6 · черна пешка на бяло поле c6 · черен кон на черно поле f6 · бяла дама на черно поле e5 · черна пешка на бяло поле g4 · бяла пешка на черно поле e3 · бял цар на черно поле g3 · бял офицер на бяло поле h3 · бяла пешка на бяло поле a2 · бяла пешка на черно поле b2 · черен топ на черно поле d2 · черен топ на черно поле c1 | черна пешка на бяло поле b7 · черен цар на бяло поле f7 · черна пешка на бяло поле a6 · черна пешка на бяло поле c6 · черен кон на черно поле f6 · бяла дама на черно поле e5 · черна пешка на бяло поле g4 · бяла пешка на черно поле e3 · бял цар на черно поле g3 · бял офицер на бяло поле h3 · бяла пешка на бяло поле a2 · бяла пешка на черно поле b2 · черен топ на черно поле d2 · черен топ на черно поле c1 | черна пешка на бяло поле b7 · черен цар на бяло поле f7 · черна пешка на бяло поле a6 · черна пешка на бяло поле c6 · черен кон на черно поле f6 · бяла дама на черно поле e5 · черна пешка на бяло поле g4 · бяла пешка на черно поле e3 · бял цар на черно поле g3 · бял офицер на бяло поле h3 · бяла пешка на бяло поле a2 · бяла пешка на черно поле b2 · черен топ на черно поле d2 · черен топ на черно поле c1 | черна пешка на бяло поле b7 · черен цар на бяло поле f7 · черна пешка на бяло поле a6 · черна пешка на бяло поле c6 · черен кон на черно поле f6 · бяла дама на черно поле e5 · черна пешка на бяло поле g4 · бяла пешка на черно поле e3 · бял цар на черно поле g3 · бял офицер на бяло поле h3 · бяла пешка на бяло поле a2 · бяла пешка на черно поле b2 · черен топ на черно поле d2 · черен топ на черно поле c1 | черна пешка на бяло поле b7 · черен цар на бяло поле f7 · черна пешка на бяло поле a6 · черна пешка на бяло поле c6 · черен кон на черно поле f6 · бяла дама на черно поле e5 · черна пешка на бяло поле g4 · бяла пешка на черно поле e3 · бял цар на черно поле g3 · бял офицер на бяло поле h3 · бяла пешка на бяло поле a2 · бяла пешка на черно поле b2 · черен топ на черно поле d2 · черен топ на черно поле c1 | 3 |
| 2 | черна пешка на бяло поле b7 · черен цар на бяло поле f7 · черна пешка на бяло поле a6 · черна пешка на бяло поле c6 · черен кон на черно поле f6 · бяла дама на черно поле e5 · черна пешка на бяло поле g4 · бяла пешка на черно поле e3 · бял цар на черно поле g3 · бял офицер на бяло поле h3 · бяла пешка на бяло поле a2 · бяла пешка на черно поле b2 · черен топ на черно поле d2 · черен топ на черно поле c1 | черна пешка на бяло поле b7 · черен цар на бяло поле f7 · черна пешка на бяло поле a6 · черна пешка на бяло поле c6 · черен кон на черно поле f6 · бяла дама на черно поле e5 · черна пешка на бяло поле g4 · бяла пешка на черно поле e3 · бял цар на черно поле g3 · бял офицер на бяло поле h3 · бяла пешка на бяло поле a2 · бяла пешка на черно поле b2 · черен топ на черно поле d2 · черен топ на черно поле c1 | черна пешка на бяло поле b7 · черен цар на бяло поле f7 · черна пешка на бяло поле a6 · черна пешка на бяло поле c6 · черен кон на черно поле f6 · бяла дама на черно поле e5 · черна пешка на бяло поле g4 · бяла пешка на черно поле e3 · бял цар на черно поле g3 · бял офицер на бяло поле h3 · бяла пешка на бяло поле a2 · бяла пешка на черно поле b2 · черен топ на черно поле d2 · черен топ на черно поле c1 | черна пешка на бяло поле b7 · черен цар на бяло поле f7 · черна пешка на бяло поле a6 · черна пешка на бяло поле c6 · черен кон на черно поле f6 · бяла дама на черно поле e5 · черна пешка на бяло поле g4 · бяла пешка на черно поле e3 · бял цар на черно поле g3 · бял офицер на бяло поле h3 · бяла пешка на бяло поле a2 · бяла пешка на черно поле b2 · черен топ на черно поле d2 · черен топ на черно поле c1 | черна пешка на бяло поле b7 · черен цар на бяло поле f7 · черна пешка на бяло поле a6 · черна пешка на бяло поле c6 · черен кон на черно поле f6 · бяла дама на черно поле e5 · черна пешка на бяло поле g4 · бяла пешка на черно поле e3 · бял цар на черно поле g3 · бял офицер на бяло поле h3 · бяла пешка на бяло поле a2 · бяла пешка на черно поле b2 · черен топ на черно поле d2 · черен топ на черно поле c1 | черна пешка на бяло поле b7 · черен цар на бяло поле f7 · черна пешка на бяло поле a6 · черна пешка на бяло поле c6 · черен кон на черно поле f6 · бяла дама на черно поле e5 · черна пешка на бяло поле g4 · бяла пешка на черно поле e3 · бял цар на черно поле g3 · бял офицер на бяло поле h3 · бяла пешка на бяло поле a2 · бяла пешка на черно поле b2 · черен топ на черно поле d2 · черен топ на черно поле c1 | черна пешка на бяло поле b7 · черен цар на бяло поле f7 · черна пешка на бяло поле a6 · черна пешка на бяло поле c6 · черен кон на черно поле f6 · бяла дама на черно поле e5 · черна пешка на бяло поле g4 · бяла пешка на черно поле e3 · бял цар на черно поле g3 · бял офицер на бяло поле h3 · бяла пешка на бяло поле a2 · бяла пешка на черно поле b2 · черен топ на черно поле d2 · черен топ на черно поле c1 | черна пешка на бяло поле b7 · черен цар на бяло поле f7 · черна пешка на бяло поле a6 · черна пешка на бяло поле c6 · черен кон на черно поле f6 · бяла дама на черно поле e5 · черна пешка на бяло поле g4 · бяла пешка на черно поле e3 · бял цар на черно поле g3 · бял офицер на бяло поле h3 · бяла пешка на бяло поле a2 · бяла пешка на черно поле b2 · черен топ на черно поле d2 · черен топ на черно поле c1 | 2 |
| 1 | черна пешка на бяло поле b7 · черен цар на бяло поле f7 · черна пешка на бяло поле a6 · черна пешка на бяло поле c6 · черен кон на черно поле f6 · бяла дама на черно поле e5 · черна пешка на бяло поле g4 · бяла пешка на черно поле e3 · бял цар на черно поле g3 · бял офицер на бяло поле h3 · бяла пешка на бяло поле a2 · бяла пешка на черно поле b2 · черен топ на черно поле d2 · черен топ на черно поле c1 | черна пешка на бяло поле b7 · черен цар на бяло поле f7 · черна пешка на бяло поле a6 · черна пешка на бяло поле c6 · черен кон на черно поле f6 · бяла дама на черно поле e5 · черна пешка на бяло поле g4 · бяла пешка на черно поле e3 · бял цар на черно поле g3 · бял офицер на бяло поле h3 · бяла пешка на бяло поле a2 · бяла пешка на черно поле b2 · черен топ на черно поле d2 · черен топ на черно поле c1 | черна пешка на бяло поле b7 · черен цар на бяло поле f7 · черна пешка на бяло поле a6 · черна пешка на бяло поле c6 · черен кон на черно поле f6 · бяла дама на черно поле e5 · черна пешка на бяло поле g4 · бяла пешка на черно поле e3 · бял цар на черно поле g3 · бял офицер на бяло поле h3 · бяла пешка на бяло поле a2 · бяла пешка на черно поле b2 · черен топ на черно поле d2 · черен топ на черно поле c1 | черна пешка на бяло поле b7 · черен цар на бяло поле f7 · черна пешка на бяло поле a6 · черна пешка на бяло поле c6 · черен кон на черно поле f6 · бяла дама на черно поле e5 · черна пешка на бяло поле g4 · бяла пешка на черно поле e3 · бял цар на черно поле g3 · бял офицер на бяло поле h3 · бяла пешка на бяло поле a2 · бяла пешка на черно поле b2 · черен топ на черно поле d2 · черен топ на черно поле c1 | черна пешка на бяло поле b7 · черен цар на бяло поле f7 · черна пешка на бяло поле a6 · черна пешка на бяло поле c6 · черен кон на черно поле f6 · бяла дама на черно поле e5 · черна пешка на бяло поле g4 · бяла пешка на черно поле e3 · бял цар на черно поле g3 · бял офицер на бяло поле h3 · бяла пешка на бяло поле a2 · бяла пешка на черно поле b2 · черен топ на черно поле d2 · черен топ на черно поле c1 | черна пешка на бяло поле b7 · черен цар на бяло поле f7 · черна пешка на бяло поле a6 · черна пешка на бяло поле c6 · черен кон на черно поле f6 · бяла дама на черно поле e5 · черна пешка на бяло поле g4 · бяла пешка на черно поле e3 · бял цар на черно поле g3 · бял офицер на бяло поле h3 · бяла пешка на бяло поле a2 · бяла пешка на черно поле b2 · черен топ на черно поле d2 · черен топ на черно поле c1 | черна пешка на бяло поле b7 · черен цар на бяло поле f7 · черна пешка на бяло поле a6 · черна пешка на бяло поле c6 · черен кон на черно поле f6 · бяла дама на черно поле e5 · черна пешка на бяло поле g4 · бяла пешка на черно поле e3 · бял цар на черно поле g3 · бял офицер на бяло поле h3 · бяла пешка на бяло поле a2 · бяла пешка на черно поле b2 · черен топ на черно поле d2 · черен топ на черно поле c1 | черна пешка на бяло поле b7 · черен цар на бяло поле f7 · черна пешка на бяло поле a6 · черна пешка на бяло поле c6 · черен кон на черно поле f6 · бяла дама на черно поле e5 · черна пешка на бяло поле g4 · бяла пешка на черно поле e3 · бял цар на черно поле g3 · бял офицер на бяло поле h3 · бяла пешка на бяло поле a2 · бяла пешка на черно поле b2 · черен топ на черно поле d2 · черен топ на черно поле c1 | 1 |
|   | a | b | c | d | e | f | g | h |   |

|   | a | b | c | d | e | f | g | h |   |
| 8 | бяла пешка на черно поле a7 · черен цар на черно поле f6 · бял топ на бяло поле h5 · черна пешка на бяло поле g4 · черна пешка на черно поле h4 · черен офицер на черно поле f2 · бяла пешка на бяло поле g2 · бял цар на черно поле h2 · черен топ на черно поле a1 | бяла пешка на черно поле a7 · черен цар на черно поле f6 · бял топ на бяло поле h5 · черна пешка на бяло поле g4 · черна пешка на черно поле h4 · черен офицер на черно поле f2 · бяла пешка на бяло поле g2 · бял цар на черно поле h2 · черен топ на черно поле a1 | бяла пешка на черно поле a7 · черен цар на черно поле f6 · бял топ на бяло поле h5 · черна пешка на бяло поле g4 · черна пешка на черно поле h4 · черен офицер на черно поле f2 · бяла пешка на бяло поле g2 · бял цар на черно поле h2 · черен топ на черно поле a1 | бяла пешка на черно поле a7 · черен цар на черно поле f6 · бял топ на бяло поле h5 · черна пешка на бяло поле g4 · черна пешка на черно поле h4 · черен офицер на черно поле f2 · бяла пешка на бяло поле g2 · бял цар на черно поле h2 · черен топ на черно поле a1 | бяла пешка на черно поле a7 · черен цар на черно поле f6 · бял топ на бяло поле h5 · черна пешка на бяло поле g4 · черна пешка на черно поле h4 · черен офицер на черно поле f2 · бяла пешка на бяло поле g2 · бял цар на черно поле h2 · черен топ на черно поле a1 | бяла пешка на черно поле a7 · черен цар на черно поле f6 · бял топ на бяло поле h5 · черна пешка на бяло поле g4 · черна пешка на черно поле h4 · черен офицер на черно поле f2 · бяла пешка на бяло поле g2 · бял цар на черно поле h2 · черен топ на черно поле a1 | бяла пешка на черно поле a7 · черен цар на черно поле f6 · бял топ на бяло поле h5 · черна пешка на бяло поле g4 · черна пешка на черно поле h4 · черен офицер на черно поле f2 · бяла пешка на бяло поле g2 · бял цар на черно поле h2 · черен топ на черно поле a1 | бяла пешка на черно поле a7 · черен цар на черно поле f6 · бял топ на бяло поле h5 · черна пешка на бяло поле g4 · черна пешка на черно поле h4 · черен офицер на черно поле f2 · бяла пешка на бяло поле g2 · бял цар на черно поле h2 · черен топ на черно поле a1 | 8 |
| 7 | бяла пешка на черно поле a7 · черен цар на черно поле f6 · бял топ на бяло поле h5 · черна пешка на бяло поле g4 · черна пешка на черно поле h4 · черен офицер на черно поле f2 · бяла пешка на бяло поле g2 · бял цар на черно поле h2 · черен топ на черно поле a1 | бяла пешка на черно поле a7 · черен цар на черно поле f6 · бял топ на бяло поле h5 · черна пешка на бяло поле g4 · черна пешка на черно поле h4 · черен офицер на черно поле f2 · бяла пешка на бяло поле g2 · бял цар на черно поле h2 · черен топ на черно поле a1 | бяла пешка на черно поле a7 · черен цар на черно поле f6 · бял топ на бяло поле h5 · черна пешка на бяло поле g4 · черна пешка на черно поле h4 · черен офицер на черно поле f2 · бяла пешка на бяло поле g2 · бял цар на черно поле h2 · черен топ на черно поле a1 | бяла пешка на черно поле a7 · черен цар на черно поле f6 · бял топ на бяло поле h5 · черна пешка на бяло поле g4 · черна пешка на черно поле h4 · черен офицер на черно поле f2 · бяла пешка на бяло поле g2 · бял цар на черно поле h2 · черен топ на черно поле a1 | бяла пешка на черно поле a7 · черен цар на черно поле f6 · бял топ на бяло поле h5 · черна пешка на бяло поле g4 · черна пешка на черно поле h4 · черен офицер на черно поле f2 · бяла пешка на бяло поле g2 · бял цар на черно поле h2 · черен топ на черно поле a1 | бяла пешка на черно поле a7 · черен цар на черно поле f6 · бял топ на бяло поле h5 · черна пешка на бяло поле g4 · черна пешка на черно поле h4 · черен офицер на черно поле f2 · бяла пешка на бяло поле g2 · бял цар на черно поле h2 · черен топ на черно поле a1 | бяла пешка на черно поле a7 · черен цар на черно поле f6 · бял топ на бяло поле h5 · черна пешка на бяло поле g4 · черна пешка на черно поле h4 · черен офицер на черно поле f2 · бяла пешка на бяло поле g2 · бял цар на черно поле h2 · черен топ на черно поле a1 | бяла пешка на черно поле a7 · черен цар на черно поле f6 · бял топ на бяло поле h5 · черна пешка на бяло поле g4 · черна пешка на черно поле h4 · черен офицер на черно поле f2 · бяла пешка на бяло поле g2 · бял цар на черно поле h2 · черен топ на черно поле a1 | 7 |
| 6 | бяла пешка на черно поле a7 · черен цар на черно поле f6 · бял топ на бяло поле h5 · черна пешка на бяло поле g4 · черна пешка на черно поле h4 · черен офицер на черно поле f2 · бяла пешка на бяло поле g2 · бял цар на черно поле h2 · черен топ на черно поле a1 | бяла пешка на черно поле a7 · черен цар на черно поле f6 · бял топ на бяло поле h5 · черна пешка на бяло поле g4 · черна пешка на черно поле h4 · черен офицер на черно поле f2 · бяла пешка на бяло поле g2 · бял цар на черно поле h2 · черен топ на черно поле a1 | бяла пешка на черно поле a7 · черен цар на черно поле f6 · бял топ на бяло поле h5 · черна пешка на бяло поле g4 · черна пешка на черно поле h4 · черен офицер на черно поле f2 · бяла пешка на бяло поле g2 · бял цар на черно поле h2 · черен топ на черно поле a1 | бяла пешка на черно поле a7 · черен цар на черно поле f6 · бял топ на бяло поле h5 · черна пешка на бяло поле g4 · черна пешка на черно поле h4 · черен офицер на черно поле f2 · бяла пешка на бяло поле g2 · бял цар на черно поле h2 · черен топ на черно поле a1 | бяла пешка на черно поле a7 · черен цар на черно поле f6 · бял топ на бяло поле h5 · черна пешка на бяло поле g4 · черна пешка на черно поле h4 · черен офицер на черно поле f2 · бяла пешка на бяло поле g2 · бял цар на черно поле h2 · черен топ на черно поле a1 | бяла пешка на черно поле a7 · черен цар на черно поле f6 · бял топ на бяло поле h5 · черна пешка на бяло поле g4 · черна пешка на черно поле h4 · черен офицер на черно поле f2 · бяла пешка на бяло поле g2 · бял цар на черно поле h2 · черен топ на черно поле a1 | бяла пешка на черно поле a7 · черен цар на черно поле f6 · бял топ на бяло поле h5 · черна пешка на бяло поле g4 · черна пешка на черно поле h4 · черен офицер на черно поле f2 · бяла пешка на бяло поле g2 · бял цар на черно поле h2 · черен топ на черно поле a1 | бяла пешка на черно поле a7 · черен цар на черно поле f6 · бял топ на бяло поле h5 · черна пешка на бяло поле g4 · черна пешка на черно поле h4 · черен офицер на черно поле f2 · бяла пешка на бяло поле g2 · бял цар на черно поле h2 · черен топ на черно поле a1 | 6 |
| 5 | бяла пешка на черно поле a7 · черен цар на черно поле f6 · бял топ на бяло поле h5 · черна пешка на бяло поле g4 · черна пешка на черно поле h4 · черен офицер на черно поле f2 · бяла пешка на бяло поле g2 · бял цар на черно поле h2 · черен топ на черно поле a1 | бяла пешка на черно поле a7 · черен цар на черно поле f6 · бял топ на бяло поле h5 · черна пешка на бяло поле g4 · черна пешка на черно поле h4 · черен офицер на черно поле f2 · бяла пешка на бяло поле g2 · бял цар на черно поле h2 · черен топ на черно поле a1 | бяла пешка на черно поле a7 · черен цар на черно поле f6 · бял топ на бяло поле h5 · черна пешка на бяло поле g4 · черна пешка на черно поле h4 · черен офицер на черно поле f2 · бяла пешка на бяло поле g2 · бял цар на черно поле h2 · черен топ на черно поле a1 | бяла пешка на черно поле a7 · черен цар на черно поле f6 · бял топ на бяло поле h5 · черна пешка на бяло поле g4 · черна пешка на черно поле h4 · черен офицер на черно поле f2 · бяла пешка на бяло поле g2 · бял цар на черно поле h2 · черен топ на черно поле a1 | бяла пешка на черно поле a7 · черен цар на черно поле f6 · бял топ на бяло поле h5 · черна пешка на бяло поле g4 · черна пешка на черно поле h4 · черен офицер на черно поле f2 · бяла пешка на бяло поле g2 · бял цар на черно поле h2 · черен топ на черно поле a1 | бяла пешка на черно поле a7 · черен цар на черно поле f6 · бял топ на бяло поле h5 · черна пешка на бяло поле g4 · черна пешка на черно поле h4 · черен офицер на черно поле f2 · бяла пешка на бяло поле g2 · бял цар на черно поле h2 · черен топ на черно поле a1 | бяла пешка на черно поле a7 · черен цар на черно поле f6 · бял топ на бяло поле h5 · черна пешка на бяло поле g4 · черна пешка на черно поле h4 · черен офицер на черно поле f2 · бяла пешка на бяло поле g2 · бял цар на черно поле h2 · черен топ на черно поле a1 | бяла пешка на черно поле a7 · черен цар на черно поле f6 · бял топ на бяло поле h5 · черна пешка на бяло поле g4 · черна пешка на черно поле h4 · черен офицер на черно поле f2 · бяла пешка на бяло поле g2 · бял цар на черно поле h2 · черен топ на черно поле a1 | 5 |
| 4 | бяла пешка на черно поле a7 · черен цар на черно поле f6 · бял топ на бяло поле h5 · черна пешка на бяло поле g4 · черна пешка на черно поле h4 · черен офицер на черно поле f2 · бяла пешка на бяло поле g2 · бял цар на черно поле h2 · черен топ на черно поле a1 | бяла пешка на черно поле a7 · черен цар на черно поле f6 · бял топ на бяло поле h5 · черна пешка на бяло поле g4 · черна пешка на черно поле h4 · черен офицер на черно поле f2 · бяла пешка на бяло поле g2 · бял цар на черно поле h2 · черен топ на черно поле a1 | бяла пешка на черно поле a7 · черен цар на черно поле f6 · бял топ на бяло поле h5 · черна пешка на бяло поле g4 · черна пешка на черно поле h4 · черен офицер на черно поле f2 · бяла пешка на бяло поле g2 · бял цар на черно поле h2 · черен топ на черно поле a1 | бяла пешка на черно поле a7 · черен цар на черно поле f6 · бял топ на бяло поле h5 · черна пешка на бяло поле g4 · черна пешка на черно поле h4 · черен офицер на черно поле f2 · бяла пешка на бяло поле g2 · бял цар на черно поле h2 · черен топ на черно поле a1 | бяла пешка на черно поле a7 · черен цар на черно поле f6 · бял топ на бяло поле h5 · черна пешка на бяло поле g4 · черна пешка на черно поле h4 · черен офицер на черно поле f2 · бяла пешка на бяло поле g2 · бял цар на черно поле h2 · черен топ на черно поле a1 | бяла пешка на черно поле a7 · черен цар на черно поле f6 · бял топ на бяло поле h5 · черна пешка на бяло поле g4 · черна пешка на черно поле h4 · черен офицер на черно поле f2 · бяла пешка на бяло поле g2 · бял цар на черно поле h2 · черен топ на черно поле a1 | бяла пешка на черно поле a7 · черен цар на черно поле f6 · бял топ на бяло поле h5 · черна пешка на бяло поле g4 · черна пешка на черно поле h4 · черен офицер на черно поле f2 · бяла пешка на бяло поле g2 · бял цар на черно поле h2 · черен топ на черно поле a1 | бяла пешка на черно поле a7 · черен цар на черно поле f6 · бял топ на бяло поле h5 · черна пешка на бяло поле g4 · черна пешка на черно поле h4 · черен офицер на черно поле f2 · бяла пешка на бяло поле g2 · бял цар на черно поле h2 · черен топ на черно поле a1 | 4 |
| 3 | бяла пешка на черно поле a7 · черен цар на черно поле f6 · бял топ на бяло поле h5 · черна пешка на бяло поле g4 · черна пешка на черно поле h4 · черен офицер на черно поле f2 · бяла пешка на бяло поле g2 · бял цар на черно поле h2 · черен топ на черно поле a1 | бяла пешка на черно поле a7 · черен цар на черно поле f6 · бял топ на бяло поле h5 · черна пешка на бяло поле g4 · черна пешка на черно поле h4 · черен офицер на черно поле f2 · бяла пешка на бяло поле g2 · бял цар на черно поле h2 · черен топ на черно поле a1 | бяла пешка на черно поле a7 · черен цар на черно поле f6 · бял топ на бяло поле h5 · черна пешка на бяло поле g4 · черна пешка на черно поле h4 · черен офицер на черно поле f2 · бяла пешка на бяло поле g2 · бял цар на черно поле h2 · черен топ на черно поле a1 | бяла пешка на черно поле a7 · черен цар на черно поле f6 · бял топ на бяло поле h5 · черна пешка на бяло поле g4 · черна пешка на черно поле h4 · черен офицер на черно поле f2 · бяла пешка на бяло поле g2 · бял цар на черно поле h2 · черен топ на черно поле a1 | бяла пешка на черно поле a7 · черен цар на черно поле f6 · бял топ на бяло поле h5 · черна пешка на бяло поле g4 · черна пешка на черно поле h4 · черен офицер на черно поле f2 · бяла пешка на бяло поле g2 · бял цар на черно поле h2 · черен топ на черно поле a1 | бяла пешка на черно поле a7 · черен цар на черно поле f6 · бял топ на бяло поле h5 · черна пешка на бяло поле g4 · черна пешка на черно поле h4 · черен офицер на черно поле f2 · бяла пешка на бяло поле g2 · бял цар на черно поле h2 · черен топ на черно поле a1 | бяла пешка на черно поле a7 · черен цар на черно поле f6 · бял топ на бяло поле h5 · черна пешка на бяло поле g4 · черна пешка на черно поле h4 · черен офицер на черно поле f2 · бяла пешка на бяло поле g2 · бял цар на черно поле h2 · черен топ на черно поле a1 | бяла пешка на черно поле a7 · черен цар на черно поле f6 · бял топ на бяло поле h5 · черна пешка на бяло поле g4 · черна пешка на черно поле h4 · черен офицер на черно поле f2 · бяла пешка на бяло поле g2 · бял цар на черно поле h2 · черен топ на черно поле a1 | 3 |
| 2 | бяла пешка на черно поле a7 · черен цар на черно поле f6 · бял топ на бяло поле h5 · черна пешка на бяло поле g4 · черна пешка на черно поле h4 · черен офицер на черно поле f2 · бяла пешка на бяло поле g2 · бял цар на черно поле h2 · черен топ на черно поле a1 | бяла пешка на черно поле a7 · черен цар на черно поле f6 · бял топ на бяло поле h5 · черна пешка на бяло поле g4 · черна пешка на черно поле h4 · черен офицер на черно поле f2 · бяла пешка на бяло поле g2 · бял цар на черно поле h2 · черен топ на черно поле a1 | бяла пешка на черно поле a7 · черен цар на черно поле f6 · бял топ на бяло поле h5 · черна пешка на бяло поле g4 · черна пешка на черно поле h4 · черен офицер на черно поле f2 · бяла пешка на бяло поле g2 · бял цар на черно поле h2 · черен топ на черно поле a1 | бяла пешка на черно поле a7 · черен цар на черно поле f6 · бял топ на бяло поле h5 · черна пешка на бяло поле g4 · черна пешка на черно поле h4 · черен офицер на черно поле f2 · бяла пешка на бяло поле g2 · бял цар на черно поле h2 · черен топ на черно поле a1 | бяла пешка на черно поле a7 · черен цар на черно поле f6 · бял топ на бяло поле h5 · черна пешка на бяло поле g4 · черна пешка на черно поле h4 · черен офицер на черно поле f2 · бяла пешка на бяло поле g2 · бял цар на черно поле h2 · черен топ на черно поле a1 | бяла пешка на черно поле a7 · черен цар на черно поле f6 · бял топ на бяло поле h5 · черна пешка на бяло поле g4 · черна пешка на черно поле h4 · черен офицер на черно поле f2 · бяла пешка на бяло поле g2 · бял цар на черно поле h2 · черен топ на черно поле a1 | бяла пешка на черно поле a7 · черен цар на черно поле f6 · бял топ на бяло поле h5 · черна пешка на бяло поле g4 · черна пешка на черно поле h4 · черен офицер на черно поле f2 · бяла пешка на бяло поле g2 · бял цар на черно поле h2 · черен топ на черно поле a1 | бяла пешка на черно поле a7 · черен цар на черно поле f6 · бял топ на бяло поле h5 · черна пешка на бяло поле g4 · черна пешка на черно поле h4 · черен офицер на черно поле f2 · бяла пешка на бяло поле g2 · бял цар на черно поле h2 · черен топ на черно поле a1 | 2 |
| 1 | бяла пешка на черно поле a7 · черен цар на черно поле f6 · бял топ на бяло поле h5 · черна пешка на бяло поле g4 · черна пешка на черно поле h4 · черен офицер на черно поле f2 · бяла пешка на бяло поле g2 · бял цар на черно поле h2 · черен топ на черно поле a1 | бяла пешка на черно поле a7 · черен цар на черно поле f6 · бял топ на бяло поле h5 · черна пешка на бяло поле g4 · черна пешка на черно поле h4 · черен офицер на черно поле f2 · бяла пешка на бяло поле g2 · бял цар на черно поле h2 · черен топ на черно поле a1 | бяла пешка на черно поле a7 · черен цар на черно поле f6 · бял топ на бяло поле h5 · черна пешка на бяло поле g4 · черна пешка на черно поле h4 · черен офицер на черно поле f2 · бяла пешка на бяло поле g2 · бял цар на черно поле h2 · черен топ на черно поле a1 | бяла пешка на черно поле a7 · черен цар на черно поле f6 · бял топ на бяло поле h5 · черна пешка на бяло поле g4 · черна пешка на черно поле h4 · черен офицер на черно поле f2 · бяла пешка на бяло поле g2 · бял цар на черно поле h2 · черен топ на черно поле a1 | бяла пешка на черно поле a7 · черен цар на черно поле f6 · бял топ на бяло поле h5 · черна пешка на бяло поле g4 · черна пешка на черно поле h4 · черен офицер на черно поле f2 · бяла пешка на бяло поле g2 · бял цар на черно поле h2 · черен топ на черно поле a1 | бяла пешка на черно поле a7 · черен цар на черно поле f6 · бял топ на бяло поле h5 · черна пешка на бяло поле g4 · черна пешка на черно поле h4 · черен офицер на черно поле f2 · бяла пешка на бяло поле g2 · бял цар на черно поле h2 · черен топ на черно поле a1 | бяла пешка на черно поле a7 · черен цар на черно поле f6 · бял топ на бяло поле h5 · черна пешка на бяло поле g4 · черна пешка на черно поле h4 · черен офицер на черно поле f2 · бяла пешка на бяло поле g2 · бял цар на черно поле h2 · черен топ на черно поле a1 | бяла пешка на черно поле a7 · черен цар на черно поле f6 · бял топ на бяло поле h5 · черна пешка на бяло поле g4 · черна пешка на черно поле h4 · черен офицер на черно поле f2 · бяла пешка на бяло поле g2 · бял цар на черно поле h2 · черен топ на черно поле a1 | 1 |
|   | a | b | c | d | e | f | g | h |   |

|   | a | b | c | d | e | f | g | h |   |
| 8 | черен топ на черно поле b8 · черен цар на бяло поле g8 · черна пешка на бяло поле f7 · черна пешка на бяло поле h7 · черна пешка на бяло поле e6 · черна пешка на бяло поле g6 · бяла пешка на черно поле a5 · черна дама на черно поле e5 · бяла пешка на бяло поле f5 · бяла пешка на бяло поле e4 · черна пешка на бяло поле d3 · бяла дама на черно поле e3 · бял цар на черно поле f2 · бяла пешка на бяло поле g2 · бяла пешка на черно поле h2 · черен топ на черно поле c1 · бял офицер на бяло поле d1 | черен топ на черно поле b8 · черен цар на бяло поле g8 · черна пешка на бяло поле f7 · черна пешка на бяло поле h7 · черна пешка на бяло поле e6 · черна пешка на бяло поле g6 · бяла пешка на черно поле a5 · черна дама на черно поле e5 · бяла пешка на бяло поле f5 · бяла пешка на бяло поле e4 · черна пешка на бяло поле d3 · бяла дама на черно поле e3 · бял цар на черно поле f2 · бяла пешка на бяло поле g2 · бяла пешка на черно поле h2 · черен топ на черно поле c1 · бял офицер на бяло поле d1 | черен топ на черно поле b8 · черен цар на бяло поле g8 · черна пешка на бяло поле f7 · черна пешка на бяло поле h7 · черна пешка на бяло поле e6 · черна пешка на бяло поле g6 · бяла пешка на черно поле a5 · черна дама на черно поле e5 · бяла пешка на бяло поле f5 · бяла пешка на бяло поле e4 · черна пешка на бяло поле d3 · бяла дама на черно поле e3 · бял цар на черно поле f2 · бяла пешка на бяло поле g2 · бяла пешка на черно поле h2 · черен топ на черно поле c1 · бял офицер на бяло поле d1 | черен топ на черно поле b8 · черен цар на бяло поле g8 · черна пешка на бяло поле f7 · черна пешка на бяло поле h7 · черна пешка на бяло поле e6 · черна пешка на бяло поле g6 · бяла пешка на черно поле a5 · черна дама на черно поле e5 · бяла пешка на бяло поле f5 · бяла пешка на бяло поле e4 · черна пешка на бяло поле d3 · бяла дама на черно поле e3 · бял цар на черно поле f2 · бяла пешка на бяло поле g2 · бяла пешка на черно поле h2 · черен топ на черно поле c1 · бял офицер на бяло поле d1 | черен топ на черно поле b8 · черен цар на бяло поле g8 · черна пешка на бяло поле f7 · черна пешка на бяло поле h7 · черна пешка на бяло поле e6 · черна пешка на бяло поле g6 · бяла пешка на черно поле a5 · черна дама на черно поле e5 · бяла пешка на бяло поле f5 · бяла пешка на бяло поле e4 · черна пешка на бяло поле d3 · бяла дама на черно поле e3 · бял цар на черно поле f2 · бяла пешка на бяло поле g2 · бяла пешка на черно поле h2 · черен топ на черно поле c1 · бял офицер на бяло поле d1 | черен топ на черно поле b8 · черен цар на бяло поле g8 · черна пешка на бяло поле f7 · черна пешка на бяло поле h7 · черна пешка на бяло поле e6 · черна пешка на бяло поле g6 · бяла пешка на черно поле a5 · черна дама на черно поле e5 · бяла пешка на бяло поле f5 · бяла пешка на бяло поле e4 · черна пешка на бяло поле d3 · бяла дама на черно поле e3 · бял цар на черно поле f2 · бяла пешка на бяло поле g2 · бяла пешка на черно поле h2 · черен топ на черно поле c1 · бял офицер на бяло поле d1 | черен топ на черно поле b8 · черен цар на бяло поле g8 · черна пешка на бяло поле f7 · черна пешка на бяло поле h7 · черна пешка на бяло поле e6 · черна пешка на бяло поле g6 · бяла пешка на черно поле a5 · черна дама на черно поле e5 · бяла пешка на бяло поле f5 · бяла пешка на бяло поле e4 · черна пешка на бяло поле d3 · бяла дама на черно поле e3 · бял цар на черно поле f2 · бяла пешка на бяло поле g2 · бяла пешка на черно поле h2 · черен топ на черно поле c1 · бял офицер на бяло поле d1 | черен топ на черно поле b8 · черен цар на бяло поле g8 · черна пешка на бяло поле f7 · черна пешка на бяло поле h7 · черна пешка на бяло поле e6 · черна пешка на бяло поле g6 · бяла пешка на черно поле a5 · черна дама на черно поле e5 · бяла пешка на бяло поле f5 · бяла пешка на бяло поле e4 · черна пешка на бяло поле d3 · бяла дама на черно поле e3 · бял цар на черно поле f2 · бяла пешка на бяло поле g2 · бяла пешка на черно поле h2 · черен топ на черно поле c1 · бял офицер на бяло поле d1 | 8 |
| 7 | черен топ на черно поле b8 · черен цар на бяло поле g8 · черна пешка на бяло поле f7 · черна пешка на бяло поле h7 · черна пешка на бяло поле e6 · черна пешка на бяло поле g6 · бяла пешка на черно поле a5 · черна дама на черно поле e5 · бяла пешка на бяло поле f5 · бяла пешка на бяло поле e4 · черна пешка на бяло поле d3 · бяла дама на черно поле e3 · бял цар на черно поле f2 · бяла пешка на бяло поле g2 · бяла пешка на черно поле h2 · черен топ на черно поле c1 · бял офицер на бяло поле d1 | черен топ на черно поле b8 · черен цар на бяло поле g8 · черна пешка на бяло поле f7 · черна пешка на бяло поле h7 · черна пешка на бяло поле e6 · черна пешка на бяло поле g6 · бяла пешка на черно поле a5 · черна дама на черно поле e5 · бяла пешка на бяло поле f5 · бяла пешка на бяло поле e4 · черна пешка на бяло поле d3 · бяла дама на черно поле e3 · бял цар на черно поле f2 · бяла пешка на бяло поле g2 · бяла пешка на черно поле h2 · черен топ на черно поле c1 · бял офицер на бяло поле d1 | черен топ на черно поле b8 · черен цар на бяло поле g8 · черна пешка на бяло поле f7 · черна пешка на бяло поле h7 · черна пешка на бяло поле e6 · черна пешка на бяло поле g6 · бяла пешка на черно поле a5 · черна дама на черно поле e5 · бяла пешка на бяло поле f5 · бяла пешка на бяло поле e4 · черна пешка на бяло поле d3 · бяла дама на черно поле e3 · бял цар на черно поле f2 · бяла пешка на бяло поле g2 · бяла пешка на черно поле h2 · черен топ на черно поле c1 · бял офицер на бяло поле d1 | черен топ на черно поле b8 · черен цар на бяло поле g8 · черна пешка на бяло поле f7 · черна пешка на бяло поле h7 · черна пешка на бяло поле e6 · черна пешка на бяло поле g6 · бяла пешка на черно поле a5 · черна дама на черно поле e5 · бяла пешка на бяло поле f5 · бяла пешка на бяло поле e4 · черна пешка на бяло поле d3 · бяла дама на черно поле e3 · бял цар на черно поле f2 · бяла пешка на бяло поле g2 · бяла пешка на черно поле h2 · черен топ на черно поле c1 · бял офицер на бяло поле d1 | черен топ на черно поле b8 · черен цар на бяло поле g8 · черна пешка на бяло поле f7 · черна пешка на бяло поле h7 · черна пешка на бяло поле e6 · черна пешка на бяло поле g6 · бяла пешка на черно поле a5 · черна дама на черно поле e5 · бяла пешка на бяло поле f5 · бяла пешка на бяло поле e4 · черна пешка на бяло поле d3 · бяла дама на черно поле e3 · бял цар на черно поле f2 · бяла пешка на бяло поле g2 · бяла пешка на черно поле h2 · черен топ на черно поле c1 · бял офицер на бяло поле d1 | черен топ на черно поле b8 · черен цар на бяло поле g8 · черна пешка на бяло поле f7 · черна пешка на бяло поле h7 · черна пешка на бяло поле e6 · черна пешка на бяло поле g6 · бяла пешка на черно поле a5 · черна дама на черно поле e5 · бяла пешка на бяло поле f5 · бяла пешка на бяло поле e4 · черна пешка на бяло поле d3 · бяла дама на черно поле e3 · бял цар на черно поле f2 · бяла пешка на бяло поле g2 · бяла пешка на черно поле h2 · черен топ на черно поле c1 · бял офицер на бяло поле d1 | черен топ на черно поле b8 · черен цар на бяло поле g8 · черна пешка на бяло поле f7 · черна пешка на бяло поле h7 · черна пешка на бяло поле e6 · черна пешка на бяло поле g6 · бяла пешка на черно поле a5 · черна дама на черно поле e5 · бяла пешка на бяло поле f5 · бяла пешка на бяло поле e4 · черна пешка на бяло поле d3 · бяла дама на черно поле e3 · бял цар на черно поле f2 · бяла пешка на бяло поле g2 · бяла пешка на черно поле h2 · черен топ на черно поле c1 · бял офицер на бяло поле d1 | черен топ на черно поле b8 · черен цар на бяло поле g8 · черна пешка на бяло поле f7 · черна пешка на бяло поле h7 · черна пешка на бяло поле e6 · черна пешка на бяло поле g6 · бяла пешка на черно поле a5 · черна дама на черно поле e5 · бяла пешка на бяло поле f5 · бяла пешка на бяло поле e4 · черна пешка на бяло поле d3 · бяла дама на черно поле e3 · бял цар на черно поле f2 · бяла пешка на бяло поле g2 · бяла пешка на черно поле h2 · черен топ на черно поле c1 · бял офицер на бяло поле d1 | 7 |
| 6 | черен топ на черно поле b8 · черен цар на бяло поле g8 · черна пешка на бяло поле f7 · черна пешка на бяло поле h7 · черна пешка на бяло поле e6 · черна пешка на бяло поле g6 · бяла пешка на черно поле a5 · черна дама на черно поле e5 · бяла пешка на бяло поле f5 · бяла пешка на бяло поле e4 · черна пешка на бяло поле d3 · бяла дама на черно поле e3 · бял цар на черно поле f2 · бяла пешка на бяло поле g2 · бяла пешка на черно поле h2 · черен топ на черно поле c1 · бял офицер на бяло поле d1 | черен топ на черно поле b8 · черен цар на бяло поле g8 · черна пешка на бяло поле f7 · черна пешка на бяло поле h7 · черна пешка на бяло поле e6 · черна пешка на бяло поле g6 · бяла пешка на черно поле a5 · черна дама на черно поле e5 · бяла пешка на бяло поле f5 · бяла пешка на бяло поле e4 · черна пешка на бяло поле d3 · бяла дама на черно поле e3 · бял цар на черно поле f2 · бяла пешка на бяло поле g2 · бяла пешка на черно поле h2 · черен топ на черно поле c1 · бял офицер на бяло поле d1 | черен топ на черно поле b8 · черен цар на бяло поле g8 · черна пешка на бяло поле f7 · черна пешка на бяло поле h7 · черна пешка на бяло поле e6 · черна пешка на бяло поле g6 · бяла пешка на черно поле a5 · черна дама на черно поле e5 · бяла пешка на бяло поле f5 · бяла пешка на бяло поле e4 · черна пешка на бяло поле d3 · бяла дама на черно поле e3 · бял цар на черно поле f2 · бяла пешка на бяло поле g2 · бяла пешка на черно поле h2 · черен топ на черно поле c1 · бял офицер на бяло поле d1 | черен топ на черно поле b8 · черен цар на бяло поле g8 · черна пешка на бяло поле f7 · черна пешка на бяло поле h7 · черна пешка на бяло поле e6 · черна пешка на бяло поле g6 · бяла пешка на черно поле a5 · черна дама на черно поле e5 · бяла пешка на бяло поле f5 · бяла пешка на бяло поле e4 · черна пешка на бяло поле d3 · бяла дама на черно поле e3 · бял цар на черно поле f2 · бяла пешка на бяло поле g2 · бяла пешка на черно поле h2 · черен топ на черно поле c1 · бял офицер на бяло поле d1 | черен топ на черно поле b8 · черен цар на бяло поле g8 · черна пешка на бяло поле f7 · черна пешка на бяло поле h7 · черна пешка на бяло поле e6 · черна пешка на бяло поле g6 · бяла пешка на черно поле a5 · черна дама на черно поле e5 · бяла пешка на бяло поле f5 · бяла пешка на бяло поле e4 · черна пешка на бяло поле d3 · бяла дама на черно поле e3 · бял цар на черно поле f2 · бяла пешка на бяло поле g2 · бяла пешка на черно поле h2 · черен топ на черно поле c1 · бял офицер на бяло поле d1 | черен топ на черно поле b8 · черен цар на бяло поле g8 · черна пешка на бяло поле f7 · черна пешка на бяло поле h7 · черна пешка на бяло поле e6 · черна пешка на бяло поле g6 · бяла пешка на черно поле a5 · черна дама на черно поле e5 · бяла пешка на бяло поле f5 · бяла пешка на бяло поле e4 · черна пешка на бяло поле d3 · бяла дама на черно поле e3 · бял цар на черно поле f2 · бяла пешка на бяло поле g2 · бяла пешка на черно поле h2 · черен топ на черно поле c1 · бял офицер на бяло поле d1 | черен топ на черно поле b8 · черен цар на бяло поле g8 · черна пешка на бяло поле f7 · черна пешка на бяло поле h7 · черна пешка на бяло поле e6 · черна пешка на бяло поле g6 · бяла пешка на черно поле a5 · черна дама на черно поле e5 · бяла пешка на бяло поле f5 · бяла пешка на бяло поле e4 · черна пешка на бяло поле d3 · бяла дама на черно поле e3 · бял цар на черно поле f2 · бяла пешка на бяло поле g2 · бяла пешка на черно поле h2 · черен топ на черно поле c1 · бял офицер на бяло поле d1 | черен топ на черно поле b8 · черен цар на бяло поле g8 · черна пешка на бяло поле f7 · черна пешка на бяло поле h7 · черна пешка на бяло поле e6 · черна пешка на бяло поле g6 · бяла пешка на черно поле a5 · черна дама на черно поле e5 · бяла пешка на бяло поле f5 · бяла пешка на бяло поле e4 · черна пешка на бяло поле d3 · бяла дама на черно поле e3 · бял цар на черно поле f2 · бяла пешка на бяло поле g2 · бяла пешка на черно поле h2 · черен топ на черно поле c1 · бял офицер на бяло поле d1 | 6 |
| 5 | черен топ на черно поле b8 · черен цар на бяло поле g8 · черна пешка на бяло поле f7 · черна пешка на бяло поле h7 · черна пешка на бяло поле e6 · черна пешка на бяло поле g6 · бяла пешка на черно поле a5 · черна дама на черно поле e5 · бяла пешка на бяло поле f5 · бяла пешка на бяло поле e4 · черна пешка на бяло поле d3 · бяла дама на черно поле e3 · бял цар на черно поле f2 · бяла пешка на бяло поле g2 · бяла пешка на черно поле h2 · черен топ на черно поле c1 · бял офицер на бяло поле d1 | черен топ на черно поле b8 · черен цар на бяло поле g8 · черна пешка на бяло поле f7 · черна пешка на бяло поле h7 · черна пешка на бяло поле e6 · черна пешка на бяло поле g6 · бяла пешка на черно поле a5 · черна дама на черно поле e5 · бяла пешка на бяло поле f5 · бяла пешка на бяло поле e4 · черна пешка на бяло поле d3 · бяла дама на черно поле e3 · бял цар на черно поле f2 · бяла пешка на бяло поле g2 · бяла пешка на черно поле h2 · черен топ на черно поле c1 · бял офицер на бяло поле d1 | черен топ на черно поле b8 · черен цар на бяло поле g8 · черна пешка на бяло поле f7 · черна пешка на бяло поле h7 · черна пешка на бяло поле e6 · черна пешка на бяло поле g6 · бяла пешка на черно поле a5 · черна дама на черно поле e5 · бяла пешка на бяло поле f5 · бяла пешка на бяло поле e4 · черна пешка на бяло поле d3 · бяла дама на черно поле e3 · бял цар на черно поле f2 · бяла пешка на бяло поле g2 · бяла пешка на черно поле h2 · черен топ на черно поле c1 · бял офицер на бяло поле d1 | черен топ на черно поле b8 · черен цар на бяло поле g8 · черна пешка на бяло поле f7 · черна пешка на бяло поле h7 · черна пешка на бяло поле e6 · черна пешка на бяло поле g6 · бяла пешка на черно поле a5 · черна дама на черно поле e5 · бяла пешка на бяло поле f5 · бяла пешка на бяло поле e4 · черна пешка на бяло поле d3 · бяла дама на черно поле e3 · бял цар на черно поле f2 · бяла пешка на бяло поле g2 · бяла пешка на черно поле h2 · черен топ на черно поле c1 · бял офицер на бяло поле d1 | черен топ на черно поле b8 · черен цар на бяло поле g8 · черна пешка на бяло поле f7 · черна пешка на бяло поле h7 · черна пешка на бяло поле e6 · черна пешка на бяло поле g6 · бяла пешка на черно поле a5 · черна дама на черно поле e5 · бяла пешка на бяло поле f5 · бяла пешка на бяло поле e4 · черна пешка на бяло поле d3 · бяла дама на черно поле e3 · бял цар на черно поле f2 · бяла пешка на бяло поле g2 · бяла пешка на черно поле h2 · черен топ на черно поле c1 · бял офицер на бяло поле d1 | черен топ на черно поле b8 · черен цар на бяло поле g8 · черна пешка на бяло поле f7 · черна пешка на бяло поле h7 · черна пешка на бяло поле e6 · черна пешка на бяло поле g6 · бяла пешка на черно поле a5 · черна дама на черно поле e5 · бяла пешка на бяло поле f5 · бяла пешка на бяло поле e4 · черна пешка на бяло поле d3 · бяла дама на черно поле e3 · бял цар на черно поле f2 · бяла пешка на бяло поле g2 · бяла пешка на черно поле h2 · черен топ на черно поле c1 · бял офицер на бяло поле d1 | черен топ на черно поле b8 · черен цар на бяло поле g8 · черна пешка на бяло поле f7 · черна пешка на бяло поле h7 · черна пешка на бяло поле e6 · черна пешка на бяло поле g6 · бяла пешка на черно поле a5 · черна дама на черно поле e5 · бяла пешка на бяло поле f5 · бяла пешка на бяло поле e4 · черна пешка на бяло поле d3 · бяла дама на черно поле e3 · бял цар на черно поле f2 · бяла пешка на бяло поле g2 · бяла пешка на черно поле h2 · черен топ на черно поле c1 · бял офицер на бяло поле d1 | черен топ на черно поле b8 · черен цар на бяло поле g8 · черна пешка на бяло поле f7 · черна пешка на бяло поле h7 · черна пешка на бяло поле e6 · черна пешка на бяло поле g6 · бяла пешка на черно поле a5 · черна дама на черно поле e5 · бяла пешка на бяло поле f5 · бяла пешка на бяло поле e4 · черна пешка на бяло поле d3 · бяла дама на черно поле e3 · бял цар на черно поле f2 · бяла пешка на бяло поле g2 · бяла пешка на черно поле h2 · черен топ на черно поле c1 · бял офицер на бяло поле d1 | 5 |
| 4 | черен топ на черно поле b8 · черен цар на бяло поле g8 · черна пешка на бяло поле f7 · черна пешка на бяло поле h7 · черна пешка на бяло поле e6 · черна пешка на бяло поле g6 · бяла пешка на черно поле a5 · черна дама на черно поле e5 · бяла пешка на бяло поле f5 · бяла пешка на бяло поле e4 · черна пешка на бяло поле d3 · бяла дама на черно поле e3 · бял цар на черно поле f2 · бяла пешка на бяло поле g2 · бяла пешка на черно поле h2 · черен топ на черно поле c1 · бял офицер на бяло поле d1 | черен топ на черно поле b8 · черен цар на бяло поле g8 · черна пешка на бяло поле f7 · черна пешка на бяло поле h7 · черна пешка на бяло поле e6 · черна пешка на бяло поле g6 · бяла пешка на черно поле a5 · черна дама на черно поле e5 · бяла пешка на бяло поле f5 · бяла пешка на бяло поле e4 · черна пешка на бяло поле d3 · бяла дама на черно поле e3 · бял цар на черно поле f2 · бяла пешка на бяло поле g2 · бяла пешка на черно поле h2 · черен топ на черно поле c1 · бял офицер на бяло поле d1 | черен топ на черно поле b8 · черен цар на бяло поле g8 · черна пешка на бяло поле f7 · черна пешка на бяло поле h7 · черна пешка на бяло поле e6 · черна пешка на бяло поле g6 · бяла пешка на черно поле a5 · черна дама на черно поле e5 · бяла пешка на бяло поле f5 · бяла пешка на бяло поле e4 · черна пешка на бяло поле d3 · бяла дама на черно поле e3 · бял цар на черно поле f2 · бяла пешка на бяло поле g2 · бяла пешка на черно поле h2 · черен топ на черно поле c1 · бял офицер на бяло поле d1 | черен топ на черно поле b8 · черен цар на бяло поле g8 · черна пешка на бяло поле f7 · черна пешка на бяло поле h7 · черна пешка на бяло поле e6 · черна пешка на бяло поле g6 · бяла пешка на черно поле a5 · черна дама на черно поле e5 · бяла пешка на бяло поле f5 · бяла пешка на бяло поле e4 · черна пешка на бяло поле d3 · бяла дама на черно поле e3 · бял цар на черно поле f2 · бяла пешка на бяло поле g2 · бяла пешка на черно поле h2 · черен топ на черно поле c1 · бял офицер на бяло поле d1 | черен топ на черно поле b8 · черен цар на бяло поле g8 · черна пешка на бяло поле f7 · черна пешка на бяло поле h7 · черна пешка на бяло поле e6 · черна пешка на бяло поле g6 · бяла пешка на черно поле a5 · черна дама на черно поле e5 · бяла пешка на бяло поле f5 · бяла пешка на бяло поле e4 · черна пешка на бяло поле d3 · бяла дама на черно поле e3 · бял цар на черно поле f2 · бяла пешка на бяло поле g2 · бяла пешка на черно поле h2 · черен топ на черно поле c1 · бял офицер на бяло поле d1 | черен топ на черно поле b8 · черен цар на бяло поле g8 · черна пешка на бяло поле f7 · черна пешка на бяло поле h7 · черна пешка на бяло поле e6 · черна пешка на бяло поле g6 · бяла пешка на черно поле a5 · черна дама на черно поле e5 · бяла пешка на бяло поле f5 · бяла пешка на бяло поле e4 · черна пешка на бяло поле d3 · бяла дама на черно поле e3 · бял цар на черно поле f2 · бяла пешка на бяло поле g2 · бяла пешка на черно поле h2 · черен топ на черно поле c1 · бял офицер на бяло поле d1 | черен топ на черно поле b8 · черен цар на бяло поле g8 · черна пешка на бяло поле f7 · черна пешка на бяло поле h7 · черна пешка на бяло поле e6 · черна пешка на бяло поле g6 · бяла пешка на черно поле a5 · черна дама на черно поле e5 · бяла пешка на бяло поле f5 · бяла пешка на бяло поле e4 · черна пешка на бяло поле d3 · бяла дама на черно поле e3 · бял цар на черно поле f2 · бяла пешка на бяло поле g2 · бяла пешка на черно поле h2 · черен топ на черно поле c1 · бял офицер на бяло поле d1 | черен топ на черно поле b8 · черен цар на бяло поле g8 · черна пешка на бяло поле f7 · черна пешка на бяло поле h7 · черна пешка на бяло поле e6 · черна пешка на бяло поле g6 · бяла пешка на черно поле a5 · черна дама на черно поле e5 · бяла пешка на бяло поле f5 · бяла пешка на бяло поле e4 · черна пешка на бяло поле d3 · бяла дама на черно поле e3 · бял цар на черно поле f2 · бяла пешка на бяло поле g2 · бяла пешка на черно поле h2 · черен топ на черно поле c1 · бял офицер на бяло поле d1 | 4 |
| 3 | черен топ на черно поле b8 · черен цар на бяло поле g8 · черна пешка на бяло поле f7 · черна пешка на бяло поле h7 · черна пешка на бяло поле e6 · черна пешка на бяло поле g6 · бяла пешка на черно поле a5 · черна дама на черно поле e5 · бяла пешка на бяло поле f5 · бяла пешка на бяло поле e4 · черна пешка на бяло поле d3 · бяла дама на черно поле e3 · бял цар на черно поле f2 · бяла пешка на бяло поле g2 · бяла пешка на черно поле h2 · черен топ на черно поле c1 · бял офицер на бяло поле d1 | черен топ на черно поле b8 · черен цар на бяло поле g8 · черна пешка на бяло поле f7 · черна пешка на бяло поле h7 · черна пешка на бяло поле e6 · черна пешка на бяло поле g6 · бяла пешка на черно поле a5 · черна дама на черно поле e5 · бяла пешка на бяло поле f5 · бяла пешка на бяло поле e4 · черна пешка на бяло поле d3 · бяла дама на черно поле e3 · бял цар на черно поле f2 · бяла пешка на бяло поле g2 · бяла пешка на черно поле h2 · черен топ на черно поле c1 · бял офицер на бяло поле d1 | черен топ на черно поле b8 · черен цар на бяло поле g8 · черна пешка на бяло поле f7 · черна пешка на бяло поле h7 · черна пешка на бяло поле e6 · черна пешка на бяло поле g6 · бяла пешка на черно поле a5 · черна дама на черно поле e5 · бяла пешка на бяло поле f5 · бяла пешка на бяло поле e4 · черна пешка на бяло поле d3 · бяла дама на черно поле e3 · бял цар на черно поле f2 · бяла пешка на бяло поле g2 · бяла пешка на черно поле h2 · черен топ на черно поле c1 · бял офицер на бяло поле d1 | черен топ на черно поле b8 · черен цар на бяло поле g8 · черна пешка на бяло поле f7 · черна пешка на бяло поле h7 · черна пешка на бяло поле e6 · черна пешка на бяло поле g6 · бяла пешка на черно поле a5 · черна дама на черно поле e5 · бяла пешка на бяло поле f5 · бяла пешка на бяло поле e4 · черна пешка на бяло поле d3 · бяла дама на черно поле e3 · бял цар на черно поле f2 · бяла пешка на бяло поле g2 · бяла пешка на черно поле h2 · черен топ на черно поле c1 · бял офицер на бяло поле d1 | черен топ на черно поле b8 · черен цар на бяло поле g8 · черна пешка на бяло поле f7 · черна пешка на бяло поле h7 · черна пешка на бяло поле e6 · черна пешка на бяло поле g6 · бяла пешка на черно поле a5 · черна дама на черно поле e5 · бяла пешка на бяло поле f5 · бяла пешка на бяло поле e4 · черна пешка на бяло поле d3 · бяла дама на черно поле e3 · бял цар на черно поле f2 · бяла пешка на бяло поле g2 · бяла пешка на черно поле h2 · черен топ на черно поле c1 · бял офицер на бяло поле d1 | черен топ на черно поле b8 · черен цар на бяло поле g8 · черна пешка на бяло поле f7 · черна пешка на бяло поле h7 · черна пешка на бяло поле e6 · черна пешка на бяло поле g6 · бяла пешка на черно поле a5 · черна дама на черно поле e5 · бяла пешка на бяло поле f5 · бяла пешка на бяло поле e4 · черна пешка на бяло поле d3 · бяла дама на черно поле e3 · бял цар на черно поле f2 · бяла пешка на бяло поле g2 · бяла пешка на черно поле h2 · черен топ на черно поле c1 · бял офицер на бяло поле d1 | черен топ на черно поле b8 · черен цар на бяло поле g8 · черна пешка на бяло поле f7 · черна пешка на бяло поле h7 · черна пешка на бяло поле e6 · черна пешка на бяло поле g6 · бяла пешка на черно поле a5 · черна дама на черно поле e5 · бяла пешка на бяло поле f5 · бяла пешка на бяло поле e4 · черна пешка на бяло поле d3 · бяла дама на черно поле e3 · бял цар на черно поле f2 · бяла пешка на бяло поле g2 · бяла пешка на черно поле h2 · черен топ на черно поле c1 · бял офицер на бяло поле d1 | черен топ на черно поле b8 · черен цар на бяло поле g8 · черна пешка на бяло поле f7 · черна пешка на бяло поле h7 · черна пешка на бяло поле e6 · черна пешка на бяло поле g6 · бяла пешка на черно поле a5 · черна дама на черно поле e5 · бяла пешка на бяло поле f5 · бяла пешка на бяло поле e4 · черна пешка на бяло поле d3 · бяла дама на черно поле e3 · бял цар на черно поле f2 · бяла пешка на бяло поле g2 · бяла пешка на черно поле h2 · черен топ на черно поле c1 · бял офицер на бяло поле d1 | 3 |
| 2 | черен топ на черно поле b8 · черен цар на бяло поле g8 · черна пешка на бяло поле f7 · черна пешка на бяло поле h7 · черна пешка на бяло поле e6 · черна пешка на бяло поле g6 · бяла пешка на черно поле a5 · черна дама на черно поле e5 · бяла пешка на бяло поле f5 · бяла пешка на бяло поле e4 · черна пешка на бяло поле d3 · бяла дама на черно поле e3 · бял цар на черно поле f2 · бяла пешка на бяло поле g2 · бяла пешка на черно поле h2 · черен топ на черно поле c1 · бял офицер на бяло поле d1 | черен топ на черно поле b8 · черен цар на бяло поле g8 · черна пешка на бяло поле f7 · черна пешка на бяло поле h7 · черна пешка на бяло поле e6 · черна пешка на бяло поле g6 · бяла пешка на черно поле a5 · черна дама на черно поле e5 · бяла пешка на бяло поле f5 · бяла пешка на бяло поле e4 · черна пешка на бяло поле d3 · бяла дама на черно поле e3 · бял цар на черно поле f2 · бяла пешка на бяло поле g2 · бяла пешка на черно поле h2 · черен топ на черно поле c1 · бял офицер на бяло поле d1 | черен топ на черно поле b8 · черен цар на бяло поле g8 · черна пешка на бяло поле f7 · черна пешка на бяло поле h7 · черна пешка на бяло поле e6 · черна пешка на бяло поле g6 · бяла пешка на черно поле a5 · черна дама на черно поле e5 · бяла пешка на бяло поле f5 · бяла пешка на бяло поле e4 · черна пешка на бяло поле d3 · бяла дама на черно поле e3 · бял цар на черно поле f2 · бяла пешка на бяло поле g2 · бяла пешка на черно поле h2 · черен топ на черно поле c1 · бял офицер на бяло поле d1 | черен топ на черно поле b8 · черен цар на бяло поле g8 · черна пешка на бяло поле f7 · черна пешка на бяло поле h7 · черна пешка на бяло поле e6 · черна пешка на бяло поле g6 · бяла пешка на черно поле a5 · черна дама на черно поле e5 · бяла пешка на бяло поле f5 · бяла пешка на бяло поле e4 · черна пешка на бяло поле d3 · бяла дама на черно поле e3 · бял цар на черно поле f2 · бяла пешка на бяло поле g2 · бяла пешка на черно поле h2 · черен топ на черно поле c1 · бял офицер на бяло поле d1 | черен топ на черно поле b8 · черен цар на бяло поле g8 · черна пешка на бяло поле f7 · черна пешка на бяло поле h7 · черна пешка на бяло поле e6 · черна пешка на бяло поле g6 · бяла пешка на черно поле a5 · черна дама на черно поле e5 · бяла пешка на бяло поле f5 · бяла пешка на бяло поле e4 · черна пешка на бяло поле d3 · бяла дама на черно поле e3 · бял цар на черно поле f2 · бяла пешка на бяло поле g2 · бяла пешка на черно поле h2 · черен топ на черно поле c1 · бял офицер на бяло поле d1 | черен топ на черно поле b8 · черен цар на бяло поле g8 · черна пешка на бяло поле f7 · черна пешка на бяло поле h7 · черна пешка на бяло поле e6 · черна пешка на бяло поле g6 · бяла пешка на черно поле a5 · черна дама на черно поле e5 · бяла пешка на бяло поле f5 · бяла пешка на бяло поле e4 · черна пешка на бяло поле d3 · бяла дама на черно поле e3 · бял цар на черно поле f2 · бяла пешка на бяло поле g2 · бяла пешка на черно поле h2 · черен топ на черно поле c1 · бял офицер на бяло поле d1 | черен топ на черно поле b8 · черен цар на бяло поле g8 · черна пешка на бяло поле f7 · черна пешка на бяло поле h7 · черна пешка на бяло поле e6 · черна пешка на бяло поле g6 · бяла пешка на черно поле a5 · черна дама на черно поле e5 · бяла пешка на бяло поле f5 · бяла пешка на бяло поле e4 · черна пешка на бяло поле d3 · бяла дама на черно поле e3 · бял цар на черно поле f2 · бяла пешка на бяло поле g2 · бяла пешка на черно поле h2 · черен топ на черно поле c1 · бял офицер на бяло поле d1 | черен топ на черно поле b8 · черен цар на бяло поле g8 · черна пешка на бяло поле f7 · черна пешка на бяло поле h7 · черна пешка на бяло поле e6 · черна пешка на бяло поле g6 · бяла пешка на черно поле a5 · черна дама на черно поле e5 · бяла пешка на бяло поле f5 · бяла пешка на бяло поле e4 · черна пешка на бяло поле d3 · бяла дама на черно поле e3 · бял цар на черно поле f2 · бяла пешка на бяло поле g2 · бяла пешка на черно поле h2 · черен топ на черно поле c1 · бял офицер на бяло поле d1 | 2 |
| 1 | черен топ на черно поле b8 · черен цар на бяло поле g8 · черна пешка на бяло поле f7 · черна пешка на бяло поле h7 · черна пешка на бяло поле e6 · черна пешка на бяло поле g6 · бяла пешка на черно поле a5 · черна дама на черно поле e5 · бяла пешка на бяло поле f5 · бяла пешка на бяло поле e4 · черна пешка на бяло поле d3 · бяла дама на черно поле e3 · бял цар на черно поле f2 · бяла пешка на бяло поле g2 · бяла пешка на черно поле h2 · черен топ на черно поле c1 · бял офицер на бяло поле d1 | черен топ на черно поле b8 · черен цар на бяло поле g8 · черна пешка на бяло поле f7 · черна пешка на бяло поле h7 · черна пешка на бяло поле e6 · черна пешка на бяло поле g6 · бяла пешка на черно поле a5 · черна дама на черно поле e5 · бяла пешка на бяло поле f5 · бяла пешка на бяло поле e4 · черна пешка на бяло поле d3 · бяла дама на черно поле e3 · бял цар на черно поле f2 · бяла пешка на бяло поле g2 · бяла пешка на черно поле h2 · черен топ на черно поле c1 · бял офицер на бяло поле d1 | черен топ на черно поле b8 · черен цар на бяло поле g8 · черна пешка на бяло поле f7 · черна пешка на бяло поле h7 · черна пешка на бяло поле e6 · черна пешка на бяло поле g6 · бяла пешка на черно поле a5 · черна дама на черно поле e5 · бяла пешка на бяло поле f5 · бяла пешка на бяло поле e4 · черна пешка на бяло поле d3 · бяла дама на черно поле e3 · бял цар на черно поле f2 · бяла пешка на бяло поле g2 · бяла пешка на черно поле h2 · черен топ на черно поле c1 · бял офицер на бяло поле d1 | черен топ на черно поле b8 · черен цар на бяло поле g8 · черна пешка на бяло поле f7 · черна пешка на бяло поле h7 · черна пешка на бяло поле e6 · черна пешка на бяло поле g6 · бяла пешка на черно поле a5 · черна дама на черно поле e5 · бяла пешка на бяло поле f5 · бяла пешка на бяло поле e4 · черна пешка на бяло поле d3 · бяла дама на черно поле e3 · бял цар на черно поле f2 · бяла пешка на бяло поле g2 · бяла пешка на черно поле h2 · черен топ на черно поле c1 · бял офицер на бяло поле d1 | черен топ на черно поле b8 · черен цар на бяло поле g8 · черна пешка на бяло поле f7 · черна пешка на бяло поле h7 · черна пешка на бяло поле e6 · черна пешка на бяло поле g6 · бяла пешка на черно поле a5 · черна дама на черно поле e5 · бяла пешка на бяло поле f5 · бяла пешка на бяло поле e4 · черна пешка на бяло поле d3 · бяла дама на черно поле e3 · бял цар на черно поле f2 · бяла пешка на бяло поле g2 · бяла пешка на черно поле h2 · черен топ на черно поле c1 · бял офицер на бяло поле d1 | черен топ на черно поле b8 · черен цар на бяло поле g8 · черна пешка на бяло поле f7 · черна пешка на бяло поле h7 · черна пешка на бяло поле e6 · черна пешка на бяло поле g6 · бяла пешка на черно поле a5 · черна дама на черно поле e5 · бяла пешка на бяло поле f5 · бяла пешка на бяло поле e4 · черна пешка на бяло поле d3 · бяла дама на черно поле e3 · бял цар на черно поле f2 · бяла пешка на бяло поле g2 · бяла пешка на черно поле h2 · черен топ на черно поле c1 · бял офицер на бяло поле d1 | черен топ на черно поле b8 · черен цар на бяло поле g8 · черна пешка на бяло поле f7 · черна пешка на бяло поле h7 · черна пешка на бяло поле e6 · черна пешка на бяло поле g6 · бяла пешка на черно поле a5 · черна дама на черно поле e5 · бяла пешка на бяло поле f5 · бяла пешка на бяло поле e4 · черна пешка на бяло поле d3 · бяла дама на черно поле e3 · бял цар на черно поле f2 · бяла пешка на бяло поле g2 · бяла пешка на черно поле h2 · черен топ на черно поле c1 · бял офицер на бяло поле d1 | черен топ на черно поле b8 · черен цар на бяло поле g8 · черна пешка на бяло поле f7 · черна пешка на бяло поле h7 · черна пешка на бяло поле e6 · черна пешка на бяло поле g6 · бяла пешка на черно поле a5 · черна дама на черно поле e5 · бяла пешка на бяло поле f5 · бяла пешка на бяло поле e4 · черна пешка на бяло поле d3 · бяла дама на черно поле e3 · бял цар на черно поле f2 · бяла пешка на бяло поле g2 · бяла пешка на черно поле h2 · черен топ на черно поле c1 · бял офицер на бяло поле d1 | 1 |
|   | a | b | c | d | e | f | g | h |   |

|   | a | b | c | d | e | f | g | h |   |
| 8 | черен топ на бяло поле a8 · черна пешка на бяло поле b7 · бяла пешка на бяло поле f7 · черен цар на бяло поле c6 · черна пешка на черно поле h6 · бял кон на бяло поле h5 · бяла пешка на бяло поле h3 · черна пешка на бяло поле a2 · бял цар на бяло поле g2 · черен офицер на черно поле a1 | черен топ на бяло поле a8 · черна пешка на бяло поле b7 · бяла пешка на бяло поле f7 · черен цар на бяло поле c6 · черна пешка на черно поле h6 · бял кон на бяло поле h5 · бяла пешка на бяло поле h3 · черна пешка на бяло поле a2 · бял цар на бяло поле g2 · черен офицер на черно поле a1 | черен топ на бяло поле a8 · черна пешка на бяло поле b7 · бяла пешка на бяло поле f7 · черен цар на бяло поле c6 · черна пешка на черно поле h6 · бял кон на бяло поле h5 · бяла пешка на бяло поле h3 · черна пешка на бяло поле a2 · бял цар на бяло поле g2 · черен офицер на черно поле a1 | черен топ на бяло поле a8 · черна пешка на бяло поле b7 · бяла пешка на бяло поле f7 · черен цар на бяло поле c6 · черна пешка на черно поле h6 · бял кон на бяло поле h5 · бяла пешка на бяло поле h3 · черна пешка на бяло поле a2 · бял цар на бяло поле g2 · черен офицер на черно поле a1 | черен топ на бяло поле a8 · черна пешка на бяло поле b7 · бяла пешка на бяло поле f7 · черен цар на бяло поле c6 · черна пешка на черно поле h6 · бял кон на бяло поле h5 · бяла пешка на бяло поле h3 · черна пешка на бяло поле a2 · бял цар на бяло поле g2 · черен офицер на черно поле a1 | черен топ на бяло поле a8 · черна пешка на бяло поле b7 · бяла пешка на бяло поле f7 · черен цар на бяло поле c6 · черна пешка на черно поле h6 · бял кон на бяло поле h5 · бяла пешка на бяло поле h3 · черна пешка на бяло поле a2 · бял цар на бяло поле g2 · черен офицер на черно поле a1 | черен топ на бяло поле a8 · черна пешка на бяло поле b7 · бяла пешка на бяло поле f7 · черен цар на бяло поле c6 · черна пешка на черно поле h6 · бял кон на бяло поле h5 · бяла пешка на бяло поле h3 · черна пешка на бяло поле a2 · бял цар на бяло поле g2 · черен офицер на черно поле a1 | черен топ на бяло поле a8 · черна пешка на бяло поле b7 · бяла пешка на бяло поле f7 · черен цар на бяло поле c6 · черна пешка на черно поле h6 · бял кон на бяло поле h5 · бяла пешка на бяло поле h3 · черна пешка на бяло поле a2 · бял цар на бяло поле g2 · черен офицер на черно поле a1 | 8 |
| 7 | черен топ на бяло поле a8 · черна пешка на бяло поле b7 · бяла пешка на бяло поле f7 · черен цар на бяло поле c6 · черна пешка на черно поле h6 · бял кон на бяло поле h5 · бяла пешка на бяло поле h3 · черна пешка на бяло поле a2 · бял цар на бяло поле g2 · черен офицер на черно поле a1 | черен топ на бяло поле a8 · черна пешка на бяло поле b7 · бяла пешка на бяло поле f7 · черен цар на бяло поле c6 · черна пешка на черно поле h6 · бял кон на бяло поле h5 · бяла пешка на бяло поле h3 · черна пешка на бяло поле a2 · бял цар на бяло поле g2 · черен офицер на черно поле a1 | черен топ на бяло поле a8 · черна пешка на бяло поле b7 · бяла пешка на бяло поле f7 · черен цар на бяло поле c6 · черна пешка на черно поле h6 · бял кон на бяло поле h5 · бяла пешка на бяло поле h3 · черна пешка на бяло поле a2 · бял цар на бяло поле g2 · черен офицер на черно поле a1 | черен топ на бяло поле a8 · черна пешка на бяло поле b7 · бяла пешка на бяло поле f7 · черен цар на бяло поле c6 · черна пешка на черно поле h6 · бял кон на бяло поле h5 · бяла пешка на бяло поле h3 · черна пешка на бяло поле a2 · бял цар на бяло поле g2 · черен офицер на черно поле a1 | черен топ на бяло поле a8 · черна пешка на бяло поле b7 · бяла пешка на бяло поле f7 · черен цар на бяло поле c6 · черна пешка на черно поле h6 · бял кон на бяло поле h5 · бяла пешка на бяло поле h3 · черна пешка на бяло поле a2 · бял цар на бяло поле g2 · черен офицер на черно поле a1 | черен топ на бяло поле a8 · черна пешка на бяло поле b7 · бяла пешка на бяло поле f7 · черен цар на бяло поле c6 · черна пешка на черно поле h6 · бял кон на бяло поле h5 · бяла пешка на бяло поле h3 · черна пешка на бяло поле a2 · бял цар на бяло поле g2 · черен офицер на черно поле a1 | черен топ на бяло поле a8 · черна пешка на бяло поле b7 · бяла пешка на бяло поле f7 · черен цар на бяло поле c6 · черна пешка на черно поле h6 · бял кон на бяло поле h5 · бяла пешка на бяло поле h3 · черна пешка на бяло поле a2 · бял цар на бяло поле g2 · черен офицер на черно поле a1 | черен топ на бяло поле a8 · черна пешка на бяло поле b7 · бяла пешка на бяло поле f7 · черен цар на бяло поле c6 · черна пешка на черно поле h6 · бял кон на бяло поле h5 · бяла пешка на бяло поле h3 · черна пешка на бяло поле a2 · бял цар на бяло поле g2 · черен офицер на черно поле a1 | 7 |
| 6 | черен топ на бяло поле a8 · черна пешка на бяло поле b7 · бяла пешка на бяло поле f7 · черен цар на бяло поле c6 · черна пешка на черно поле h6 · бял кон на бяло поле h5 · бяла пешка на бяло поле h3 · черна пешка на бяло поле a2 · бял цар на бяло поле g2 · черен офицер на черно поле a1 | черен топ на бяло поле a8 · черна пешка на бяло поле b7 · бяла пешка на бяло поле f7 · черен цар на бяло поле c6 · черна пешка на черно поле h6 · бял кон на бяло поле h5 · бяла пешка на бяло поле h3 · черна пешка на бяло поле a2 · бял цар на бяло поле g2 · черен офицер на черно поле a1 | черен топ на бяло поле a8 · черна пешка на бяло поле b7 · бяла пешка на бяло поле f7 · черен цар на бяло поле c6 · черна пешка на черно поле h6 · бял кон на бяло поле h5 · бяла пешка на бяло поле h3 · черна пешка на бяло поле a2 · бял цар на бяло поле g2 · черен офицер на черно поле a1 | черен топ на бяло поле a8 · черна пешка на бяло поле b7 · бяла пешка на бяло поле f7 · черен цар на бяло поле c6 · черна пешка на черно поле h6 · бял кон на бяло поле h5 · бяла пешка на бяло поле h3 · черна пешка на бяло поле a2 · бял цар на бяло поле g2 · черен офицер на черно поле a1 | черен топ на бяло поле a8 · черна пешка на бяло поле b7 · бяла пешка на бяло поле f7 · черен цар на бяло поле c6 · черна пешка на черно поле h6 · бял кон на бяло поле h5 · бяла пешка на бяло поле h3 · черна пешка на бяло поле a2 · бял цар на бяло поле g2 · черен офицер на черно поле a1 | черен топ на бяло поле a8 · черна пешка на бяло поле b7 · бяла пешка на бяло поле f7 · черен цар на бяло поле c6 · черна пешка на черно поле h6 · бял кон на бяло поле h5 · бяла пешка на бяло поле h3 · черна пешка на бяло поле a2 · бял цар на бяло поле g2 · черен офицер на черно поле a1 | черен топ на бяло поле a8 · черна пешка на бяло поле b7 · бяла пешка на бяло поле f7 · черен цар на бяло поле c6 · черна пешка на черно поле h6 · бял кон на бяло поле h5 · бяла пешка на бяло поле h3 · черна пешка на бяло поле a2 · бял цар на бяло поле g2 · черен офицер на черно поле a1 | черен топ на бяло поле a8 · черна пешка на бяло поле b7 · бяла пешка на бяло поле f7 · черен цар на бяло поле c6 · черна пешка на черно поле h6 · бял кон на бяло поле h5 · бяла пешка на бяло поле h3 · черна пешка на бяло поле a2 · бял цар на бяло поле g2 · черен офицер на черно поле a1 | 6 |
| 5 | черен топ на бяло поле a8 · черна пешка на бяло поле b7 · бяла пешка на бяло поле f7 · черен цар на бяло поле c6 · черна пешка на черно поле h6 · бял кон на бяло поле h5 · бяла пешка на бяло поле h3 · черна пешка на бяло поле a2 · бял цар на бяло поле g2 · черен офицер на черно поле a1 | черен топ на бяло поле a8 · черна пешка на бяло поле b7 · бяла пешка на бяло поле f7 · черен цар на бяло поле c6 · черна пешка на черно поле h6 · бял кон на бяло поле h5 · бяла пешка на бяло поле h3 · черна пешка на бяло поле a2 · бял цар на бяло поле g2 · черен офицер на черно поле a1 | черен топ на бяло поле a8 · черна пешка на бяло поле b7 · бяла пешка на бяло поле f7 · черен цар на бяло поле c6 · черна пешка на черно поле h6 · бял кон на бяло поле h5 · бяла пешка на бяло поле h3 · черна пешка на бяло поле a2 · бял цар на бяло поле g2 · черен офицер на черно поле a1 | черен топ на бяло поле a8 · черна пешка на бяло поле b7 · бяла пешка на бяло поле f7 · черен цар на бяло поле c6 · черна пешка на черно поле h6 · бял кон на бяло поле h5 · бяла пешка на бяло поле h3 · черна пешка на бяло поле a2 · бял цар на бяло поле g2 · черен офицер на черно поле a1 | черен топ на бяло поле a8 · черна пешка на бяло поле b7 · бяла пешка на бяло поле f7 · черен цар на бяло поле c6 · черна пешка на черно поле h6 · бял кон на бяло поле h5 · бяла пешка на бяло поле h3 · черна пешка на бяло поле a2 · бял цар на бяло поле g2 · черен офицер на черно поле a1 | черен топ на бяло поле a8 · черна пешка на бяло поле b7 · бяла пешка на бяло поле f7 · черен цар на бяло поле c6 · черна пешка на черно поле h6 · бял кон на бяло поле h5 · бяла пешка на бяло поле h3 · черна пешка на бяло поле a2 · бял цар на бяло поле g2 · черен офицер на черно поле a1 | черен топ на бяло поле a8 · черна пешка на бяло поле b7 · бяла пешка на бяло поле f7 · черен цар на бяло поле c6 · черна пешка на черно поле h6 · бял кон на бяло поле h5 · бяла пешка на бяло поле h3 · черна пешка на бяло поле a2 · бял цар на бяло поле g2 · черен офицер на черно поле a1 | черен топ на бяло поле a8 · черна пешка на бяло поле b7 · бяла пешка на бяло поле f7 · черен цар на бяло поле c6 · черна пешка на черно поле h6 · бял кон на бяло поле h5 · бяла пешка на бяло поле h3 · черна пешка на бяло поле a2 · бял цар на бяло поле g2 · черен офицер на черно поле a1 | 5 |
| 4 | черен топ на бяло поле a8 · черна пешка на бяло поле b7 · бяла пешка на бяло поле f7 · черен цар на бяло поле c6 · черна пешка на черно поле h6 · бял кон на бяло поле h5 · бяла пешка на бяло поле h3 · черна пешка на бяло поле a2 · бял цар на бяло поле g2 · черен офицер на черно поле a1 | черен топ на бяло поле a8 · черна пешка на бяло поле b7 · бяла пешка на бяло поле f7 · черен цар на бяло поле c6 · черна пешка на черно поле h6 · бял кон на бяло поле h5 · бяла пешка на бяло поле h3 · черна пешка на бяло поле a2 · бял цар на бяло поле g2 · черен офицер на черно поле a1 | черен топ на бяло поле a8 · черна пешка на бяло поле b7 · бяла пешка на бяло поле f7 · черен цар на бяло поле c6 · черна пешка на черно поле h6 · бял кон на бяло поле h5 · бяла пешка на бяло поле h3 · черна пешка на бяло поле a2 · бял цар на бяло поле g2 · черен офицер на черно поле a1 | черен топ на бяло поле a8 · черна пешка на бяло поле b7 · бяла пешка на бяло поле f7 · черен цар на бяло поле c6 · черна пешка на черно поле h6 · бял кон на бяло поле h5 · бяла пешка на бяло поле h3 · черна пешка на бяло поле a2 · бял цар на бяло поле g2 · черен офицер на черно поле a1 | черен топ на бяло поле a8 · черна пешка на бяло поле b7 · бяла пешка на бяло поле f7 · черен цар на бяло поле c6 · черна пешка на черно поле h6 · бял кон на бяло поле h5 · бяла пешка на бяло поле h3 · черна пешка на бяло поле a2 · бял цар на бяло поле g2 · черен офицер на черно поле a1 | черен топ на бяло поле a8 · черна пешка на бяло поле b7 · бяла пешка на бяло поле f7 · черен цар на бяло поле c6 · черна пешка на черно поле h6 · бял кон на бяло поле h5 · бяла пешка на бяло поле h3 · черна пешка на бяло поле a2 · бял цар на бяло поле g2 · черен офицер на черно поле a1 | черен топ на бяло поле a8 · черна пешка на бяло поле b7 · бяла пешка на бяло поле f7 · черен цар на бяло поле c6 · черна пешка на черно поле h6 · бял кон на бяло поле h5 · бяла пешка на бяло поле h3 · черна пешка на бяло поле a2 · бял цар на бяло поле g2 · черен офицер на черно поле a1 | черен топ на бяло поле a8 · черна пешка на бяло поле b7 · бяла пешка на бяло поле f7 · черен цар на бяло поле c6 · черна пешка на черно поле h6 · бял кон на бяло поле h5 · бяла пешка на бяло поле h3 · черна пешка на бяло поле a2 · бял цар на бяло поле g2 · черен офицер на черно поле a1 | 4 |
| 3 | черен топ на бяло поле a8 · черна пешка на бяло поле b7 · бяла пешка на бяло поле f7 · черен цар на бяло поле c6 · черна пешка на черно поле h6 · бял кон на бяло поле h5 · бяла пешка на бяло поле h3 · черна пешка на бяло поле a2 · бял цар на бяло поле g2 · черен офицер на черно поле a1 | черен топ на бяло поле a8 · черна пешка на бяло поле b7 · бяла пешка на бяло поле f7 · черен цар на бяло поле c6 · черна пешка на черно поле h6 · бял кон на бяло поле h5 · бяла пешка на бяло поле h3 · черна пешка на бяло поле a2 · бял цар на бяло поле g2 · черен офицер на черно поле a1 | черен топ на бяло поле a8 · черна пешка на бяло поле b7 · бяла пешка на бяло поле f7 · черен цар на бяло поле c6 · черна пешка на черно поле h6 · бял кон на бяло поле h5 · бяла пешка на бяло поле h3 · черна пешка на бяло поле a2 · бял цар на бяло поле g2 · черен офицер на черно поле a1 | черен топ на бяло поле a8 · черна пешка на бяло поле b7 · бяла пешка на бяло поле f7 · черен цар на бяло поле c6 · черна пешка на черно поле h6 · бял кон на бяло поле h5 · бяла пешка на бяло поле h3 · черна пешка на бяло поле a2 · бял цар на бяло поле g2 · черен офицер на черно поле a1 | черен топ на бяло поле a8 · черна пешка на бяло поле b7 · бяла пешка на бяло поле f7 · черен цар на бяло поле c6 · черна пешка на черно поле h6 · бял кон на бяло поле h5 · бяла пешка на бяло поле h3 · черна пешка на бяло поле a2 · бял цар на бяло поле g2 · черен офицер на черно поле a1 | черен топ на бяло поле a8 · черна пешка на бяло поле b7 · бяла пешка на бяло поле f7 · черен цар на бяло поле c6 · черна пешка на черно поле h6 · бял кон на бяло поле h5 · бяла пешка на бяло поле h3 · черна пешка на бяло поле a2 · бял цар на бяло поле g2 · черен офицер на черно поле a1 | черен топ на бяло поле a8 · черна пешка на бяло поле b7 · бяла пешка на бяло поле f7 · черен цар на бяло поле c6 · черна пешка на черно поле h6 · бял кон на бяло поле h5 · бяла пешка на бяло поле h3 · черна пешка на бяло поле a2 · бял цар на бяло поле g2 · черен офицер на черно поле a1 | черен топ на бяло поле a8 · черна пешка на бяло поле b7 · бяла пешка на бяло поле f7 · черен цар на бяло поле c6 · черна пешка на черно поле h6 · бял кон на бяло поле h5 · бяла пешка на бяло поле h3 · черна пешка на бяло поле a2 · бял цар на бяло поле g2 · черен офицер на черно поле a1 | 3 |
| 2 | черен топ на бяло поле a8 · черна пешка на бяло поле b7 · бяла пешка на бяло поле f7 · черен цар на бяло поле c6 · черна пешка на черно поле h6 · бял кон на бяло поле h5 · бяла пешка на бяло поле h3 · черна пешка на бяло поле a2 · бял цар на бяло поле g2 · черен офицер на черно поле a1 | черен топ на бяло поле a8 · черна пешка на бяло поле b7 · бяла пешка на бяло поле f7 · черен цар на бяло поле c6 · черна пешка на черно поле h6 · бял кон на бяло поле h5 · бяла пешка на бяло поле h3 · черна пешка на бяло поле a2 · бял цар на бяло поле g2 · черен офицер на черно поле a1 | черен топ на бяло поле a8 · черна пешка на бяло поле b7 · бяла пешка на бяло поле f7 · черен цар на бяло поле c6 · черна пешка на черно поле h6 · бял кон на бяло поле h5 · бяла пешка на бяло поле h3 · черна пешка на бяло поле a2 · бял цар на бяло поле g2 · черен офицер на черно поле a1 | черен топ на бяло поле a8 · черна пешка на бяло поле b7 · бяла пешка на бяло поле f7 · черен цар на бяло поле c6 · черна пешка на черно поле h6 · бял кон на бяло поле h5 · бяла пешка на бяло поле h3 · черна пешка на бяло поле a2 · бял цар на бяло поле g2 · черен офицер на черно поле a1 | черен топ на бяло поле a8 · черна пешка на бяло поле b7 · бяла пешка на бяло поле f7 · черен цар на бяло поле c6 · черна пешка на черно поле h6 · бял кон на бяло поле h5 · бяла пешка на бяло поле h3 · черна пешка на бяло поле a2 · бял цар на бяло поле g2 · черен офицер на черно поле a1 | черен топ на бяло поле a8 · черна пешка на бяло поле b7 · бяла пешка на бяло поле f7 · черен цар на бяло поле c6 · черна пешка на черно поле h6 · бял кон на бяло поле h5 · бяла пешка на бяло поле h3 · черна пешка на бяло поле a2 · бял цар на бяло поле g2 · черен офицер на черно поле a1 | черен топ на бяло поле a8 · черна пешка на бяло поле b7 · бяла пешка на бяло поле f7 · черен цар на бяло поле c6 · черна пешка на черно поле h6 · бял кон на бяло поле h5 · бяла пешка на бяло поле h3 · черна пешка на бяло поле a2 · бял цар на бяло поле g2 · черен офицер на черно поле a1 | черен топ на бяло поле a8 · черна пешка на бяло поле b7 · бяла пешка на бяло поле f7 · черен цар на бяло поле c6 · черна пешка на черно поле h6 · бял кон на бяло поле h5 · бяла пешка на бяло поле h3 · черна пешка на бяло поле a2 · бял цар на бяло поле g2 · черен офицер на черно поле a1 | 2 |
| 1 | черен топ на бяло поле a8 · черна пешка на бяло поле b7 · бяла пешка на бяло поле f7 · черен цар на бяло поле c6 · черна пешка на черно поле h6 · бял кон на бяло поле h5 · бяла пешка на бяло поле h3 · черна пешка на бяло поле a2 · бял цар на бяло поле g2 · черен офицер на черно поле a1 | черен топ на бяло поле a8 · черна пешка на бяло поле b7 · бяла пешка на бяло поле f7 · черен цар на бяло поле c6 · черна пешка на черно поле h6 · бял кон на бяло поле h5 · бяла пешка на бяло поле h3 · черна пешка на бяло поле a2 · бял цар на бяло поле g2 · черен офицер на черно поле a1 | черен топ на бяло поле a8 · черна пешка на бяло поле b7 · бяла пешка на бяло поле f7 · черен цар на бяло поле c6 · черна пешка на черно поле h6 · бял кон на бяло поле h5 · бяла пешка на бяло поле h3 · черна пешка на бяло поле a2 · бял цар на бяло поле g2 · черен офицер на черно поле a1 | черен топ на бяло поле a8 · черна пешка на бяло поле b7 · бяла пешка на бяло поле f7 · черен цар на бяло поле c6 · черна пешка на черно поле h6 · бял кон на бяло поле h5 · бяла пешка на бяло поле h3 · черна пешка на бяло поле a2 · бял цар на бяло поле g2 · черен офицер на черно поле a1 | черен топ на бяло поле a8 · черна пешка на бяло поле b7 · бяла пешка на бяло поле f7 · черен цар на бяло поле c6 · черна пешка на черно поле h6 · бял кон на бяло поле h5 · бяла пешка на бяло поле h3 · черна пешка на бяло поле a2 · бял цар на бяло поле g2 · черен офицер на черно поле a1 | черен топ на бяло поле a8 · черна пешка на бяло поле b7 · бяла пешка на бяло поле f7 · черен цар на бяло поле c6 · черна пешка на черно поле h6 · бял кон на бяло поле h5 · бяла пешка на бяло поле h3 · черна пешка на бяло поле a2 · бял цар на бяло поле g2 · черен офицер на черно поле a1 | черен топ на бяло поле a8 · черна пешка на бяло поле b7 · бяла пешка на бяло поле f7 · черен цар на бяло поле c6 · черна пешка на черно поле h6 · бял кон на бяло поле h5 · бяла пешка на бяло поле h3 · черна пешка на бяло поле a2 · бял цар на бяло поле g2 · черен офицер на черно поле a1 | черен топ на бяло поле a8 · черна пешка на бяло поле b7 · бяла пешка на бяло поле f7 · черен цар на бяло поле c6 · черна пешка на черно поле h6 · бял кон на бяло поле h5 · бяла пешка на бяло поле h3 · черна пешка на бяло поле a2 · бял цар на бяло поле g2 · черен офицер на черно поле a1 | 1 |
|   | a | b | c | d | e | f | g | h |   |

|   | a | b | c | d | e | f | g | h |   |
| 8 | черна пешка на бяло поле b7 · черен цар на бяло поле f7 · черна пешка на бяло поле a6 · черна пешка на бяло поле c6 · черен кон на черно поле f6 · бяла дама на черно поле e5 · черна пешка на бяло поле g4 · бяла пешка на черно поле e3 · бял цар на черно поле g3 · бял офицер на бяло поле h3 · бяла пешка на бяло поле a2 · бяла пешка на черно поле b2 · черен топ на черно поле d2 · черен топ на черно поле c1 | черна пешка на бяло поле b7 · черен цар на бяло поле f7 · черна пешка на бяло поле a6 · черна пешка на бяло поле c6 · черен кон на черно поле f6 · бяла дама на черно поле e5 · черна пешка на бяло поле g4 · бяла пешка на черно поле e3 · бял цар на черно поле g3 · бял офицер на бяло поле h3 · бяла пешка на бяло поле a2 · бяла пешка на черно поле b2 · черен топ на черно поле d2 · черен топ на черно поле c1 | черна пешка на бяло поле b7 · черен цар на бяло поле f7 · черна пешка на бяло поле a6 · черна пешка на бяло поле c6 · черен кон на черно поле f6 · бяла дама на черно поле e5 · черна пешка на бяло поле g4 · бяла пешка на черно поле e3 · бял цар на черно поле g3 · бял офицер на бяло поле h3 · бяла пешка на бяло поле a2 · бяла пешка на черно поле b2 · черен топ на черно поле d2 · черен топ на черно поле c1 | черна пешка на бяло поле b7 · черен цар на бяло поле f7 · черна пешка на бяло поле a6 · черна пешка на бяло поле c6 · черен кон на черно поле f6 · бяла дама на черно поле e5 · черна пешка на бяло поле g4 · бяла пешка на черно поле e3 · бял цар на черно поле g3 · бял офицер на бяло поле h3 · бяла пешка на бяло поле a2 · бяла пешка на черно поле b2 · черен топ на черно поле d2 · черен топ на черно поле c1 | черна пешка на бяло поле b7 · черен цар на бяло поле f7 · черна пешка на бяло поле a6 · черна пешка на бяло поле c6 · черен кон на черно поле f6 · бяла дама на черно поле e5 · черна пешка на бяло поле g4 · бяла пешка на черно поле e3 · бял цар на черно поле g3 · бял офицер на бяло поле h3 · бяла пешка на бяло поле a2 · бяла пешка на черно поле b2 · черен топ на черно поле d2 · черен топ на черно поле c1 | черна пешка на бяло поле b7 · черен цар на бяло поле f7 · черна пешка на бяло поле a6 · черна пешка на бяло поле c6 · черен кон на черно поле f6 · бяла дама на черно поле e5 · черна пешка на бяло поле g4 · бяла пешка на черно поле e3 · бял цар на черно поле g3 · бял офицер на бяло поле h3 · бяла пешка на бяло поле a2 · бяла пешка на черно поле b2 · черен топ на черно поле d2 · черен топ на черно поле c1 | черна пешка на бяло поле b7 · черен цар на бяло поле f7 · черна пешка на бяло поле a6 · черна пешка на бяло поле c6 · черен кон на черно поле f6 · бяла дама на черно поле e5 · черна пешка на бяло поле g4 · бяла пешка на черно поле e3 · бял цар на черно поле g3 · бял офицер на бяло поле h3 · бяла пешка на бяло поле a2 · бяла пешка на черно поле b2 · черен топ на черно поле d2 · черен топ на черно поле c1 | черна пешка на бяло поле b7 · черен цар на бяло поле f7 · черна пешка на бяло поле a6 · черна пешка на бяло поле c6 · черен кон на черно поле f6 · бяла дама на черно поле e5 · черна пешка на бяло поле g4 · бяла пешка на черно поле e3 · бял цар на черно поле g3 · бял офицер на бяло поле h3 · бяла пешка на бяло поле a2 · бяла пешка на черно поле b2 · черен топ на черно поле d2 · черен топ на черно поле c1 | 8 |
| 7 | черна пешка на бяло поле b7 · черен цар на бяло поле f7 · черна пешка на бяло поле a6 · черна пешка на бяло поле c6 · черен кон на черно поле f6 · бяла дама на черно поле e5 · черна пешка на бяло поле g4 · бяла пешка на черно поле e3 · бял цар на черно поле g3 · бял офицер на бяло поле h3 · бяла пешка на бяло поле a2 · бяла пешка на черно поле b2 · черен топ на черно поле d2 · черен топ на черно поле c1 | черна пешка на бяло поле b7 · черен цар на бяло поле f7 · черна пешка на бяло поле a6 · черна пешка на бяло поле c6 · черен кон на черно поле f6 · бяла дама на черно поле e5 · черна пешка на бяло поле g4 · бяла пешка на черно поле e3 · бял цар на черно поле g3 · бял офицер на бяло поле h3 · бяла пешка на бяло поле a2 · бяла пешка на черно поле b2 · черен топ на черно поле d2 · черен топ на черно поле c1 | черна пешка на бяло поле b7 · черен цар на бяло поле f7 · черна пешка на бяло поле a6 · черна пешка на бяло поле c6 · черен кон на черно поле f6 · бяла дама на черно поле e5 · черна пешка на бяло поле g4 · бяла пешка на черно поле e3 · бял цар на черно поле g3 · бял офицер на бяло поле h3 · бяла пешка на бяло поле a2 · бяла пешка на черно поле b2 · черен топ на черно поле d2 · черен топ на черно поле c1 | черна пешка на бяло поле b7 · черен цар на бяло поле f7 · черна пешка на бяло поле a6 · черна пешка на бяло поле c6 · черен кон на черно поле f6 · бяла дама на черно поле e5 · черна пешка на бяло поле g4 · бяла пешка на черно поле e3 · бял цар на черно поле g3 · бял офицер на бяло поле h3 · бяла пешка на бяло поле a2 · бяла пешка на черно поле b2 · черен топ на черно поле d2 · черен топ на черно поле c1 | черна пешка на бяло поле b7 · черен цар на бяло поле f7 · черна пешка на бяло поле a6 · черна пешка на бяло поле c6 · черен кон на черно поле f6 · бяла дама на черно поле e5 · черна пешка на бяло поле g4 · бяла пешка на черно поле e3 · бял цар на черно поле g3 · бял офицер на бяло поле h3 · бяла пешка на бяло поле a2 · бяла пешка на черно поле b2 · черен топ на черно поле d2 · черен топ на черно поле c1 | черна пешка на бяло поле b7 · черен цар на бяло поле f7 · черна пешка на бяло поле a6 · черна пешка на бяло поле c6 · черен кон на черно поле f6 · бяла дама на черно поле e5 · черна пешка на бяло поле g4 · бяла пешка на черно поле e3 · бял цар на черно поле g3 · бял офицер на бяло поле h3 · бяла пешка на бяло поле a2 · бяла пешка на черно поле b2 · черен топ на черно поле d2 · черен топ на черно поле c1 | черна пешка на бяло поле b7 · черен цар на бяло поле f7 · черна пешка на бяло поле a6 · черна пешка на бяло поле c6 · черен кон на черно поле f6 · бяла дама на черно поле e5 · черна пешка на бяло поле g4 · бяла пешка на черно поле e3 · бял цар на черно поле g3 · бял офицер на бяло поле h3 · бяла пешка на бяло поле a2 · бяла пешка на черно поле b2 · черен топ на черно поле d2 · черен топ на черно поле c1 | черна пешка на бяло поле b7 · черен цар на бяло поле f7 · черна пешка на бяло поле a6 · черна пешка на бяло поле c6 · черен кон на черно поле f6 · бяла дама на черно поле e5 · черна пешка на бяло поле g4 · бяла пешка на черно поле e3 · бял цар на черно поле g3 · бял офицер на бяло поле h3 · бяла пешка на бяло поле a2 · бяла пешка на черно поле b2 · черен топ на черно поле d2 · черен топ на черно поле c1 | 7 |
| 6 | черна пешка на бяло поле b7 · черен цар на бяло поле f7 · черна пешка на бяло поле a6 · черна пешка на бяло поле c6 · черен кон на черно поле f6 · бяла дама на черно поле e5 · черна пешка на бяло поле g4 · бяла пешка на черно поле e3 · бял цар на черно поле g3 · бял офицер на бяло поле h3 · бяла пешка на бяло поле a2 · бяла пешка на черно поле b2 · черен топ на черно поле d2 · черен топ на черно поле c1 | черна пешка на бяло поле b7 · черен цар на бяло поле f7 · черна пешка на бяло поле a6 · черна пешка на бяло поле c6 · черен кон на черно поле f6 · бяла дама на черно поле e5 · черна пешка на бяло поле g4 · бяла пешка на черно поле e3 · бял цар на черно поле g3 · бял офицер на бяло поле h3 · бяла пешка на бяло поле a2 · бяла пешка на черно поле b2 · черен топ на черно поле d2 · черен топ на черно поле c1 | черна пешка на бяло поле b7 · черен цар на бяло поле f7 · черна пешка на бяло поле a6 · черна пешка на бяло поле c6 · черен кон на черно поле f6 · бяла дама на черно поле e5 · черна пешка на бяло поле g4 · бяла пешка на черно поле e3 · бял цар на черно поле g3 · бял офицер на бяло поле h3 · бяла пешка на бяло поле a2 · бяла пешка на черно поле b2 · черен топ на черно поле d2 · черен топ на черно поле c1 | черна пешка на бяло поле b7 · черен цар на бяло поле f7 · черна пешка на бяло поле a6 · черна пешка на бяло поле c6 · черен кон на черно поле f6 · бяла дама на черно поле e5 · черна пешка на бяло поле g4 · бяла пешка на черно поле e3 · бял цар на черно поле g3 · бял офицер на бяло поле h3 · бяла пешка на бяло поле a2 · бяла пешка на черно поле b2 · черен топ на черно поле d2 · черен топ на черно поле c1 | черна пешка на бяло поле b7 · черен цар на бяло поле f7 · черна пешка на бяло поле a6 · черна пешка на бяло поле c6 · черен кон на черно поле f6 · бяла дама на черно поле e5 · черна пешка на бяло поле g4 · бяла пешка на черно поле e3 · бял цар на черно поле g3 · бял офицер на бяло поле h3 · бяла пешка на бяло поле a2 · бяла пешка на черно поле b2 · черен топ на черно поле d2 · черен топ на черно поле c1 | черна пешка на бяло поле b7 · черен цар на бяло поле f7 · черна пешка на бяло поле a6 · черна пешка на бяло поле c6 · черен кон на черно поле f6 · бяла дама на черно поле e5 · черна пешка на бяло поле g4 · бяла пешка на черно поле e3 · бял цар на черно поле g3 · бял офицер на бяло поле h3 · бяла пешка на бяло поле a2 · бяла пешка на черно поле b2 · черен топ на черно поле d2 · черен топ на черно поле c1 | черна пешка на бяло поле b7 · черен цар на бяло поле f7 · черна пешка на бяло поле a6 · черна пешка на бяло поле c6 · черен кон на черно поле f6 · бяла дама на черно поле e5 · черна пешка на бяло поле g4 · бяла пешка на черно поле e3 · бял цар на черно поле g3 · бял офицер на бяло поле h3 · бяла пешка на бяло поле a2 · бяла пешка на черно поле b2 · черен топ на черно поле d2 · черен топ на черно поле c1 | черна пешка на бяло поле b7 · черен цар на бяло поле f7 · черна пешка на бяло поле a6 · черна пешка на бяло поле c6 · черен кон на черно поле f6 · бяла дама на черно поле e5 · черна пешка на бяло поле g4 · бяла пешка на черно поле e3 · бял цар на черно поле g3 · бял офицер на бяло поле h3 · бяла пешка на бяло поле a2 · бяла пешка на черно поле b2 · черен топ на черно поле d2 · черен топ на черно поле c1 | 6 |
| 5 | черна пешка на бяло поле b7 · черен цар на бяло поле f7 · черна пешка на бяло поле a6 · черна пешка на бяло поле c6 · черен кон на черно поле f6 · бяла дама на черно поле e5 · черна пешка на бяло поле g4 · бяла пешка на черно поле e3 · бял цар на черно поле g3 · бял офицер на бяло поле h3 · бяла пешка на бяло поле a2 · бяла пешка на черно поле b2 · черен топ на черно поле d2 · черен топ на черно поле c1 | черна пешка на бяло поле b7 · черен цар на бяло поле f7 · черна пешка на бяло поле a6 · черна пешка на бяло поле c6 · черен кон на черно поле f6 · бяла дама на черно поле e5 · черна пешка на бяло поле g4 · бяла пешка на черно поле e3 · бял цар на черно поле g3 · бял офицер на бяло поле h3 · бяла пешка на бяло поле a2 · бяла пешка на черно поле b2 · черен топ на черно поле d2 · черен топ на черно поле c1 | черна пешка на бяло поле b7 · черен цар на бяло поле f7 · черна пешка на бяло поле a6 · черна пешка на бяло поле c6 · черен кон на черно поле f6 · бяла дама на черно поле e5 · черна пешка на бяло поле g4 · бяла пешка на черно поле e3 · бял цар на черно поле g3 · бял офицер на бяло поле h3 · бяла пешка на бяло поле a2 · бяла пешка на черно поле b2 · черен топ на черно поле d2 · черен топ на черно поле c1 | черна пешка на бяло поле b7 · черен цар на бяло поле f7 · черна пешка на бяло поле a6 · черна пешка на бяло поле c6 · черен кон на черно поле f6 · бяла дама на черно поле e5 · черна пешка на бяло поле g4 · бяла пешка на черно поле e3 · бял цар на черно поле g3 · бял офицер на бяло поле h3 · бяла пешка на бяло поле a2 · бяла пешка на черно поле b2 · черен топ на черно поле d2 · черен топ на черно поле c1 | черна пешка на бяло поле b7 · черен цар на бяло поле f7 · черна пешка на бяло поле a6 · черна пешка на бяло поле c6 · черен кон на черно поле f6 · бяла дама на черно поле e5 · черна пешка на бяло поле g4 · бяла пешка на черно поле e3 · бял цар на черно поле g3 · бял офицер на бяло поле h3 · бяла пешка на бяло поле a2 · бяла пешка на черно поле b2 · черен топ на черно поле d2 · черен топ на черно поле c1 | черна пешка на бяло поле b7 · черен цар на бяло поле f7 · черна пешка на бяло поле a6 · черна пешка на бяло поле c6 · черен кон на черно поле f6 · бяла дама на черно поле e5 · черна пешка на бяло поле g4 · бяла пешка на черно поле e3 · бял цар на черно поле g3 · бял офицер на бяло поле h3 · бяла пешка на бяло поле a2 · бяла пешка на черно поле b2 · черен топ на черно поле d2 · черен топ на черно поле c1 | черна пешка на бяло поле b7 · черен цар на бяло поле f7 · черна пешка на бяло поле a6 · черна пешка на бяло поле c6 · черен кон на черно поле f6 · бяла дама на черно поле e5 · черна пешка на бяло поле g4 · бяла пешка на черно поле e3 · бял цар на черно поле g3 · бял офицер на бяло поле h3 · бяла пешка на бяло поле a2 · бяла пешка на черно поле b2 · черен топ на черно поле d2 · черен топ на черно поле c1 | черна пешка на бяло поле b7 · черен цар на бяло поле f7 · черна пешка на бяло поле a6 · черна пешка на бяло поле c6 · черен кон на черно поле f6 · бяла дама на черно поле e5 · черна пешка на бяло поле g4 · бяла пешка на черно поле e3 · бял цар на черно поле g3 · бял офицер на бяло поле h3 · бяла пешка на бяло поле a2 · бяла пешка на черно поле b2 · черен топ на черно поле d2 · черен топ на черно поле c1 | 5 |
| 4 | черна пешка на бяло поле b7 · черен цар на бяло поле f7 · черна пешка на бяло поле a6 · черна пешка на бяло поле c6 · черен кон на черно поле f6 · бяла дама на черно поле e5 · черна пешка на бяло поле g4 · бяла пешка на черно поле e3 · бял цар на черно поле g3 · бял офицер на бяло поле h3 · бяла пешка на бяло поле a2 · бяла пешка на черно поле b2 · черен топ на черно поле d2 · черен топ на черно поле c1 | черна пешка на бяло поле b7 · черен цар на бяло поле f7 · черна пешка на бяло поле a6 · черна пешка на бяло поле c6 · черен кон на черно поле f6 · бяла дама на черно поле e5 · черна пешка на бяло поле g4 · бяла пешка на черно поле e3 · бял цар на черно поле g3 · бял офицер на бяло поле h3 · бяла пешка на бяло поле a2 · бяла пешка на черно поле b2 · черен топ на черно поле d2 · черен топ на черно поле c1 | черна пешка на бяло поле b7 · черен цар на бяло поле f7 · черна пешка на бяло поле a6 · черна пешка на бяло поле c6 · черен кон на черно поле f6 · бяла дама на черно поле e5 · черна пешка на бяло поле g4 · бяла пешка на черно поле e3 · бял цар на черно поле g3 · бял офицер на бяло поле h3 · бяла пешка на бяло поле a2 · бяла пешка на черно поле b2 · черен топ на черно поле d2 · черен топ на черно поле c1 | черна пешка на бяло поле b7 · черен цар на бяло поле f7 · черна пешка на бяло поле a6 · черна пешка на бяло поле c6 · черен кон на черно поле f6 · бяла дама на черно поле e5 · черна пешка на бяло поле g4 · бяла пешка на черно поле e3 · бял цар на черно поле g3 · бял офицер на бяло поле h3 · бяла пешка на бяло поле a2 · бяла пешка на черно поле b2 · черен топ на черно поле d2 · черен топ на черно поле c1 | черна пешка на бяло поле b7 · черен цар на бяло поле f7 · черна пешка на бяло поле a6 · черна пешка на бяло поле c6 · черен кон на черно поле f6 · бяла дама на черно поле e5 · черна пешка на бяло поле g4 · бяла пешка на черно поле e3 · бял цар на черно поле g3 · бял офицер на бяло поле h3 · бяла пешка на бяло поле a2 · бяла пешка на черно поле b2 · черен топ на черно поле d2 · черен топ на черно поле c1 | черна пешка на бяло поле b7 · черен цар на бяло поле f7 · черна пешка на бяло поле a6 · черна пешка на бяло поле c6 · черен кон на черно поле f6 · бяла дама на черно поле e5 · черна пешка на бяло поле g4 · бяла пешка на черно поле e3 · бял цар на черно поле g3 · бял офицер на бяло поле h3 · бяла пешка на бяло поле a2 · бяла пешка на черно поле b2 · черен топ на черно поле d2 · черен топ на черно поле c1 | черна пешка на бяло поле b7 · черен цар на бяло поле f7 · черна пешка на бяло поле a6 · черна пешка на бяло поле c6 · черен кон на черно поле f6 · бяла дама на черно поле e5 · черна пешка на бяло поле g4 · бяла пешка на черно поле e3 · бял цар на черно поле g3 · бял офицер на бяло поле h3 · бяла пешка на бяло поле a2 · бяла пешка на черно поле b2 · черен топ на черно поле d2 · черен топ на черно поле c1 | черна пешка на бяло поле b7 · черен цар на бяло поле f7 · черна пешка на бяло поле a6 · черна пешка на бяло поле c6 · черен кон на черно поле f6 · бяла дама на черно поле e5 · черна пешка на бяло поле g4 · бяла пешка на черно поле e3 · бял цар на черно поле g3 · бял офицер на бяло поле h3 · бяла пешка на бяло поле a2 · бяла пешка на черно поле b2 · черен топ на черно поле d2 · черен топ на черно поле c1 | 4 |
| 3 | черна пешка на бяло поле b7 · черен цар на бяло поле f7 · черна пешка на бяло поле a6 · черна пешка на бяло поле c6 · черен кон на черно поле f6 · бяла дама на черно поле e5 · черна пешка на бяло поле g4 · бяла пешка на черно поле e3 · бял цар на черно поле g3 · бял офицер на бяло поле h3 · бяла пешка на бяло поле a2 · бяла пешка на черно поле b2 · черен топ на черно поле d2 · черен топ на черно поле c1 | черна пешка на бяло поле b7 · черен цар на бяло поле f7 · черна пешка на бяло поле a6 · черна пешка на бяло поле c6 · черен кон на черно поле f6 · бяла дама на черно поле e5 · черна пешка на бяло поле g4 · бяла пешка на черно поле e3 · бял цар на черно поле g3 · бял офицер на бяло поле h3 · бяла пешка на бяло поле a2 · бяла пешка на черно поле b2 · черен топ на черно поле d2 · черен топ на черно поле c1 | черна пешка на бяло поле b7 · черен цар на бяло поле f7 · черна пешка на бяло поле a6 · черна пешка на бяло поле c6 · черен кон на черно поле f6 · бяла дама на черно поле e5 · черна пешка на бяло поле g4 · бяла пешка на черно поле e3 · бял цар на черно поле g3 · бял офицер на бяло поле h3 · бяла пешка на бяло поле a2 · бяла пешка на черно поле b2 · черен топ на черно поле d2 · черен топ на черно поле c1 | черна пешка на бяло поле b7 · черен цар на бяло поле f7 · черна пешка на бяло поле a6 · черна пешка на бяло поле c6 · черен кон на черно поле f6 · бяла дама на черно поле e5 · черна пешка на бяло поле g4 · бяла пешка на черно поле e3 · бял цар на черно поле g3 · бял офицер на бяло поле h3 · бяла пешка на бяло поле a2 · бяла пешка на черно поле b2 · черен топ на черно поле d2 · черен топ на черно поле c1 | черна пешка на бяло поле b7 · черен цар на бяло поле f7 · черна пешка на бяло поле a6 · черна пешка на бяло поле c6 · черен кон на черно поле f6 · бяла дама на черно поле e5 · черна пешка на бяло поле g4 · бяла пешка на черно поле e3 · бял цар на черно поле g3 · бял офицер на бяло поле h3 · бяла пешка на бяло поле a2 · бяла пешка на черно поле b2 · черен топ на черно поле d2 · черен топ на черно поле c1 | черна пешка на бяло поле b7 · черен цар на бяло поле f7 · черна пешка на бяло поле a6 · черна пешка на бяло поле c6 · черен кон на черно поле f6 · бяла дама на черно поле e5 · черна пешка на бяло поле g4 · бяла пешка на черно поле e3 · бял цар на черно поле g3 · бял офицер на бяло поле h3 · бяла пешка на бяло поле a2 · бяла пешка на черно поле b2 · черен топ на черно поле d2 · черен топ на черно поле c1 | черна пешка на бяло поле b7 · черен цар на бяло поле f7 · черна пешка на бяло поле a6 · черна пешка на бяло поле c6 · черен кон на черно поле f6 · бяла дама на черно поле e5 · черна пешка на бяло поле g4 · бяла пешка на черно поле e3 · бял цар на черно поле g3 · бял офицер на бяло поле h3 · бяла пешка на бяло поле a2 · бяла пешка на черно поле b2 · черен топ на черно поле d2 · черен топ на черно поле c1 | черна пешка на бяло поле b7 · черен цар на бяло поле f7 · черна пешка на бяло поле a6 · черна пешка на бяло поле c6 · черен кон на черно поле f6 · бяла дама на черно поле e5 · черна пешка на бяло поле g4 · бяла пешка на черно поле e3 · бял цар на черно поле g3 · бял офицер на бяло поле h3 · бяла пешка на бяло поле a2 · бяла пешка на черно поле b2 · черен топ на черно поле d2 · черен топ на черно поле c1 | 3 |
| 2 | черна пешка на бяло поле b7 · черен цар на бяло поле f7 · черна пешка на бяло поле a6 · черна пешка на бяло поле c6 · черен кон на черно поле f6 · бяла дама на черно поле e5 · черна пешка на бяло поле g4 · бяла пешка на черно поле e3 · бял цар на черно поле g3 · бял офицер на бяло поле h3 · бяла пешка на бяло поле a2 · бяла пешка на черно поле b2 · черен топ на черно поле d2 · черен топ на черно поле c1 | черна пешка на бяло поле b7 · черен цар на бяло поле f7 · черна пешка на бяло поле a6 · черна пешка на бяло поле c6 · черен кон на черно поле f6 · бяла дама на черно поле e5 · черна пешка на бяло поле g4 · бяла пешка на черно поле e3 · бял цар на черно поле g3 · бял офицер на бяло поле h3 · бяла пешка на бяло поле a2 · бяла пешка на черно поле b2 · черен топ на черно поле d2 · черен топ на черно поле c1 | черна пешка на бяло поле b7 · черен цар на бяло поле f7 · черна пешка на бяло поле a6 · черна пешка на бяло поле c6 · черен кон на черно поле f6 · бяла дама на черно поле e5 · черна пешка на бяло поле g4 · бяла пешка на черно поле e3 · бял цар на черно поле g3 · бял офицер на бяло поле h3 · бяла пешка на бяло поле a2 · бяла пешка на черно поле b2 · черен топ на черно поле d2 · черен топ на черно поле c1 | черна пешка на бяло поле b7 · черен цар на бяло поле f7 · черна пешка на бяло поле a6 · черна пешка на бяло поле c6 · черен кон на черно поле f6 · бяла дама на черно поле e5 · черна пешка на бяло поле g4 · бяла пешка на черно поле e3 · бял цар на черно поле g3 · бял офицер на бяло поле h3 · бяла пешка на бяло поле a2 · бяла пешка на черно поле b2 · черен топ на черно поле d2 · черен топ на черно поле c1 | черна пешка на бяло поле b7 · черен цар на бяло поле f7 · черна пешка на бяло поле a6 · черна пешка на бяло поле c6 · черен кон на черно поле f6 · бяла дама на черно поле e5 · черна пешка на бяло поле g4 · бяла пешка на черно поле e3 · бял цар на черно поле g3 · бял офицер на бяло поле h3 · бяла пешка на бяло поле a2 · бяла пешка на черно поле b2 · черен топ на черно поле d2 · черен топ на черно поле c1 | черна пешка на бяло поле b7 · черен цар на бяло поле f7 · черна пешка на бяло поле a6 · черна пешка на бяло поле c6 · черен кон на черно поле f6 · бяла дама на черно поле e5 · черна пешка на бяло поле g4 · бяла пешка на черно поле e3 · бял цар на черно поле g3 · бял офицер на бяло поле h3 · бяла пешка на бяло поле a2 · бяла пешка на черно поле b2 · черен топ на черно поле d2 · черен топ на черно поле c1 | черна пешка на бяло поле b7 · черен цар на бяло поле f7 · черна пешка на бяло поле a6 · черна пешка на бяло поле c6 · черен кон на черно поле f6 · бяла дама на черно поле e5 · черна пешка на бяло поле g4 · бяла пешка на черно поле e3 · бял цар на черно поле g3 · бял офицер на бяло поле h3 · бяла пешка на бяло поле a2 · бяла пешка на черно поле b2 · черен топ на черно поле d2 · черен топ на черно поле c1 | черна пешка на бяло поле b7 · черен цар на бяло поле f7 · черна пешка на бяло поле a6 · черна пешка на бяло поле c6 · черен кон на черно поле f6 · бяла дама на черно поле e5 · черна пешка на бяло поле g4 · бяла пешка на черно поле e3 · бял цар на черно поле g3 · бял офицер на бяло поле h3 · бяла пешка на бяло поле a2 · бяла пешка на черно поле b2 · черен топ на черно поле d2 · черен топ на черно поле c1 | 2 |
| 1 | черна пешка на бяло поле b7 · черен цар на бяло поле f7 · черна пешка на бяло поле a6 · черна пешка на бяло поле c6 · черен кон на черно поле f6 · бяла дама на черно поле e5 · черна пешка на бяло поле g4 · бяла пешка на черно поле e3 · бял цар на черно поле g3 · бял офицер на бяло поле h3 · бяла пешка на бяло поле a2 · бяла пешка на черно поле b2 · черен топ на черно поле d2 · черен топ на черно поле c1 | черна пешка на бяло поле b7 · черен цар на бяло поле f7 · черна пешка на бяло поле a6 · черна пешка на бяло поле c6 · черен кон на черно поле f6 · бяла дама на черно поле e5 · черна пешка на бяло поле g4 · бяла пешка на черно поле e3 · бял цар на черно поле g3 · бял офицер на бяло поле h3 · бяла пешка на бяло поле a2 · бяла пешка на черно поле b2 · черен топ на черно поле d2 · черен топ на черно поле c1 | черна пешка на бяло поле b7 · черен цар на бяло поле f7 · черна пешка на бяло поле a6 · черна пешка на бяло поле c6 · черен кон на черно поле f6 · бяла дама на черно поле e5 · черна пешка на бяло поле g4 · бяла пешка на черно поле e3 · бял цар на черно поле g3 · бял офицер на бяло поле h3 · бяла пешка на бяло поле a2 · бяла пешка на черно поле b2 · черен топ на черно поле d2 · черен топ на черно поле c1 | черна пешка на бяло поле b7 · черен цар на бяло поле f7 · черна пешка на бяло поле a6 · черна пешка на бяло поле c6 · черен кон на черно поле f6 · бяла дама на черно поле e5 · черна пешка на бяло поле g4 · бяла пешка на черно поле e3 · бял цар на черно поле g3 · бял офицер на бяло поле h3 · бяла пешка на бяло поле a2 · бяла пешка на черно поле b2 · черен топ на черно поле d2 · черен топ на черно поле c1 | черна пешка на бяло поле b7 · черен цар на бяло поле f7 · черна пешка на бяло поле a6 · черна пешка на бяло поле c6 · черен кон на черно поле f6 · бяла дама на черно поле e5 · черна пешка на бяло поле g4 · бяла пешка на черно поле e3 · бял цар на черно поле g3 · бял офицер на бяло поле h3 · бяла пешка на бяло поле a2 · бяла пешка на черно поле b2 · черен топ на черно поле d2 · черен топ на черно поле c1 | черна пешка на бяло поле b7 · черен цар на бяло поле f7 · черна пешка на бяло поле a6 · черна пешка на бяло поле c6 · черен кон на черно поле f6 · бяла дама на черно поле e5 · черна пешка на бяло поле g4 · бяла пешка на черно поле e3 · бял цар на черно поле g3 · бял офицер на бяло поле h3 · бяла пешка на бяло поле a2 · бяла пешка на черно поле b2 · черен топ на черно поле d2 · черен топ на черно поле c1 | черна пешка на бяло поле b7 · черен цар на бяло поле f7 · черна пешка на бяло поле a6 · черна пешка на бяло поле c6 · черен кон на черно поле f6 · бяла дама на черно поле e5 · черна пешка на бяло поле g4 · бяла пешка на черно поле e3 · бял цар на черно поле g3 · бял офицер на бяло поле h3 · бяла пешка на бяло поле a2 · бяла пешка на черно поле b2 · черен топ на черно поле d2 · черен топ на черно поле c1 | черна пешка на бяло поле b7 · черен цар на бяло поле f7 · черна пешка на бяло поле a6 · черна пешка на бяло поле c6 · черен кон на черно поле f6 · бяла дама на черно поле e5 · черна пешка на бяло поле g4 · бяла пешка на черно поле e3 · бял цар на черно поле g3 · бял офицер на бяло поле h3 · бяла пешка на бяло поле a2 · бяла пешка на черно поле b2 · черен топ на черно поле d2 · черен топ на черно поле c1 | 1 |
|   | a | b | c | d | e | f | g | h |   |

|   | a | b | c | d | e | f | g | h |   |
| 8 | бяла дама на бяло поле a8 · черен кон на черно поле b8 · черен цар на бяло поле c8 · черен топ на бяло поле g8 · черна пешка на бяло поле b7 · черен топ на бяло поле h7 · черна пешка на бяло поле c6 · черна пешка на черно поле f6 · черен кон на бяло поле g6 · бял офицер на бяло поле f5 · бяла пешка на бяло поле g4 · бяла пешка на бяло поле h3 · бяла пешка на бяло поле a2 · бяла пешка на черно поле b2 · бяла пешка на бяло поле c2 · бял топ на бяло поле d1 · бял цар на черно поле g1 | бяла дама на бяло поле a8 · черен кон на черно поле b8 · черен цар на бяло поле c8 · черен топ на бяло поле g8 · черна пешка на бяло поле b7 · черен топ на бяло поле h7 · черна пешка на бяло поле c6 · черна пешка на черно поле f6 · черен кон на бяло поле g6 · бял офицер на бяло поле f5 · бяла пешка на бяло поле g4 · бяла пешка на бяло поле h3 · бяла пешка на бяло поле a2 · бяла пешка на черно поле b2 · бяла пешка на бяло поле c2 · бял топ на бяло поле d1 · бял цар на черно поле g1 | бяла дама на бяло поле a8 · черен кон на черно поле b8 · черен цар на бяло поле c8 · черен топ на бяло поле g8 · черна пешка на бяло поле b7 · черен топ на бяло поле h7 · черна пешка на бяло поле c6 · черна пешка на черно поле f6 · черен кон на бяло поле g6 · бял офицер на бяло поле f5 · бяла пешка на бяло поле g4 · бяла пешка на бяло поле h3 · бяла пешка на бяло поле a2 · бяла пешка на черно поле b2 · бяла пешка на бяло поле c2 · бял топ на бяло поле d1 · бял цар на черно поле g1 | бяла дама на бяло поле a8 · черен кон на черно поле b8 · черен цар на бяло поле c8 · черен топ на бяло поле g8 · черна пешка на бяло поле b7 · черен топ на бяло поле h7 · черна пешка на бяло поле c6 · черна пешка на черно поле f6 · черен кон на бяло поле g6 · бял офицер на бяло поле f5 · бяла пешка на бяло поле g4 · бяла пешка на бяло поле h3 · бяла пешка на бяло поле a2 · бяла пешка на черно поле b2 · бяла пешка на бяло поле c2 · бял топ на бяло поле d1 · бял цар на черно поле g1 | бяла дама на бяло поле a8 · черен кон на черно поле b8 · черен цар на бяло поле c8 · черен топ на бяло поле g8 · черна пешка на бяло поле b7 · черен топ на бяло поле h7 · черна пешка на бяло поле c6 · черна пешка на черно поле f6 · черен кон на бяло поле g6 · бял офицер на бяло поле f5 · бяла пешка на бяло поле g4 · бяла пешка на бяло поле h3 · бяла пешка на бяло поле a2 · бяла пешка на черно поле b2 · бяла пешка на бяло поле c2 · бял топ на бяло поле d1 · бял цар на черно поле g1 | бяла дама на бяло поле a8 · черен кон на черно поле b8 · черен цар на бяло поле c8 · черен топ на бяло поле g8 · черна пешка на бяло поле b7 · черен топ на бяло поле h7 · черна пешка на бяло поле c6 · черна пешка на черно поле f6 · черен кон на бяло поле g6 · бял офицер на бяло поле f5 · бяла пешка на бяло поле g4 · бяла пешка на бяло поле h3 · бяла пешка на бяло поле a2 · бяла пешка на черно поле b2 · бяла пешка на бяло поле c2 · бял топ на бяло поле d1 · бял цар на черно поле g1 | бяла дама на бяло поле a8 · черен кон на черно поле b8 · черен цар на бяло поле c8 · черен топ на бяло поле g8 · черна пешка на бяло поле b7 · черен топ на бяло поле h7 · черна пешка на бяло поле c6 · черна пешка на черно поле f6 · черен кон на бяло поле g6 · бял офицер на бяло поле f5 · бяла пешка на бяло поле g4 · бяла пешка на бяло поле h3 · бяла пешка на бяло поле a2 · бяла пешка на черно поле b2 · бяла пешка на бяло поле c2 · бял топ на бяло поле d1 · бял цар на черно поле g1 | бяла дама на бяло поле a8 · черен кон на черно поле b8 · черен цар на бяло поле c8 · черен топ на бяло поле g8 · черна пешка на бяло поле b7 · черен топ на бяло поле h7 · черна пешка на бяло поле c6 · черна пешка на черно поле f6 · черен кон на бяло поле g6 · бял офицер на бяло поле f5 · бяла пешка на бяло поле g4 · бяла пешка на бяло поле h3 · бяла пешка на бяло поле a2 · бяла пешка на черно поле b2 · бяла пешка на бяло поле c2 · бял топ на бяло поле d1 · бял цар на черно поле g1 | 8 |
| 7 | бяла дама на бяло поле a8 · черен кон на черно поле b8 · черен цар на бяло поле c8 · черен топ на бяло поле g8 · черна пешка на бяло поле b7 · черен топ на бяло поле h7 · черна пешка на бяло поле c6 · черна пешка на черно поле f6 · черен кон на бяло поле g6 · бял офицер на бяло поле f5 · бяла пешка на бяло поле g4 · бяла пешка на бяло поле h3 · бяла пешка на бяло поле a2 · бяла пешка на черно поле b2 · бяла пешка на бяло поле c2 · бял топ на бяло поле d1 · бял цар на черно поле g1 | бяла дама на бяло поле a8 · черен кон на черно поле b8 · черен цар на бяло поле c8 · черен топ на бяло поле g8 · черна пешка на бяло поле b7 · черен топ на бяло поле h7 · черна пешка на бяло поле c6 · черна пешка на черно поле f6 · черен кон на бяло поле g6 · бял офицер на бяло поле f5 · бяла пешка на бяло поле g4 · бяла пешка на бяло поле h3 · бяла пешка на бяло поле a2 · бяла пешка на черно поле b2 · бяла пешка на бяло поле c2 · бял топ на бяло поле d1 · бял цар на черно поле g1 | бяла дама на бяло поле a8 · черен кон на черно поле b8 · черен цар на бяло поле c8 · черен топ на бяло поле g8 · черна пешка на бяло поле b7 · черен топ на бяло поле h7 · черна пешка на бяло поле c6 · черна пешка на черно поле f6 · черен кон на бяло поле g6 · бял офицер на бяло поле f5 · бяла пешка на бяло поле g4 · бяла пешка на бяло поле h3 · бяла пешка на бяло поле a2 · бяла пешка на черно поле b2 · бяла пешка на бяло поле c2 · бял топ на бяло поле d1 · бял цар на черно поле g1 | бяла дама на бяло поле a8 · черен кон на черно поле b8 · черен цар на бяло поле c8 · черен топ на бяло поле g8 · черна пешка на бяло поле b7 · черен топ на бяло поле h7 · черна пешка на бяло поле c6 · черна пешка на черно поле f6 · черен кон на бяло поле g6 · бял офицер на бяло поле f5 · бяла пешка на бяло поле g4 · бяла пешка на бяло поле h3 · бяла пешка на бяло поле a2 · бяла пешка на черно поле b2 · бяла пешка на бяло поле c2 · бял топ на бяло поле d1 · бял цар на черно поле g1 | бяла дама на бяло поле a8 · черен кон на черно поле b8 · черен цар на бяло поле c8 · черен топ на бяло поле g8 · черна пешка на бяло поле b7 · черен топ на бяло поле h7 · черна пешка на бяло поле c6 · черна пешка на черно поле f6 · черен кон на бяло поле g6 · бял офицер на бяло поле f5 · бяла пешка на бяло поле g4 · бяла пешка на бяло поле h3 · бяла пешка на бяло поле a2 · бяла пешка на черно поле b2 · бяла пешка на бяло поле c2 · бял топ на бяло поле d1 · бял цар на черно поле g1 | бяла дама на бяло поле a8 · черен кон на черно поле b8 · черен цар на бяло поле c8 · черен топ на бяло поле g8 · черна пешка на бяло поле b7 · черен топ на бяло поле h7 · черна пешка на бяло поле c6 · черна пешка на черно поле f6 · черен кон на бяло поле g6 · бял офицер на бяло поле f5 · бяла пешка на бяло поле g4 · бяла пешка на бяло поле h3 · бяла пешка на бяло поле a2 · бяла пешка на черно поле b2 · бяла пешка на бяло поле c2 · бял топ на бяло поле d1 · бял цар на черно поле g1 | бяла дама на бяло поле a8 · черен кон на черно поле b8 · черен цар на бяло поле c8 · черен топ на бяло поле g8 · черна пешка на бяло поле b7 · черен топ на бяло поле h7 · черна пешка на бяло поле c6 · черна пешка на черно поле f6 · черен кон на бяло поле g6 · бял офицер на бяло поле f5 · бяла пешка на бяло поле g4 · бяла пешка на бяло поле h3 · бяла пешка на бяло поле a2 · бяла пешка на черно поле b2 · бяла пешка на бяло поле c2 · бял топ на бяло поле d1 · бял цар на черно поле g1 | бяла дама на бяло поле a8 · черен кон на черно поле b8 · черен цар на бяло поле c8 · черен топ на бяло поле g8 · черна пешка на бяло поле b7 · черен топ на бяло поле h7 · черна пешка на бяло поле c6 · черна пешка на черно поле f6 · черен кон на бяло поле g6 · бял офицер на бяло поле f5 · бяла пешка на бяло поле g4 · бяла пешка на бяло поле h3 · бяла пешка на бяло поле a2 · бяла пешка на черно поле b2 · бяла пешка на бяло поле c2 · бял топ на бяло поле d1 · бял цар на черно поле g1 | 7 |
| 6 | бяла дама на бяло поле a8 · черен кон на черно поле b8 · черен цар на бяло поле c8 · черен топ на бяло поле g8 · черна пешка на бяло поле b7 · черен топ на бяло поле h7 · черна пешка на бяло поле c6 · черна пешка на черно поле f6 · черен кон на бяло поле g6 · бял офицер на бяло поле f5 · бяла пешка на бяло поле g4 · бяла пешка на бяло поле h3 · бяла пешка на бяло поле a2 · бяла пешка на черно поле b2 · бяла пешка на бяло поле c2 · бял топ на бяло поле d1 · бял цар на черно поле g1 | бяла дама на бяло поле a8 · черен кон на черно поле b8 · черен цар на бяло поле c8 · черен топ на бяло поле g8 · черна пешка на бяло поле b7 · черен топ на бяло поле h7 · черна пешка на бяло поле c6 · черна пешка на черно поле f6 · черен кон на бяло поле g6 · бял офицер на бяло поле f5 · бяла пешка на бяло поле g4 · бяла пешка на бяло поле h3 · бяла пешка на бяло поле a2 · бяла пешка на черно поле b2 · бяла пешка на бяло поле c2 · бял топ на бяло поле d1 · бял цар на черно поле g1 | бяла дама на бяло поле a8 · черен кон на черно поле b8 · черен цар на бяло поле c8 · черен топ на бяло поле g8 · черна пешка на бяло поле b7 · черен топ на бяло поле h7 · черна пешка на бяло поле c6 · черна пешка на черно поле f6 · черен кон на бяло поле g6 · бял офицер на бяло поле f5 · бяла пешка на бяло поле g4 · бяла пешка на бяло поле h3 · бяла пешка на бяло поле a2 · бяла пешка на черно поле b2 · бяла пешка на бяло поле c2 · бял топ на бяло поле d1 · бял цар на черно поле g1 | бяла дама на бяло поле a8 · черен кон на черно поле b8 · черен цар на бяло поле c8 · черен топ на бяло поле g8 · черна пешка на бяло поле b7 · черен топ на бяло поле h7 · черна пешка на бяло поле c6 · черна пешка на черно поле f6 · черен кон на бяло поле g6 · бял офицер на бяло поле f5 · бяла пешка на бяло поле g4 · бяла пешка на бяло поле h3 · бяла пешка на бяло поле a2 · бяла пешка на черно поле b2 · бяла пешка на бяло поле c2 · бял топ на бяло поле d1 · бял цар на черно поле g1 | бяла дама на бяло поле a8 · черен кон на черно поле b8 · черен цар на бяло поле c8 · черен топ на бяло поле g8 · черна пешка на бяло поле b7 · черен топ на бяло поле h7 · черна пешка на бяло поле c6 · черна пешка на черно поле f6 · черен кон на бяло поле g6 · бял офицер на бяло поле f5 · бяла пешка на бяло поле g4 · бяла пешка на бяло поле h3 · бяла пешка на бяло поле a2 · бяла пешка на черно поле b2 · бяла пешка на бяло поле c2 · бял топ на бяло поле d1 · бял цар на черно поле g1 | бяла дама на бяло поле a8 · черен кон на черно поле b8 · черен цар на бяло поле c8 · черен топ на бяло поле g8 · черна пешка на бяло поле b7 · черен топ на бяло поле h7 · черна пешка на бяло поле c6 · черна пешка на черно поле f6 · черен кон на бяло поле g6 · бял офицер на бяло поле f5 · бяла пешка на бяло поле g4 · бяла пешка на бяло поле h3 · бяла пешка на бяло поле a2 · бяла пешка на черно поле b2 · бяла пешка на бяло поле c2 · бял топ на бяло поле d1 · бял цар на черно поле g1 | бяла дама на бяло поле a8 · черен кон на черно поле b8 · черен цар на бяло поле c8 · черен топ на бяло поле g8 · черна пешка на бяло поле b7 · черен топ на бяло поле h7 · черна пешка на бяло поле c6 · черна пешка на черно поле f6 · черен кон на бяло поле g6 · бял офицер на бяло поле f5 · бяла пешка на бяло поле g4 · бяла пешка на бяло поле h3 · бяла пешка на бяло поле a2 · бяла пешка на черно поле b2 · бяла пешка на бяло поле c2 · бял топ на бяло поле d1 · бял цар на черно поле g1 | бяла дама на бяло поле a8 · черен кон на черно поле b8 · черен цар на бяло поле c8 · черен топ на бяло поле g8 · черна пешка на бяло поле b7 · черен топ на бяло поле h7 · черна пешка на бяло поле c6 · черна пешка на черно поле f6 · черен кон на бяло поле g6 · бял офицер на бяло поле f5 · бяла пешка на бяло поле g4 · бяла пешка на бяло поле h3 · бяла пешка на бяло поле a2 · бяла пешка на черно поле b2 · бяла пешка на бяло поле c2 · бял топ на бяло поле d1 · бял цар на черно поле g1 | 6 |
| 5 | бяла дама на бяло поле a8 · черен кон на черно поле b8 · черен цар на бяло поле c8 · черен топ на бяло поле g8 · черна пешка на бяло поле b7 · черен топ на бяло поле h7 · черна пешка на бяло поле c6 · черна пешка на черно поле f6 · черен кон на бяло поле g6 · бял офицер на бяло поле f5 · бяла пешка на бяло поле g4 · бяла пешка на бяло поле h3 · бяла пешка на бяло поле a2 · бяла пешка на черно поле b2 · бяла пешка на бяло поле c2 · бял топ на бяло поле d1 · бял цар на черно поле g1 | бяла дама на бяло поле a8 · черен кон на черно поле b8 · черен цар на бяло поле c8 · черен топ на бяло поле g8 · черна пешка на бяло поле b7 · черен топ на бяло поле h7 · черна пешка на бяло поле c6 · черна пешка на черно поле f6 · черен кон на бяло поле g6 · бял офицер на бяло поле f5 · бяла пешка на бяло поле g4 · бяла пешка на бяло поле h3 · бяла пешка на бяло поле a2 · бяла пешка на черно поле b2 · бяла пешка на бяло поле c2 · бял топ на бяло поле d1 · бял цар на черно поле g1 | бяла дама на бяло поле a8 · черен кон на черно поле b8 · черен цар на бяло поле c8 · черен топ на бяло поле g8 · черна пешка на бяло поле b7 · черен топ на бяло поле h7 · черна пешка на бяло поле c6 · черна пешка на черно поле f6 · черен кон на бяло поле g6 · бял офицер на бяло поле f5 · бяла пешка на бяло поле g4 · бяла пешка на бяло поле h3 · бяла пешка на бяло поле a2 · бяла пешка на черно поле b2 · бяла пешка на бяло поле c2 · бял топ на бяло поле d1 · бял цар на черно поле g1 | бяла дама на бяло поле a8 · черен кон на черно поле b8 · черен цар на бяло поле c8 · черен топ на бяло поле g8 · черна пешка на бяло поле b7 · черен топ на бяло поле h7 · черна пешка на бяло поле c6 · черна пешка на черно поле f6 · черен кон на бяло поле g6 · бял офицер на бяло поле f5 · бяла пешка на бяло поле g4 · бяла пешка на бяло поле h3 · бяла пешка на бяло поле a2 · бяла пешка на черно поле b2 · бяла пешка на бяло поле c2 · бял топ на бяло поле d1 · бял цар на черно поле g1 | бяла дама на бяло поле a8 · черен кон на черно поле b8 · черен цар на бяло поле c8 · черен топ на бяло поле g8 · черна пешка на бяло поле b7 · черен топ на бяло поле h7 · черна пешка на бяло поле c6 · черна пешка на черно поле f6 · черен кон на бяло поле g6 · бял офицер на бяло поле f5 · бяла пешка на бяло поле g4 · бяла пешка на бяло поле h3 · бяла пешка на бяло поле a2 · бяла пешка на черно поле b2 · бяла пешка на бяло поле c2 · бял топ на бяло поле d1 · бял цар на черно поле g1 | бяла дама на бяло поле a8 · черен кон на черно поле b8 · черен цар на бяло поле c8 · черен топ на бяло поле g8 · черна пешка на бяло поле b7 · черен топ на бяло поле h7 · черна пешка на бяло поле c6 · черна пешка на черно поле f6 · черен кон на бяло поле g6 · бял офицер на бяло поле f5 · бяла пешка на бяло поле g4 · бяла пешка на бяло поле h3 · бяла пешка на бяло поле a2 · бяла пешка на черно поле b2 · бяла пешка на бяло поле c2 · бял топ на бяло поле d1 · бял цар на черно поле g1 | бяла дама на бяло поле a8 · черен кон на черно поле b8 · черен цар на бяло поле c8 · черен топ на бяло поле g8 · черна пешка на бяло поле b7 · черен топ на бяло поле h7 · черна пешка на бяло поле c6 · черна пешка на черно поле f6 · черен кон на бяло поле g6 · бял офицер на бяло поле f5 · бяла пешка на бяло поле g4 · бяла пешка на бяло поле h3 · бяла пешка на бяло поле a2 · бяла пешка на черно поле b2 · бяла пешка на бяло поле c2 · бял топ на бяло поле d1 · бял цар на черно поле g1 | бяла дама на бяло поле a8 · черен кон на черно поле b8 · черен цар на бяло поле c8 · черен топ на бяло поле g8 · черна пешка на бяло поле b7 · черен топ на бяло поле h7 · черна пешка на бяло поле c6 · черна пешка на черно поле f6 · черен кон на бяло поле g6 · бял офицер на бяло поле f5 · бяла пешка на бяло поле g4 · бяла пешка на бяло поле h3 · бяла пешка на бяло поле a2 · бяла пешка на черно поле b2 · бяла пешка на бяло поле c2 · бял топ на бяло поле d1 · бял цар на черно поле g1 | 5 |
| 4 | бяла дама на бяло поле a8 · черен кон на черно поле b8 · черен цар на бяло поле c8 · черен топ на бяло поле g8 · черна пешка на бяло поле b7 · черен топ на бяло поле h7 · черна пешка на бяло поле c6 · черна пешка на черно поле f6 · черен кон на бяло поле g6 · бял офицер на бяло поле f5 · бяла пешка на бяло поле g4 · бяла пешка на бяло поле h3 · бяла пешка на бяло поле a2 · бяла пешка на черно поле b2 · бяла пешка на бяло поле c2 · бял топ на бяло поле d1 · бял цар на черно поле g1 | бяла дама на бяло поле a8 · черен кон на черно поле b8 · черен цар на бяло поле c8 · черен топ на бяло поле g8 · черна пешка на бяло поле b7 · черен топ на бяло поле h7 · черна пешка на бяло поле c6 · черна пешка на черно поле f6 · черен кон на бяло поле g6 · бял офицер на бяло поле f5 · бяла пешка на бяло поле g4 · бяла пешка на бяло поле h3 · бяла пешка на бяло поле a2 · бяла пешка на черно поле b2 · бяла пешка на бяло поле c2 · бял топ на бяло поле d1 · бял цар на черно поле g1 | бяла дама на бяло поле a8 · черен кон на черно поле b8 · черен цар на бяло поле c8 · черен топ на бяло поле g8 · черна пешка на бяло поле b7 · черен топ на бяло поле h7 · черна пешка на бяло поле c6 · черна пешка на черно поле f6 · черен кон на бяло поле g6 · бял офицер на бяло поле f5 · бяла пешка на бяло поле g4 · бяла пешка на бяло поле h3 · бяла пешка на бяло поле a2 · бяла пешка на черно поле b2 · бяла пешка на бяло поле c2 · бял топ на бяло поле d1 · бял цар на черно поле g1 | бяла дама на бяло поле a8 · черен кон на черно поле b8 · черен цар на бяло поле c8 · черен топ на бяло поле g8 · черна пешка на бяло поле b7 · черен топ на бяло поле h7 · черна пешка на бяло поле c6 · черна пешка на черно поле f6 · черен кон на бяло поле g6 · бял офицер на бяло поле f5 · бяла пешка на бяло поле g4 · бяла пешка на бяло поле h3 · бяла пешка на бяло поле a2 · бяла пешка на черно поле b2 · бяла пешка на бяло поле c2 · бял топ на бяло поле d1 · бял цар на черно поле g1 | бяла дама на бяло поле a8 · черен кон на черно поле b8 · черен цар на бяло поле c8 · черен топ на бяло поле g8 · черна пешка на бяло поле b7 · черен топ на бяло поле h7 · черна пешка на бяло поле c6 · черна пешка на черно поле f6 · черен кон на бяло поле g6 · бял офицер на бяло поле f5 · бяла пешка на бяло поле g4 · бяла пешка на бяло поле h3 · бяла пешка на бяло поле a2 · бяла пешка на черно поле b2 · бяла пешка на бяло поле c2 · бял топ на бяло поле d1 · бял цар на черно поле g1 | бяла дама на бяло поле a8 · черен кон на черно поле b8 · черен цар на бяло поле c8 · черен топ на бяло поле g8 · черна пешка на бяло поле b7 · черен топ на бяло поле h7 · черна пешка на бяло поле c6 · черна пешка на черно поле f6 · черен кон на бяло поле g6 · бял офицер на бяло поле f5 · бяла пешка на бяло поле g4 · бяла пешка на бяло поле h3 · бяла пешка на бяло поле a2 · бяла пешка на черно поле b2 · бяла пешка на бяло поле c2 · бял топ на бяло поле d1 · бял цар на черно поле g1 | бяла дама на бяло поле a8 · черен кон на черно поле b8 · черен цар на бяло поле c8 · черен топ на бяло поле g8 · черна пешка на бяло поле b7 · черен топ на бяло поле h7 · черна пешка на бяло поле c6 · черна пешка на черно поле f6 · черен кон на бяло поле g6 · бял офицер на бяло поле f5 · бяла пешка на бяло поле g4 · бяла пешка на бяло поле h3 · бяла пешка на бяло поле a2 · бяла пешка на черно поле b2 · бяла пешка на бяло поле c2 · бял топ на бяло поле d1 · бял цар на черно поле g1 | бяла дама на бяло поле a8 · черен кон на черно поле b8 · черен цар на бяло поле c8 · черен топ на бяло поле g8 · черна пешка на бяло поле b7 · черен топ на бяло поле h7 · черна пешка на бяло поле c6 · черна пешка на черно поле f6 · черен кон на бяло поле g6 · бял офицер на бяло поле f5 · бяла пешка на бяло поле g4 · бяла пешка на бяло поле h3 · бяла пешка на бяло поле a2 · бяла пешка на черно поле b2 · бяла пешка на бяло поле c2 · бял топ на бяло поле d1 · бял цар на черно поле g1 | 4 |
| 3 | бяла дама на бяло поле a8 · черен кон на черно поле b8 · черен цар на бяло поле c8 · черен топ на бяло поле g8 · черна пешка на бяло поле b7 · черен топ на бяло поле h7 · черна пешка на бяло поле c6 · черна пешка на черно поле f6 · черен кон на бяло поле g6 · бял офицер на бяло поле f5 · бяла пешка на бяло поле g4 · бяла пешка на бяло поле h3 · бяла пешка на бяло поле a2 · бяла пешка на черно поле b2 · бяла пешка на бяло поле c2 · бял топ на бяло поле d1 · бял цар на черно поле g1 | бяла дама на бяло поле a8 · черен кон на черно поле b8 · черен цар на бяло поле c8 · черен топ на бяло поле g8 · черна пешка на бяло поле b7 · черен топ на бяло поле h7 · черна пешка на бяло поле c6 · черна пешка на черно поле f6 · черен кон на бяло поле g6 · бял офицер на бяло поле f5 · бяла пешка на бяло поле g4 · бяла пешка на бяло поле h3 · бяла пешка на бяло поле a2 · бяла пешка на черно поле b2 · бяла пешка на бяло поле c2 · бял топ на бяло поле d1 · бял цар на черно поле g1 | бяла дама на бяло поле a8 · черен кон на черно поле b8 · черен цар на бяло поле c8 · черен топ на бяло поле g8 · черна пешка на бяло поле b7 · черен топ на бяло поле h7 · черна пешка на бяло поле c6 · черна пешка на черно поле f6 · черен кон на бяло поле g6 · бял офицер на бяло поле f5 · бяла пешка на бяло поле g4 · бяла пешка на бяло поле h3 · бяла пешка на бяло поле a2 · бяла пешка на черно поле b2 · бяла пешка на бяло поле c2 · бял топ на бяло поле d1 · бял цар на черно поле g1 | бяла дама на бяло поле a8 · черен кон на черно поле b8 · черен цар на бяло поле c8 · черен топ на бяло поле g8 · черна пешка на бяло поле b7 · черен топ на бяло поле h7 · черна пешка на бяло поле c6 · черна пешка на черно поле f6 · черен кон на бяло поле g6 · бял офицер на бяло поле f5 · бяла пешка на бяло поле g4 · бяла пешка на бяло поле h3 · бяла пешка на бяло поле a2 · бяла пешка на черно поле b2 · бяла пешка на бяло поле c2 · бял топ на бяло поле d1 · бял цар на черно поле g1 | бяла дама на бяло поле a8 · черен кон на черно поле b8 · черен цар на бяло поле c8 · черен топ на бяло поле g8 · черна пешка на бяло поле b7 · черен топ на бяло поле h7 · черна пешка на бяло поле c6 · черна пешка на черно поле f6 · черен кон на бяло поле g6 · бял офицер на бяло поле f5 · бяла пешка на бяло поле g4 · бяла пешка на бяло поле h3 · бяла пешка на бяло поле a2 · бяла пешка на черно поле b2 · бяла пешка на бяло поле c2 · бял топ на бяло поле d1 · бял цар на черно поле g1 | бяла дама на бяло поле a8 · черен кон на черно поле b8 · черен цар на бяло поле c8 · черен топ на бяло поле g8 · черна пешка на бяло поле b7 · черен топ на бяло поле h7 · черна пешка на бяло поле c6 · черна пешка на черно поле f6 · черен кон на бяло поле g6 · бял офицер на бяло поле f5 · бяла пешка на бяло поле g4 · бяла пешка на бяло поле h3 · бяла пешка на бяло поле a2 · бяла пешка на черно поле b2 · бяла пешка на бяло поле c2 · бял топ на бяло поле d1 · бял цар на черно поле g1 | бяла дама на бяло поле a8 · черен кон на черно поле b8 · черен цар на бяло поле c8 · черен топ на бяло поле g8 · черна пешка на бяло поле b7 · черен топ на бяло поле h7 · черна пешка на бяло поле c6 · черна пешка на черно поле f6 · черен кон на бяло поле g6 · бял офицер на бяло поле f5 · бяла пешка на бяло поле g4 · бяла пешка на бяло поле h3 · бяла пешка на бяло поле a2 · бяла пешка на черно поле b2 · бяла пешка на бяло поле c2 · бял топ на бяло поле d1 · бял цар на черно поле g1 | бяла дама на бяло поле a8 · черен кон на черно поле b8 · черен цар на бяло поле c8 · черен топ на бяло поле g8 · черна пешка на бяло поле b7 · черен топ на бяло поле h7 · черна пешка на бяло поле c6 · черна пешка на черно поле f6 · черен кон на бяло поле g6 · бял офицер на бяло поле f5 · бяла пешка на бяло поле g4 · бяла пешка на бяло поле h3 · бяла пешка на бяло поле a2 · бяла пешка на черно поле b2 · бяла пешка на бяло поле c2 · бял топ на бяло поле d1 · бял цар на черно поле g1 | 3 |
| 2 | бяла дама на бяло поле a8 · черен кон на черно поле b8 · черен цар на бяло поле c8 · черен топ на бяло поле g8 · черна пешка на бяло поле b7 · черен топ на бяло поле h7 · черна пешка на бяло поле c6 · черна пешка на черно поле f6 · черен кон на бяло поле g6 · бял офицер на бяло поле f5 · бяла пешка на бяло поле g4 · бяла пешка на бяло поле h3 · бяла пешка на бяло поле a2 · бяла пешка на черно поле b2 · бяла пешка на бяло поле c2 · бял топ на бяло поле d1 · бял цар на черно поле g1 | бяла дама на бяло поле a8 · черен кон на черно поле b8 · черен цар на бяло поле c8 · черен топ на бяло поле g8 · черна пешка на бяло поле b7 · черен топ на бяло поле h7 · черна пешка на бяло поле c6 · черна пешка на черно поле f6 · черен кон на бяло поле g6 · бял офицер на бяло поле f5 · бяла пешка на бяло поле g4 · бяла пешка на бяло поле h3 · бяла пешка на бяло поле a2 · бяла пешка на черно поле b2 · бяла пешка на бяло поле c2 · бял топ на бяло поле d1 · бял цар на черно поле g1 | бяла дама на бяло поле a8 · черен кон на черно поле b8 · черен цар на бяло поле c8 · черен топ на бяло поле g8 · черна пешка на бяло поле b7 · черен топ на бяло поле h7 · черна пешка на бяло поле c6 · черна пешка на черно поле f6 · черен кон на бяло поле g6 · бял офицер на бяло поле f5 · бяла пешка на бяло поле g4 · бяла пешка на бяло поле h3 · бяла пешка на бяло поле a2 · бяла пешка на черно поле b2 · бяла пешка на бяло поле c2 · бял топ на бяло поле d1 · бял цар на черно поле g1 | бяла дама на бяло поле a8 · черен кон на черно поле b8 · черен цар на бяло поле c8 · черен топ на бяло поле g8 · черна пешка на бяло поле b7 · черен топ на бяло поле h7 · черна пешка на бяло поле c6 · черна пешка на черно поле f6 · черен кон на бяло поле g6 · бял офицер на бяло поле f5 · бяла пешка на бяло поле g4 · бяла пешка на бяло поле h3 · бяла пешка на бяло поле a2 · бяла пешка на черно поле b2 · бяла пешка на бяло поле c2 · бял топ на бяло поле d1 · бял цар на черно поле g1 | бяла дама на бяло поле a8 · черен кон на черно поле b8 · черен цар на бяло поле c8 · черен топ на бяло поле g8 · черна пешка на бяло поле b7 · черен топ на бяло поле h7 · черна пешка на бяло поле c6 · черна пешка на черно поле f6 · черен кон на бяло поле g6 · бял офицер на бяло поле f5 · бяла пешка на бяло поле g4 · бяла пешка на бяло поле h3 · бяла пешка на бяло поле a2 · бяла пешка на черно поле b2 · бяла пешка на бяло поле c2 · бял топ на бяло поле d1 · бял цар на черно поле g1 | бяла дама на бяло поле a8 · черен кон на черно поле b8 · черен цар на бяло поле c8 · черен топ на бяло поле g8 · черна пешка на бяло поле b7 · черен топ на бяло поле h7 · черна пешка на бяло поле c6 · черна пешка на черно поле f6 · черен кон на бяло поле g6 · бял офицер на бяло поле f5 · бяла пешка на бяло поле g4 · бяла пешка на бяло поле h3 · бяла пешка на бяло поле a2 · бяла пешка на черно поле b2 · бяла пешка на бяло поле c2 · бял топ на бяло поле d1 · бял цар на черно поле g1 | бяла дама на бяло поле a8 · черен кон на черно поле b8 · черен цар на бяло поле c8 · черен топ на бяло поле g8 · черна пешка на бяло поле b7 · черен топ на бяло поле h7 · черна пешка на бяло поле c6 · черна пешка на черно поле f6 · черен кон на бяло поле g6 · бял офицер на бяло поле f5 · бяла пешка на бяло поле g4 · бяла пешка на бяло поле h3 · бяла пешка на бяло поле a2 · бяла пешка на черно поле b2 · бяла пешка на бяло поле c2 · бял топ на бяло поле d1 · бял цар на черно поле g1 | бяла дама на бяло поле a8 · черен кон на черно поле b8 · черен цар на бяло поле c8 · черен топ на бяло поле g8 · черна пешка на бяло поле b7 · черен топ на бяло поле h7 · черна пешка на бяло поле c6 · черна пешка на черно поле f6 · черен кон на бяло поле g6 · бял офицер на бяло поле f5 · бяла пешка на бяло поле g4 · бяла пешка на бяло поле h3 · бяла пешка на бяло поле a2 · бяла пешка на черно поле b2 · бяла пешка на бяло поле c2 · бял топ на бяло поле d1 · бял цар на черно поле g1 | 2 |
| 1 | бяла дама на бяло поле a8 · черен кон на черно поле b8 · черен цар на бяло поле c8 · черен топ на бяло поле g8 · черна пешка на бяло поле b7 · черен топ на бяло поле h7 · черна пешка на бяло поле c6 · черна пешка на черно поле f6 · черен кон на бяло поле g6 · бял офицер на бяло поле f5 · бяла пешка на бяло поле g4 · бяла пешка на бяло поле h3 · бяла пешка на бяло поле a2 · бяла пешка на черно поле b2 · бяла пешка на бяло поле c2 · бял топ на бяло поле d1 · бял цар на черно поле g1 | бяла дама на бяло поле a8 · черен кон на черно поле b8 · черен цар на бяло поле c8 · черен топ на бяло поле g8 · черна пешка на бяло поле b7 · черен топ на бяло поле h7 · черна пешка на бяло поле c6 · черна пешка на черно поле f6 · черен кон на бяло поле g6 · бял офицер на бяло поле f5 · бяла пешка на бяло поле g4 · бяла пешка на бяло поле h3 · бяла пешка на бяло поле a2 · бяла пешка на черно поле b2 · бяла пешка на бяло поле c2 · бял топ на бяло поле d1 · бял цар на черно поле g1 | бяла дама на бяло поле a8 · черен кон на черно поле b8 · черен цар на бяло поле c8 · черен топ на бяло поле g8 · черна пешка на бяло поле b7 · черен топ на бяло поле h7 · черна пешка на бяло поле c6 · черна пешка на черно поле f6 · черен кон на бяло поле g6 · бял офицер на бяло поле f5 · бяла пешка на бяло поле g4 · бяла пешка на бяло поле h3 · бяла пешка на бяло поле a2 · бяла пешка на черно поле b2 · бяла пешка на бяло поле c2 · бял топ на бяло поле d1 · бял цар на черно поле g1 | бяла дама на бяло поле a8 · черен кон на черно поле b8 · черен цар на бяло поле c8 · черен топ на бяло поле g8 · черна пешка на бяло поле b7 · черен топ на бяло поле h7 · черна пешка на бяло поле c6 · черна пешка на черно поле f6 · черен кон на бяло поле g6 · бял офицер на бяло поле f5 · бяла пешка на бяло поле g4 · бяла пешка на бяло поле h3 · бяла пешка на бяло поле a2 · бяла пешка на черно поле b2 · бяла пешка на бяло поле c2 · бял топ на бяло поле d1 · бял цар на черно поле g1 | бяла дама на бяло поле a8 · черен кон на черно поле b8 · черен цар на бяло поле c8 · черен топ на бяло поле g8 · черна пешка на бяло поле b7 · черен топ на бяло поле h7 · черна пешка на бяло поле c6 · черна пешка на черно поле f6 · черен кон на бяло поле g6 · бял офицер на бяло поле f5 · бяла пешка на бяло поле g4 · бяла пешка на бяло поле h3 · бяла пешка на бяло поле a2 · бяла пешка на черно поле b2 · бяла пешка на бяло поле c2 · бял топ на бяло поле d1 · бял цар на черно поле g1 | бяла дама на бяло поле a8 · черен кон на черно поле b8 · черен цар на бяло поле c8 · черен топ на бяло поле g8 · черна пешка на бяло поле b7 · черен топ на бяло поле h7 · черна пешка на бяло поле c6 · черна пешка на черно поле f6 · черен кон на бяло поле g6 · бял офицер на бяло поле f5 · бяла пешка на бяло поле g4 · бяла пешка на бяло поле h3 · бяла пешка на бяло поле a2 · бяла пешка на черно поле b2 · бяла пешка на бяло поле c2 · бял топ на бяло поле d1 · бял цар на черно поле g1 | бяла дама на бяло поле a8 · черен кон на черно поле b8 · черен цар на бяло поле c8 · черен топ на бяло поле g8 · черна пешка на бяло поле b7 · черен топ на бяло поле h7 · черна пешка на бяло поле c6 · черна пешка на черно поле f6 · черен кон на бяло поле g6 · бял офицер на бяло поле f5 · бяла пешка на бяло поле g4 · бяла пешка на бяло поле h3 · бяла пешка на бяло поле a2 · бяла пешка на черно поле b2 · бяла пешка на бяло поле c2 · бял топ на бяло поле d1 · бял цар на черно поле g1 | бяла дама на бяло поле a8 · черен кон на черно поле b8 · черен цар на бяло поле c8 · черен топ на бяло поле g8 · черна пешка на бяло поле b7 · черен топ на бяло поле h7 · черна пешка на бяло поле c6 · черна пешка на черно поле f6 · черен кон на бяло поле g6 · бял офицер на бяло поле f5 · бяла пешка на бяло поле g4 · бяла пешка на бяло поле h3 · бяла пешка на бяло поле a2 · бяла пешка на черно поле b2 · бяла пешка на бяло поле c2 · бял топ на бяло поле d1 · бял цар на черно поле g1 | 1 |
|   | a | b | c | d | e | f | g | h |   |